# Пудун (район)
Пуду́н (кит. упр. 浦东, пиньинь Pǔdōng), официальное название Но́вый райо́н Пуду́н (кит. упр. 浦东新区, пиньинь Pǔdōng xīnqū, палл. Пудун синьцюй) — «новый район» города Шанхая (Китай). Ядро Пудуна расположено к востоку от реки Хуанпу, напротив Пуси — исторического центра Шанхая. Начав своё развитие в 1990-х годах на месте рисовых полей, к началу 2010-х годов Пудун превратился в крупнейший финансовый и деловой центр Китая.
В 1990—2020 годах Пудун привлёк иностранных инвестиций на сумму 102,95 млрд долларов США. По состоянию на 2020 год на Пудун приходилось 1/80 ВВП Китая и 1/15 общего внешнеторгового оборота страны; в районе базировалось 36,3 тыс. предприятий с иностранным капиталом и 350 региональных штаб-квартир транснациональных компаний.
В Пудуне расположены наиболее знаковые символы современного Шанхая — телебашня Восточная жемчужина, небоскрёбы Башня Цзиньмао, Шанхайский всемирный финансовый центр и Шанхайская башня, а также Шанхайский Диснейленд.

## География и этимология

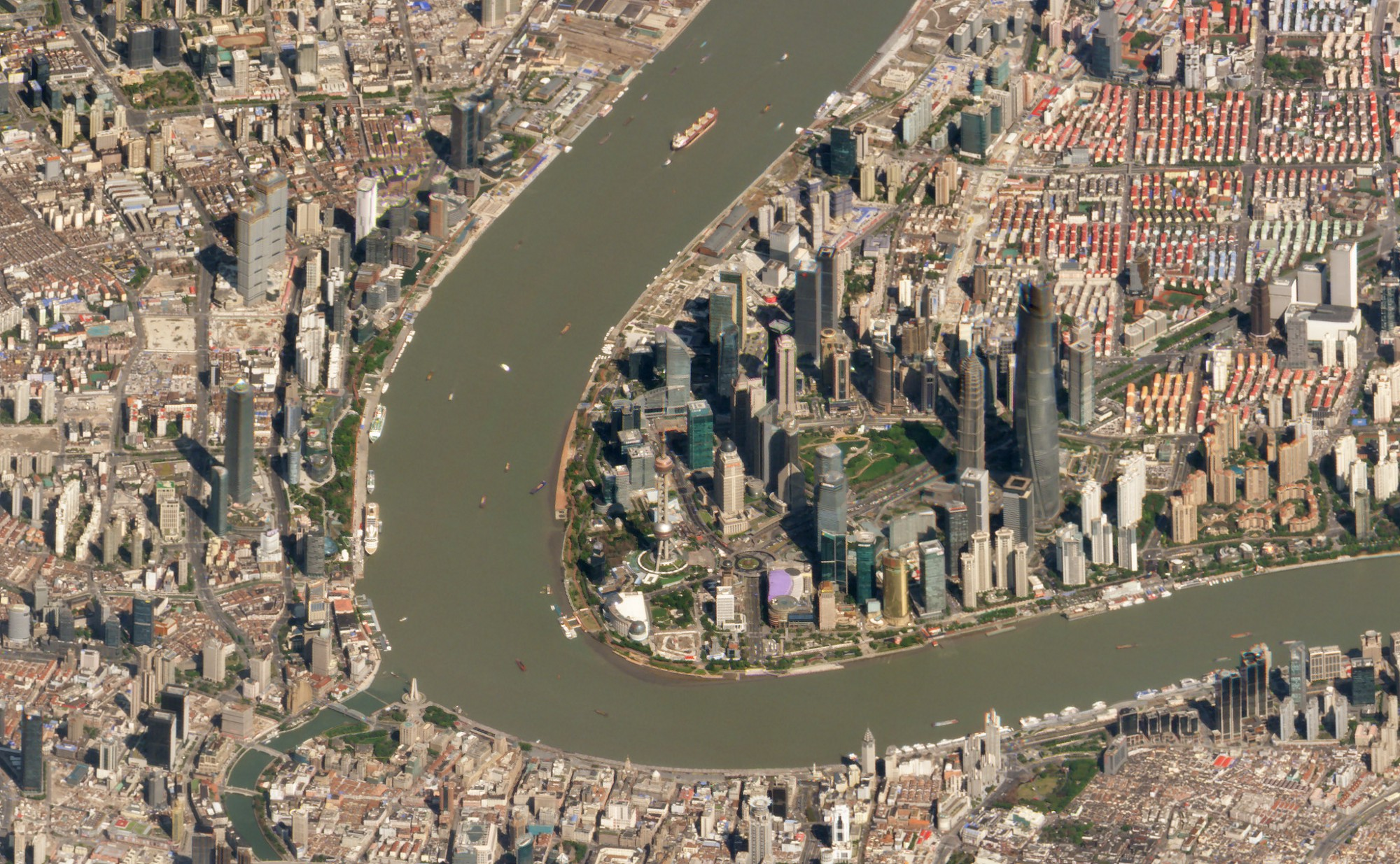
Изгиб реки Хуанпу́. Справа — Пудун, слева — Пуси

Слово «Пудун» буквально означает «к востоку от Хуанпу» или «восточный берег». Река Хуанпу огибает Пудун с запада, а с востока район омывается Восточно-Китайским морем. Площадь Пудуна — 522,8 км², население — 5,6 млн человек (2018). Ультрасовременный Пудун контрастирует с Пуси (浦西 — «к западу от Хуанпу») — старой частью Шанхая, находящейся к западу от Хуанпу.
В устье реки Янцзы расположены четыре болотистые острова архипелага Цзюдуаньша, территорию которого занимает одноимённый заповедник.
Территория Пудуна больше многих других районов Шанхая, и в будущем он, возможно, будет поделён на более мелкие части.

### Парки
- Луцзяцзуй Сентрал
- Парк Минчжу
- Дунчан Риверсайд
- Парк Сенчури
- Арт-парк Чжанцзян
- Парк Хуаму
- Парк Шанхай-Экспо
- Парк Наньпу-Скуэр
- Парк Танцяо
- Парк Хоутань
- Парк Чанцин
- Парк Цзиян
- Парк Чуаньша
- Сад Гучжун
- Мемориальный парк мучеников Чуаньша
- Лесопарк Биньхай
- Лесопарк Биньцзян

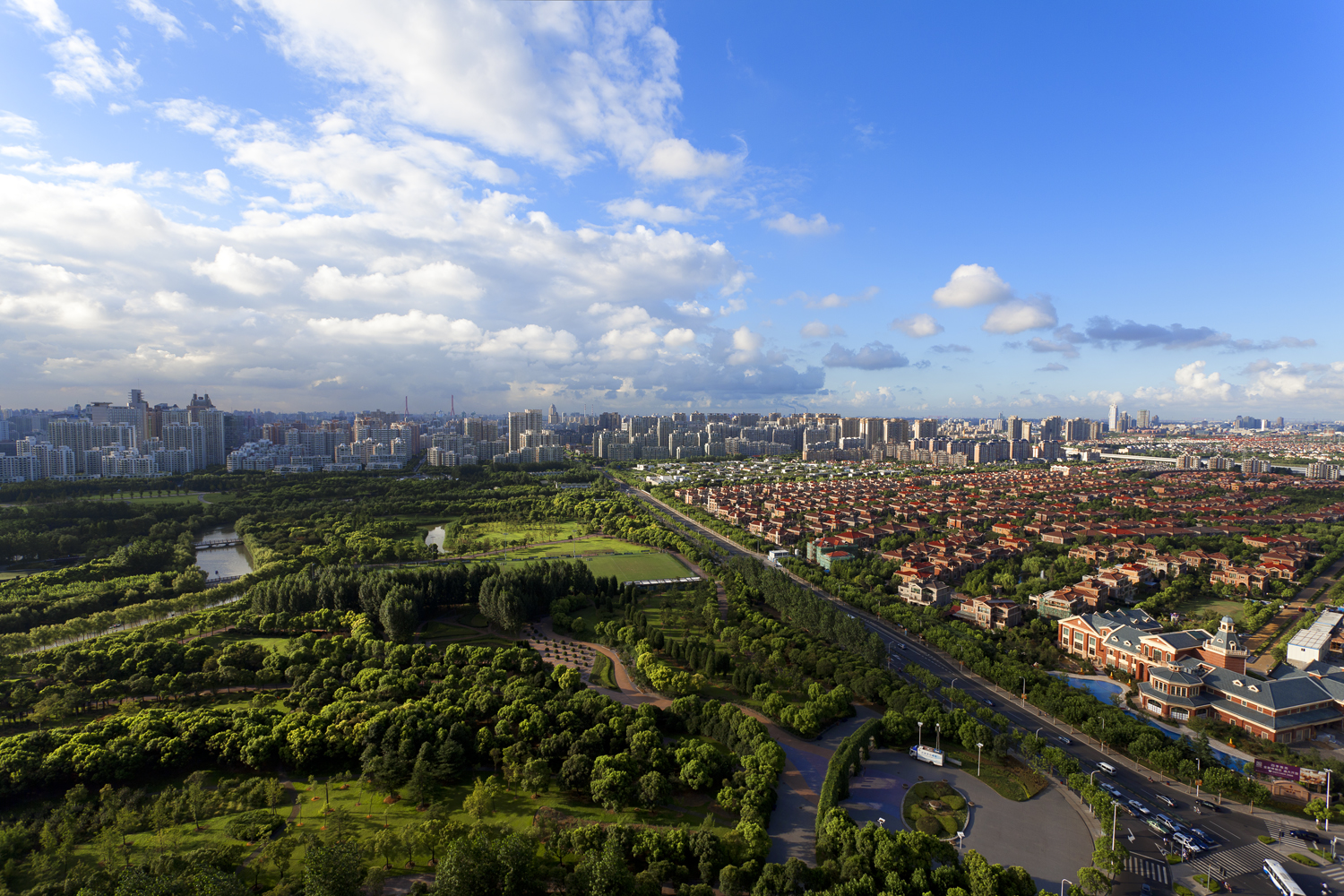
Парк Сенчури
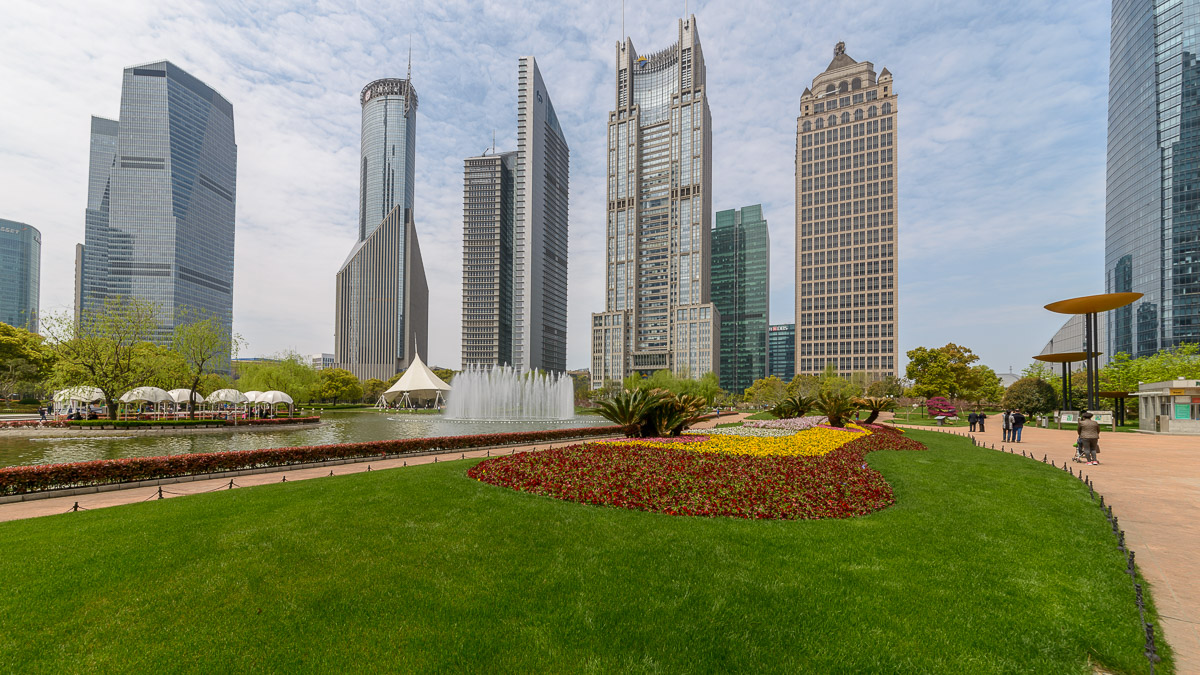
Луцзяцзуй Сентрал
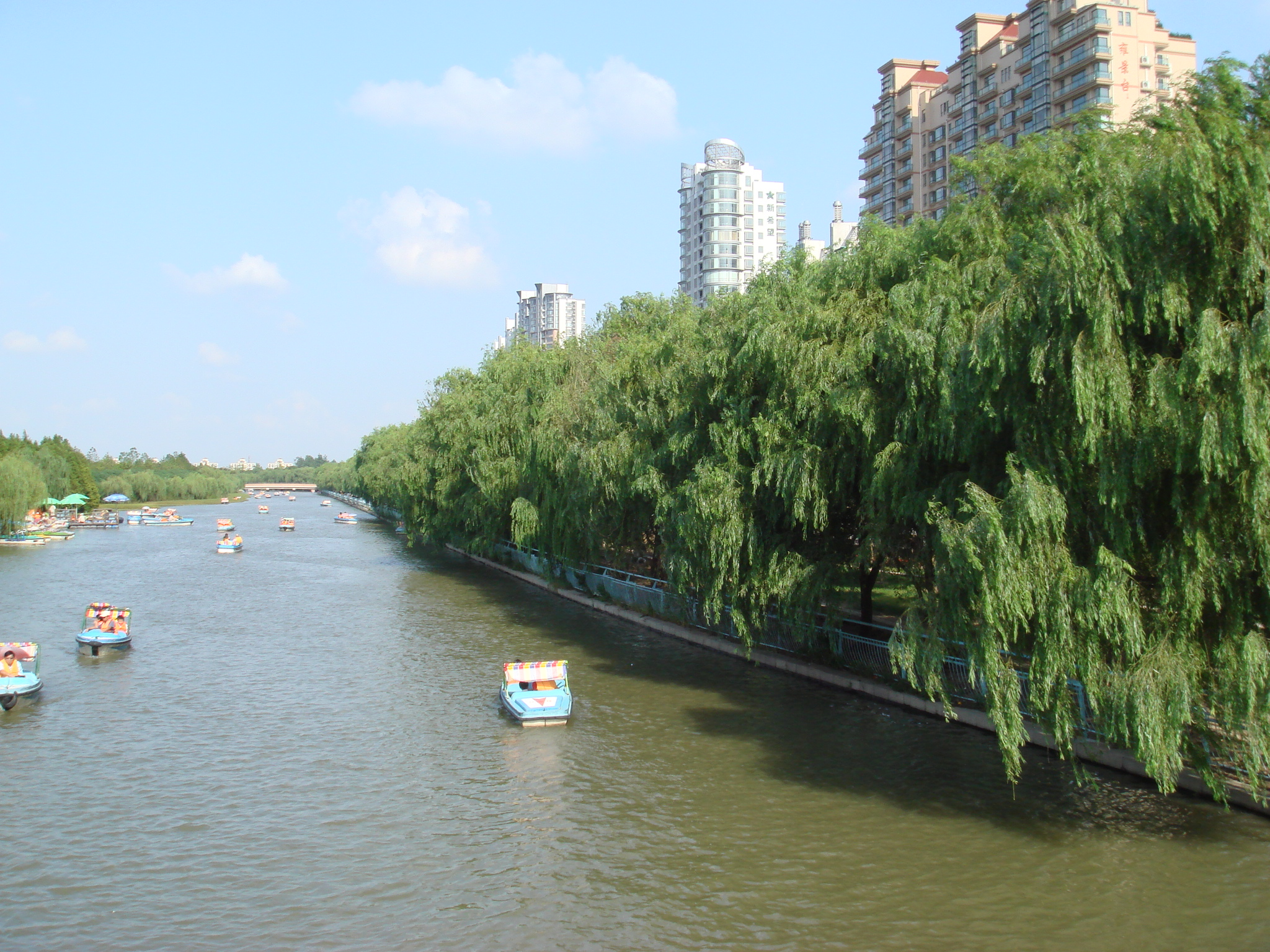
Парк Сенчури
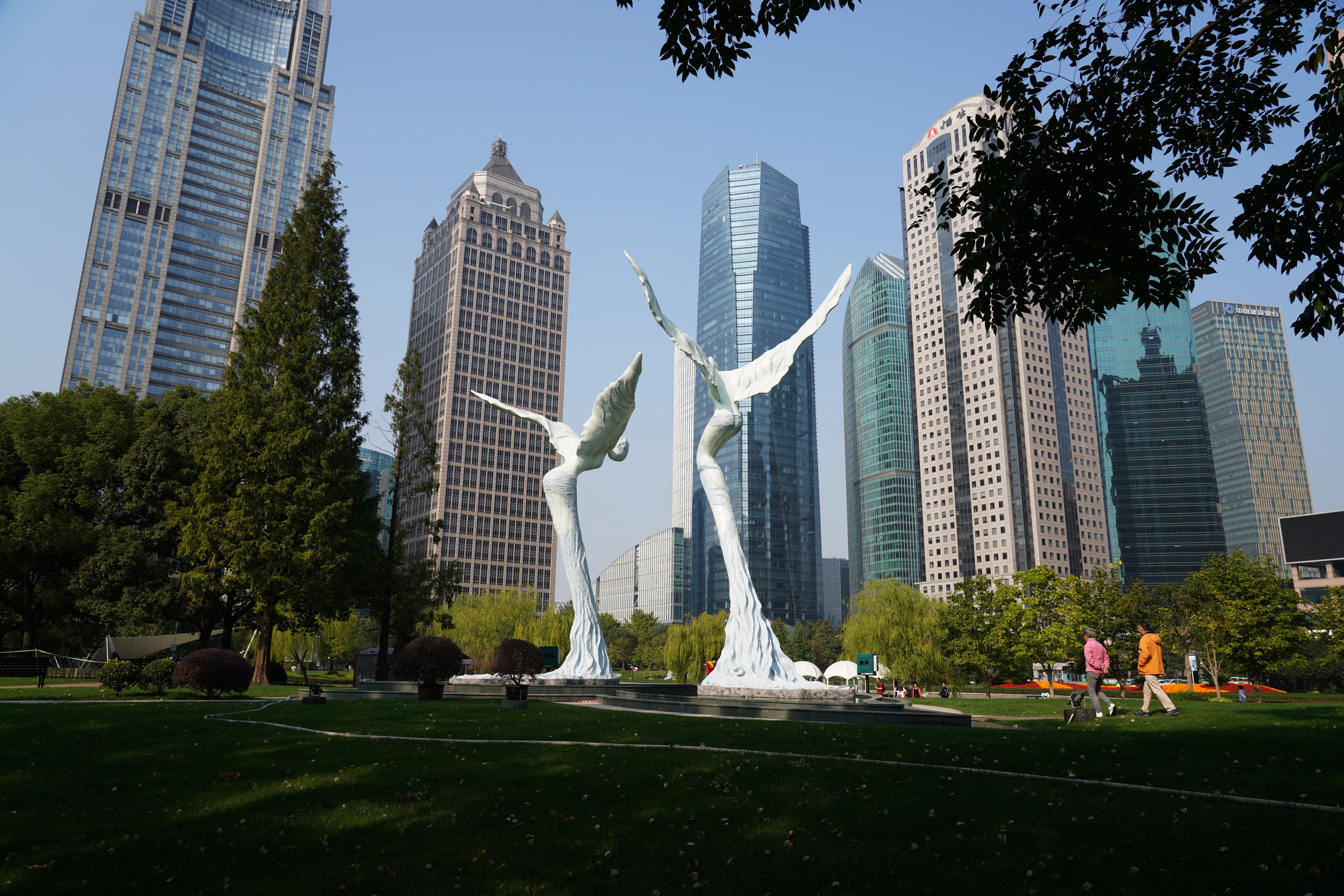
Луцзяцзуй Сентрал
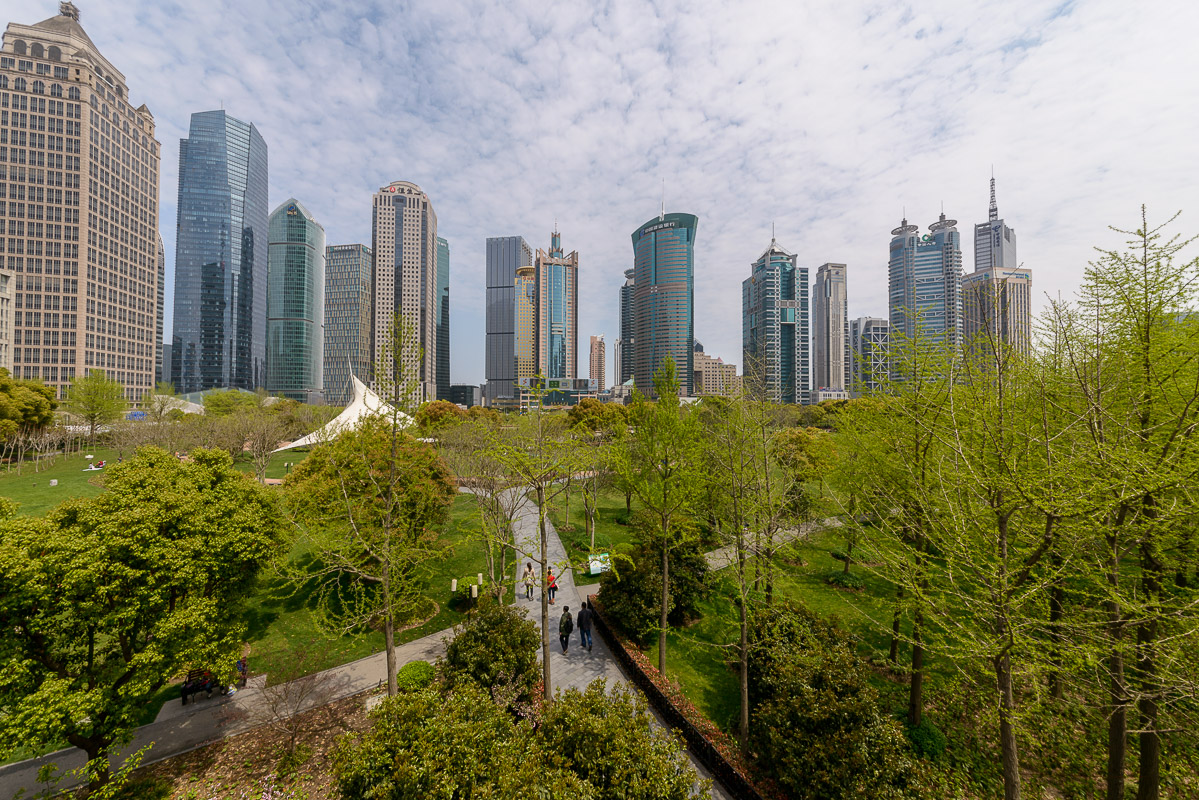
Луцзяцзуй Сентрал

## История
Некоторые поселения на территории современного Пудуна имеют древнюю историю. Например, старая часть посёлка Гаоцяо относится к периоду правления династии Южная Сун. В период династии Цин и Китайской Республики земли Пудуна представляла собой преимущественно сельскую местность с несколькими деревнями и ремесленными посёлками. Большая часть населения Пудуна занималась рыболовством, разводила домашнюю птицу и свиней, выращивала рис и овощи, другая часть работала в Старом городе или международном сеттльменте. Лишь на восточном берегу Хуанпу имелись причалы для джонок и склады, принадлежащие купцам из Пуси. Во время японской оккупации Шанхая в Пудуне с декабря 1937 по май 1938 года базировалось марионеточное правительство Большого пути.
После образования КНР эти земли входили в основном в состав уездов Чуаньша (川沙县) и Наньхуэй (南汇县), а также шанхайского района Янцзин (洋泾区). В 1952 году из района Янцзин был выделен район Дунчан (东昌区), а в 1956 году из частей районов Янсы, Янцзин и Гаоцяо был образован Восточный пригородный район (东郊区). В 1958 году Восточный пригородный район и район Дунчан были объединены в уезд Пудун (浦东县), а уезды Чуаньша и Наньхуэй перешли из-под юрисдикции провинции Цзянсу под юрисдикцию города Шанхай. В 1961 году уезд Пудун был расформирован, а его земли были разделены между уездом Чуаньша и районом Янпу (杨浦区).
В 1990 году Госсовет КНР принял постановление о развитии территории Шанхая, лежащей восточнее реки Хуанпу. Постановлением Госсовета КНР от 11 октября 1992 года был образован Новый район Пудун, в состав которого вошли земли расформированного при этом уезда Чуаньша, а также часть земель уезда Шанхай и районов Хуанпу, Наньши и Янпу. В 1993 году в Пудуне была создана Специальная экономическая зона (СЭЗ), в состав которой вошла финансово-торговая зона Луцзяцзуй — новый финансовый центр Шанхая.
В 2009 году в состав Пудуна влился район Наньхой, занимавший земли между дельтой Хуанпу и заливом Ханчжоувань. В 2010 году на территории Пудуна проходила Всемирная выставка Экспо-2010, после окончания которой на месте павильонов разбили большой парк Шанхай-Экспо. В 2013 году в Пудуне была создана первая в стране Шанхайская зона свободной торговли. 20 августа 2019 года в составе зоны свободной торговли официально начал свою работу новый район Линьган.

## Население

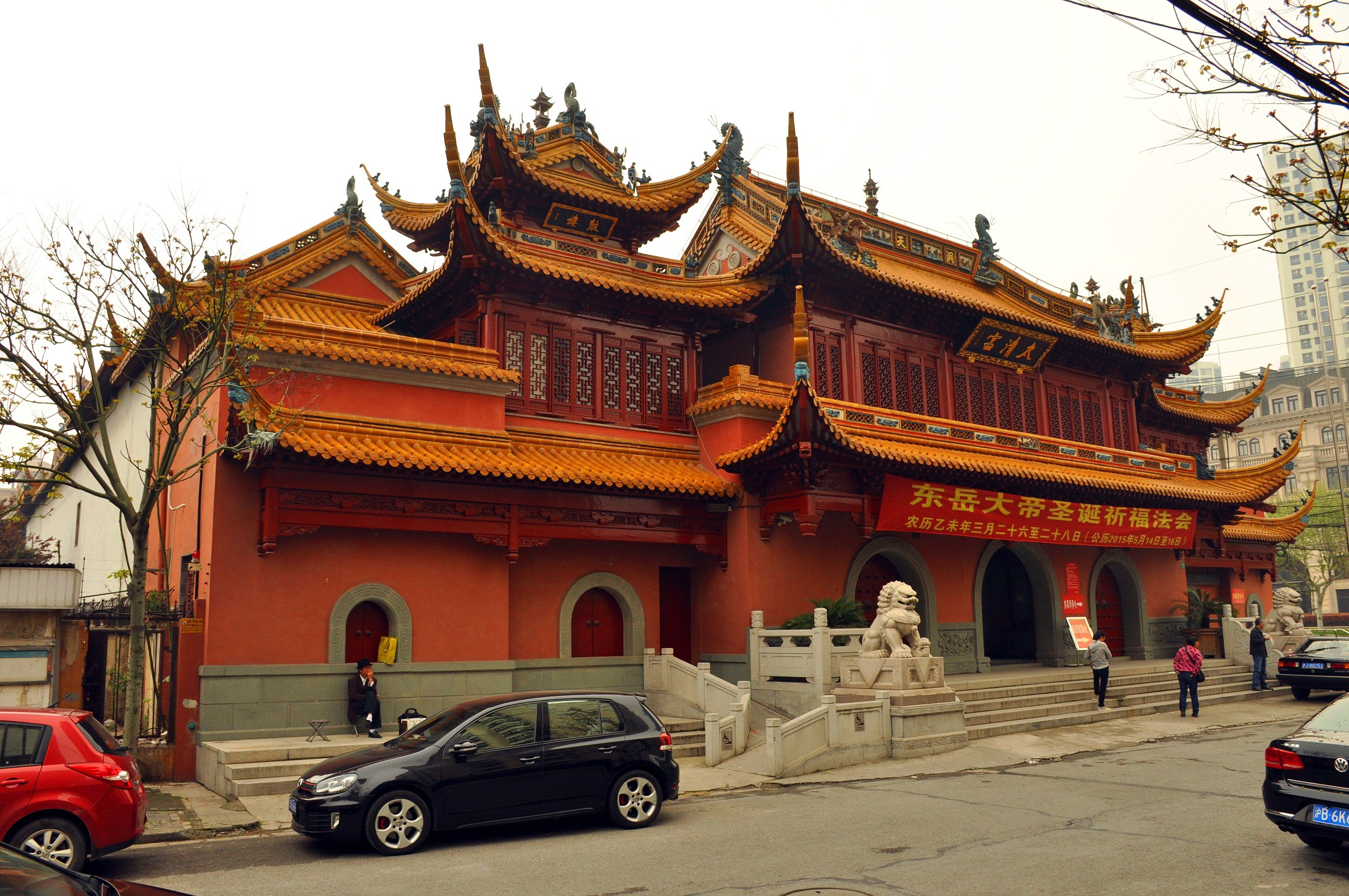
Даосский храм Циньцы Яндянь

Согласно переписи 2010 года в Пудуне насчитывалось 1,81 млн домашних хозяйств и проживало 5,044 млн человек, что на 1,85 млн человек больше, чем в 2000 году. Около 2 млн жителей Пудуна являлись переселенцами из других провинций и городов Китая.
Наиболее населёнными субрайонами Пудуна являлись Чуаньша (420 тыс. человек), Саньлинь (360 тыс.), Бэйцай (276 тыс.), Хуаму (221 тыс.), Хойнань (213 тыс.) Цзиньян (206 тыс.), Цаолу (186 тыс.), Гаоцяо (184 тыс.), Пусин (177 тыс.), Канцяо (174 тыс.) и Чжанцзян (165 тыс.).
Местное население традиционно исповедует буддизм, даосизм и конфуцианство. Кроме того, имеются последователи народной религии, католицизма и ислама.

### Этнический состав
Согласно переписи 2010 года среди постоянных жителей Пудуна 98,8 % составляли ханьцы. Пудун является основным районом проживания иностранных специалистов (экспатов) в Шанхае; здесь сложились крупные общины американцев, канадцев, британцев, французов, немцев, итальянцев, россиян, японцев, корейцев, сингапурцев и других иностранцев.

## Административно-территориальное деление

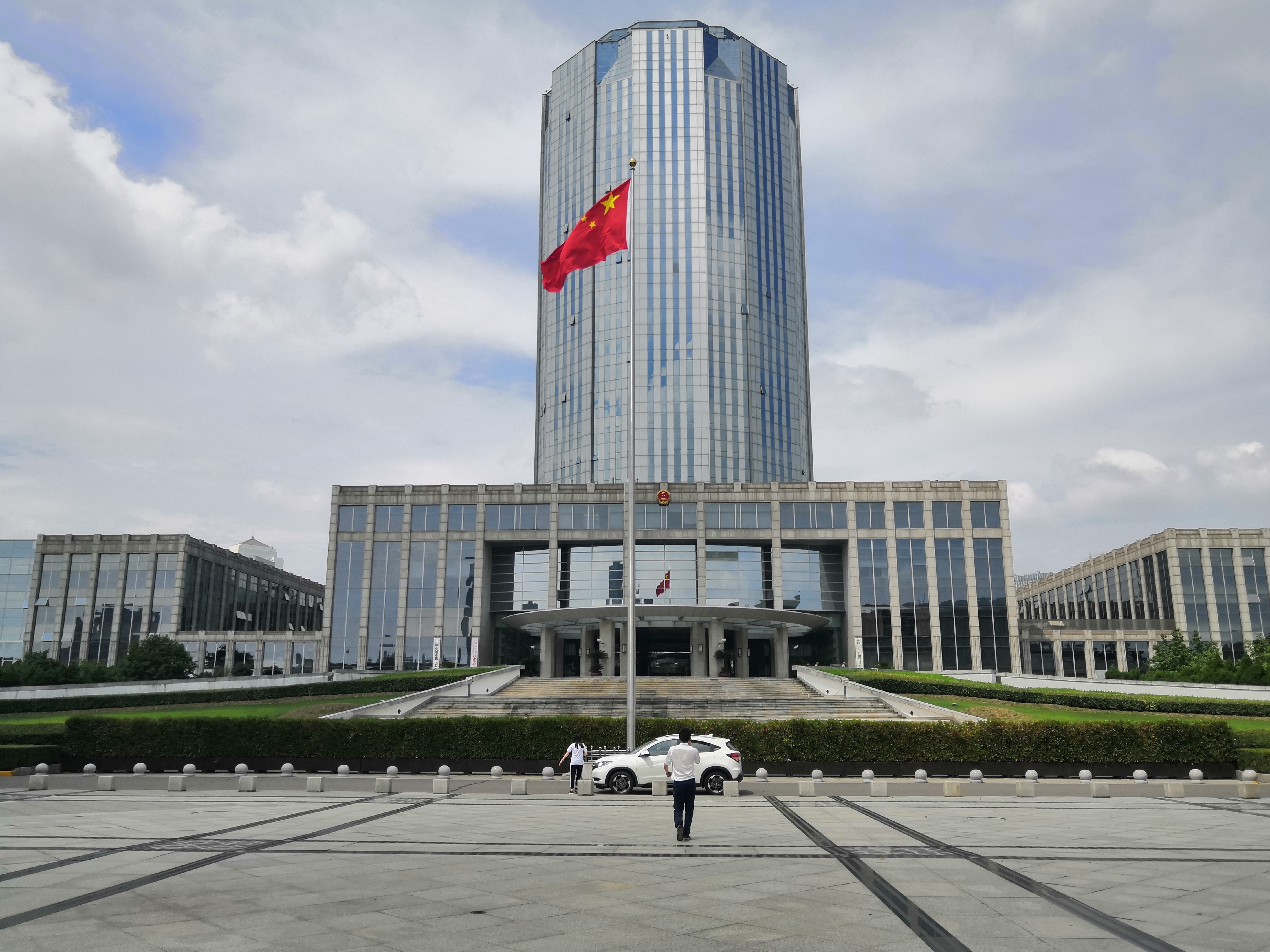
Здание правительства района Пудун

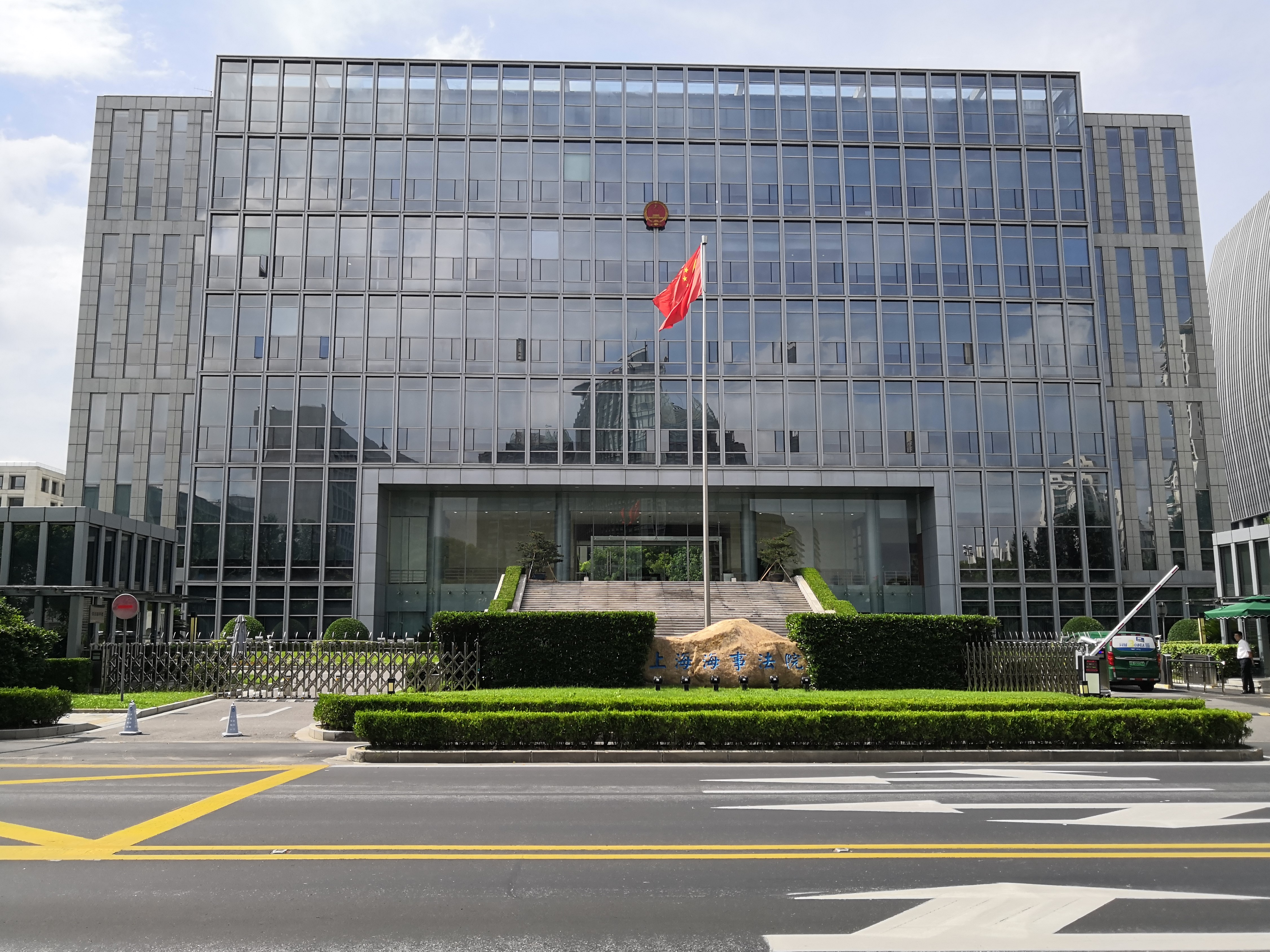
Шанхайский морской суд

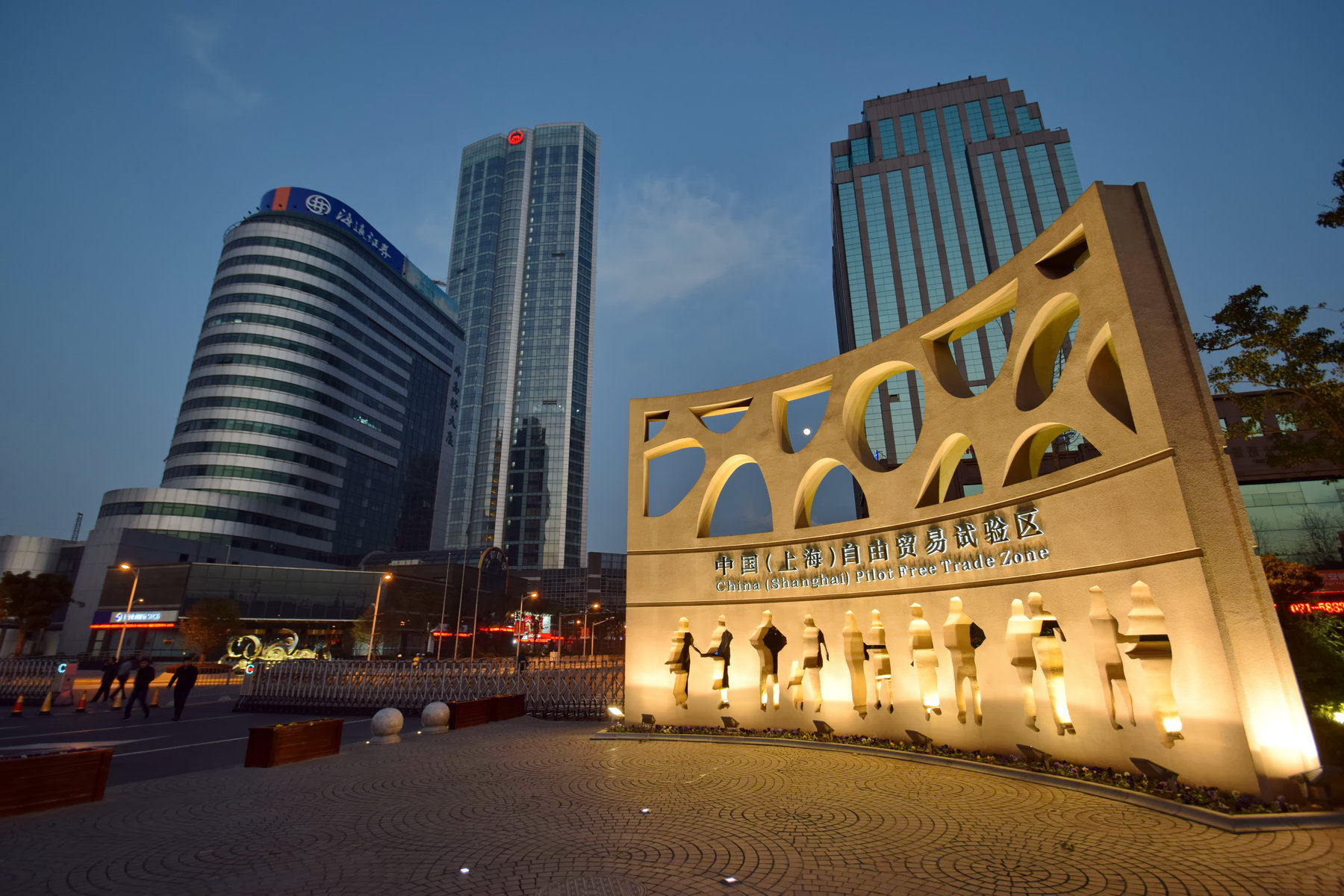
Зона свободной торговли Вайгаоцяо

Несмотря на то, что городские районы находятся на том же уровне административной иерархии, что и уезды, благодаря экономической значимости Пудуна его правительство по статусу равно правительству города субпровинциального уровня, который на полтора уровня выше уезда.
Высшее должностное лицо — секретарь Компартии Пудуна, который является членом Постоянного комитета Компартии Шанхая. За ним следуют глава Народного правительства района Пудун и глава административного комитета Шанхайской пилотной зоны свободной торговли.
Район Пудун делится на 12 уличных комитетов и 24 посёлка.
Уличные комитеты
- Вэйфан Синьцунь (Weifang Xincun)
- Дунмин (Dongming)
- Луцзяцзуй (Lujiazui)
- Наньматоу (Nanmatou)
- Пусин (Puxing)
- Танцяо (Tangqiao)
- Хуаму (Huamu)
- Худун Синьцунь (Hudong Xincun)
- Цзиньян Синьцунь (Jinyang Xincun)
- Чжоуцзяду (Zhoujiadu)
- Шанган Синьцунь (Shanggang Xincun)
- Янцзин (Yangjing)

Посёлки
- Бэйцай (Beicai)
- Ваньсян (Wanxiang)
- Гаодун (Gaodong)
- Гаохан (Gaohang)
- Гаоцяо (Gaoqiao)
- Датуань (Datuan)
- Канцяо (Kangqiao)
- Лаоган (Laogang)
- Наньхой (Nanhui)
- Ничэн (Nicheng)
- Саньлинь (Sanlin)
- Синьчан (Xinchang)
- Суаньцяо (Xuanqiao)
- Тан (Tang)
- Хантоу (Hangtou)
- Хойнань (Huinan)
- Хэцин (Heqing)
- Цаолу (Caolu)
- Цзиньцяо (Jinqiao)
- Чжанцзян (Zhangjiang)
- Чжоупу (Zhoupu)
- Чжуцяо (Zhuqiao)
- Чуаньша (Chuansha)
- Шуюань (Shuyuan)

Также в состав района входит несколько экономических зон:
- Финансово-торговая зона Луцзяцзуй (Lujiazui Finance and Trade Zone)
- Международная деловая зона Цяньтань (Qiantan International Business Zone)
- Зона свободной торговли Вайгаоцяо (Waigaoqiao Free-Trade Zone)
- Экспортная обрабатывающая зона Цзиньцяо (Jinqiao Export Processing Zone)
- Парк высоких технологий Чжанцзян (Zhangjiang Hi-Tech Park)
- Специальная зона Линьган (Lingang Special Area)
  - Порт Яншань (Yangshan Port)
- Ферма Дунхай (Donghai Farm)
- Ферма Лючаоган (Luchaogang Farm)
- Ферма Чаоян (Chaoyang Farm)

## Экономика

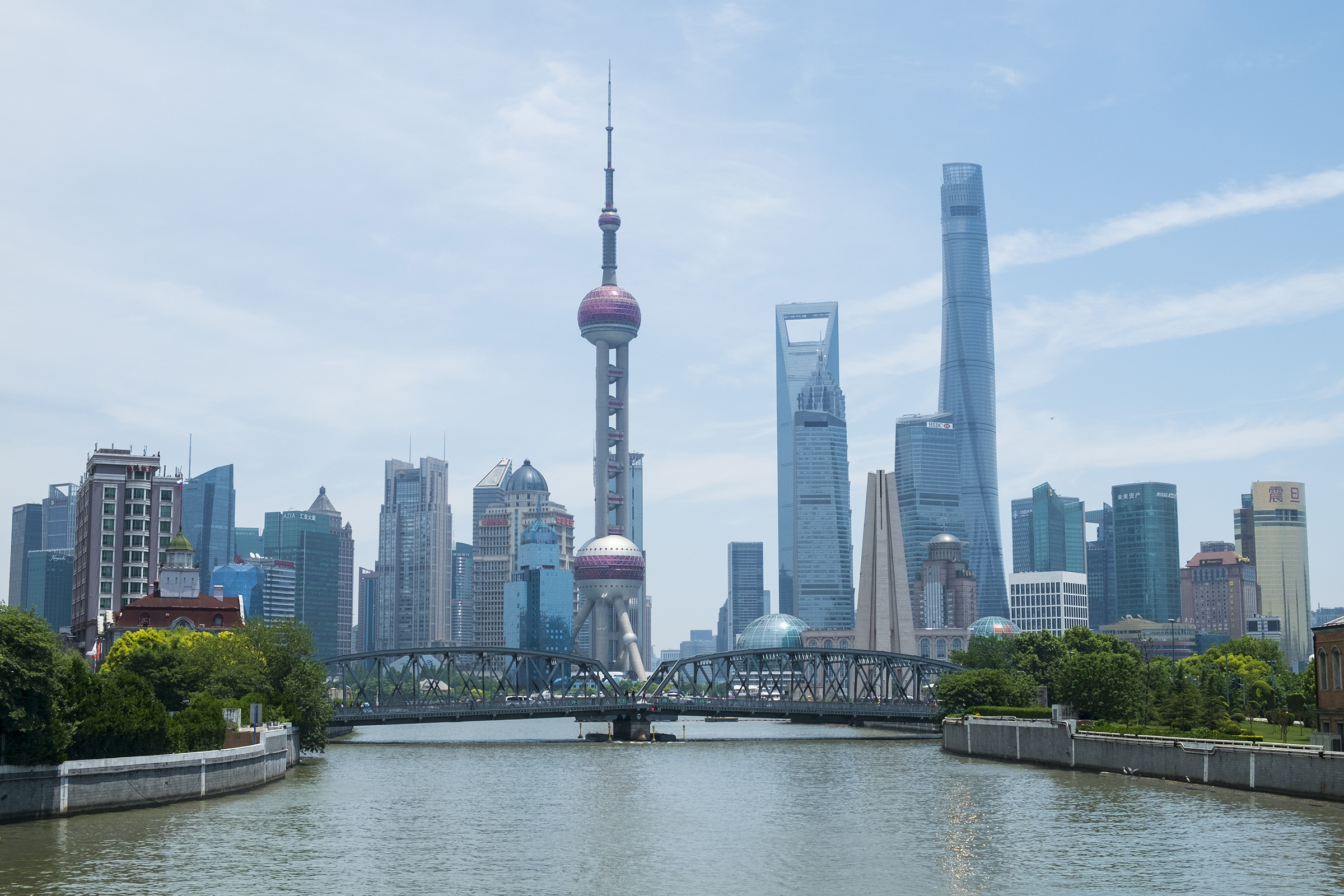
Луцзяцзуй

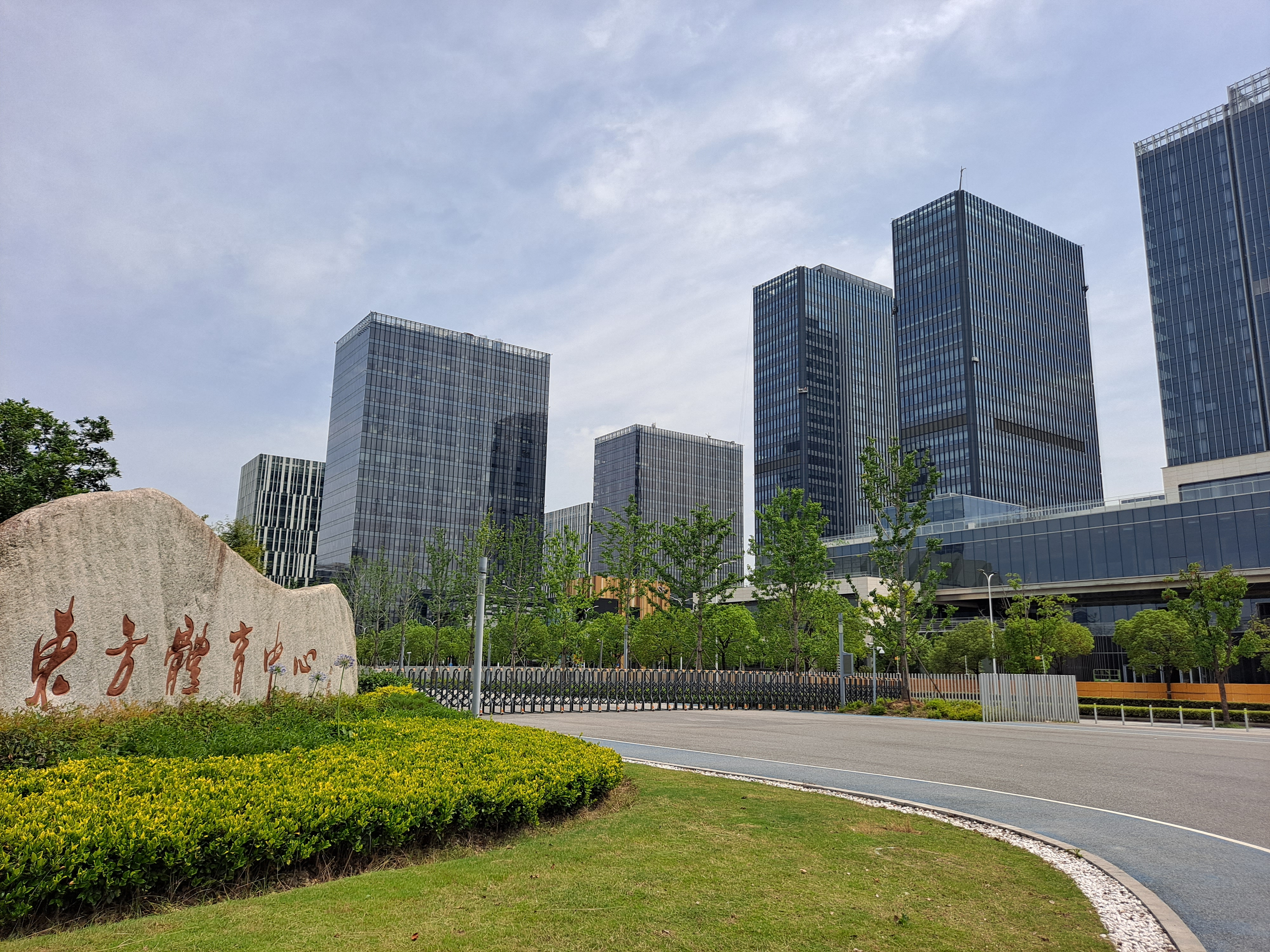
Деловой район Цяньтань

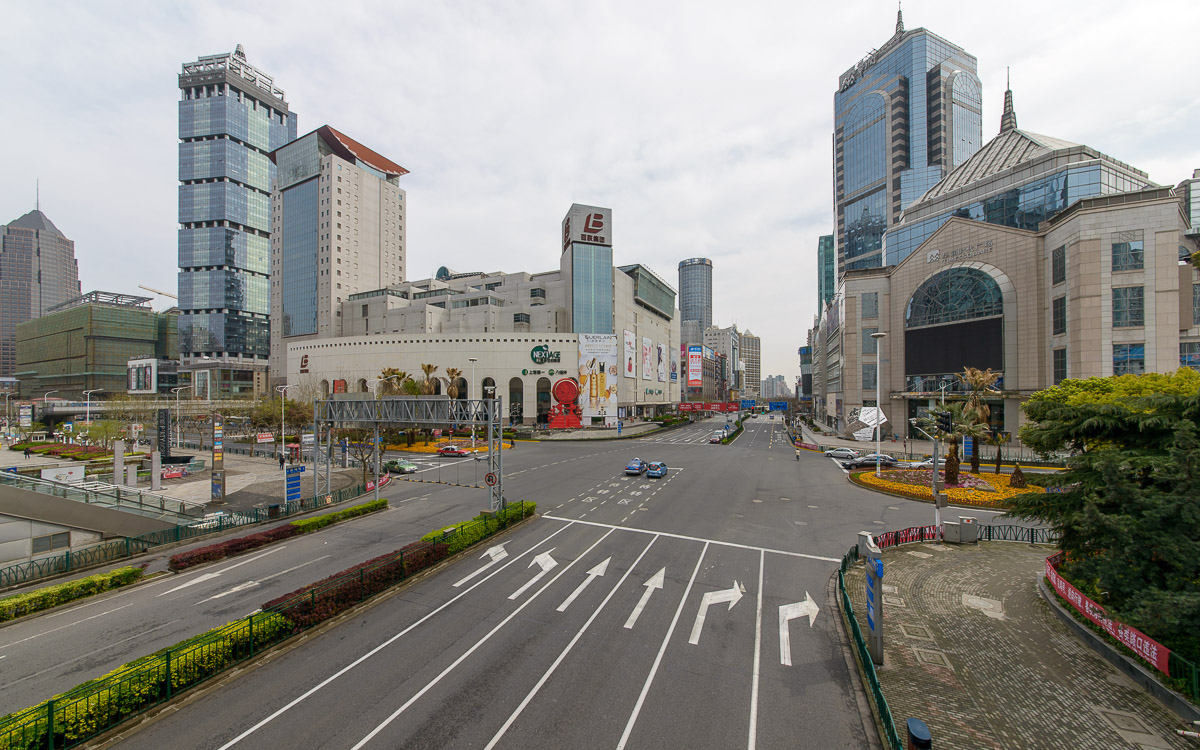
Торговые центры Times Square и Nextage

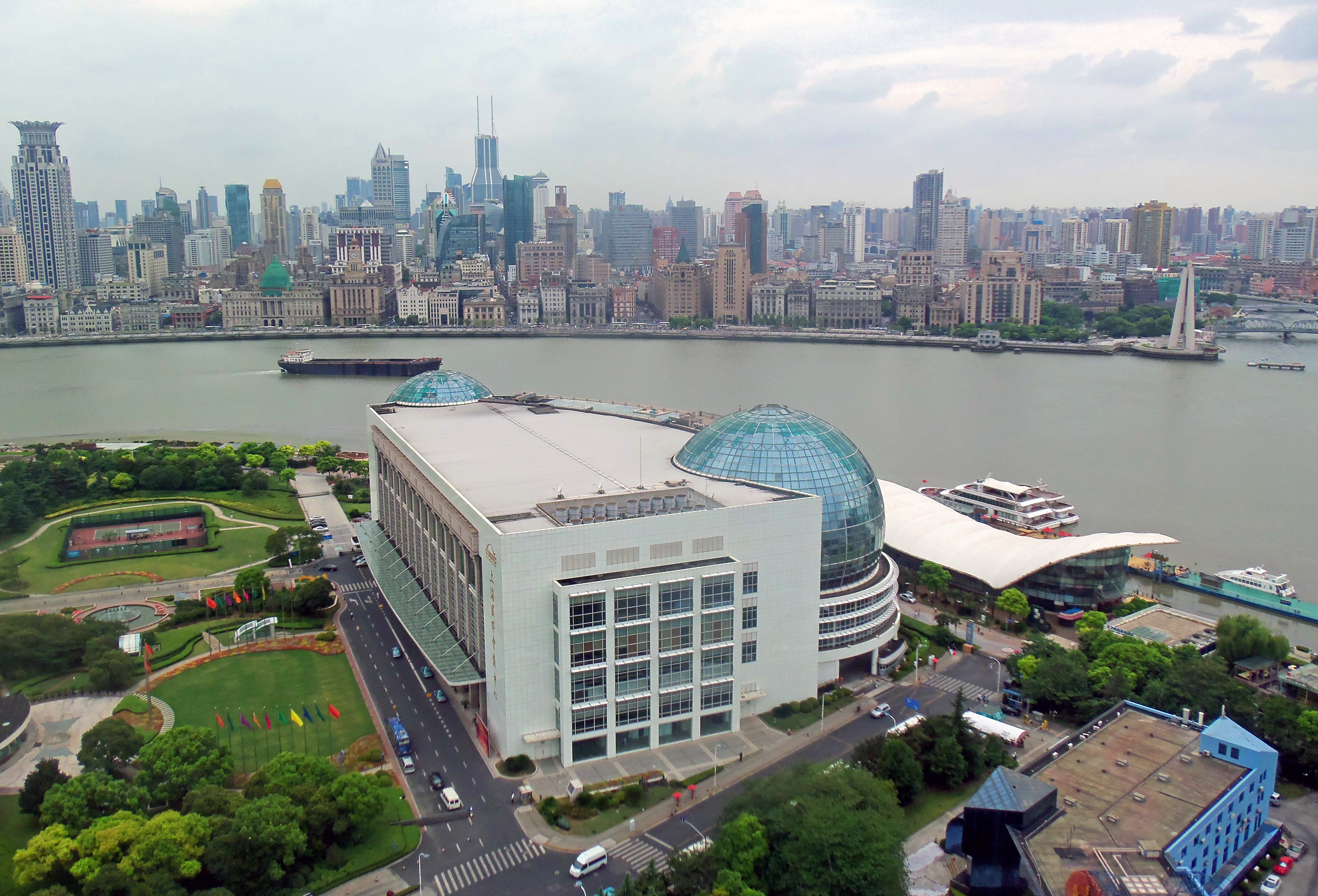
Международный центр конференций

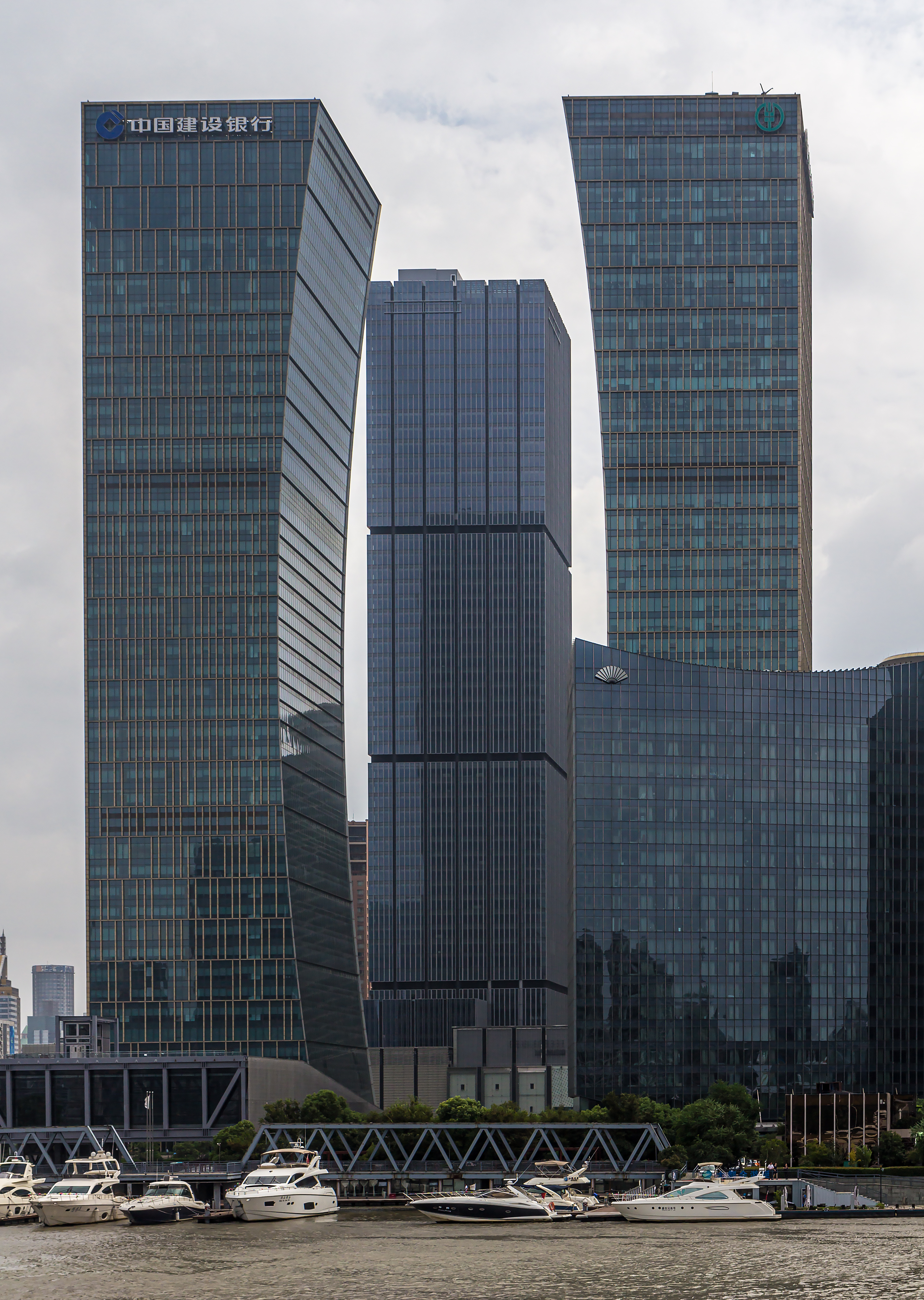
Офисы China Construction Bank, Agricultural Bank of China и отель Mandarin Oriental

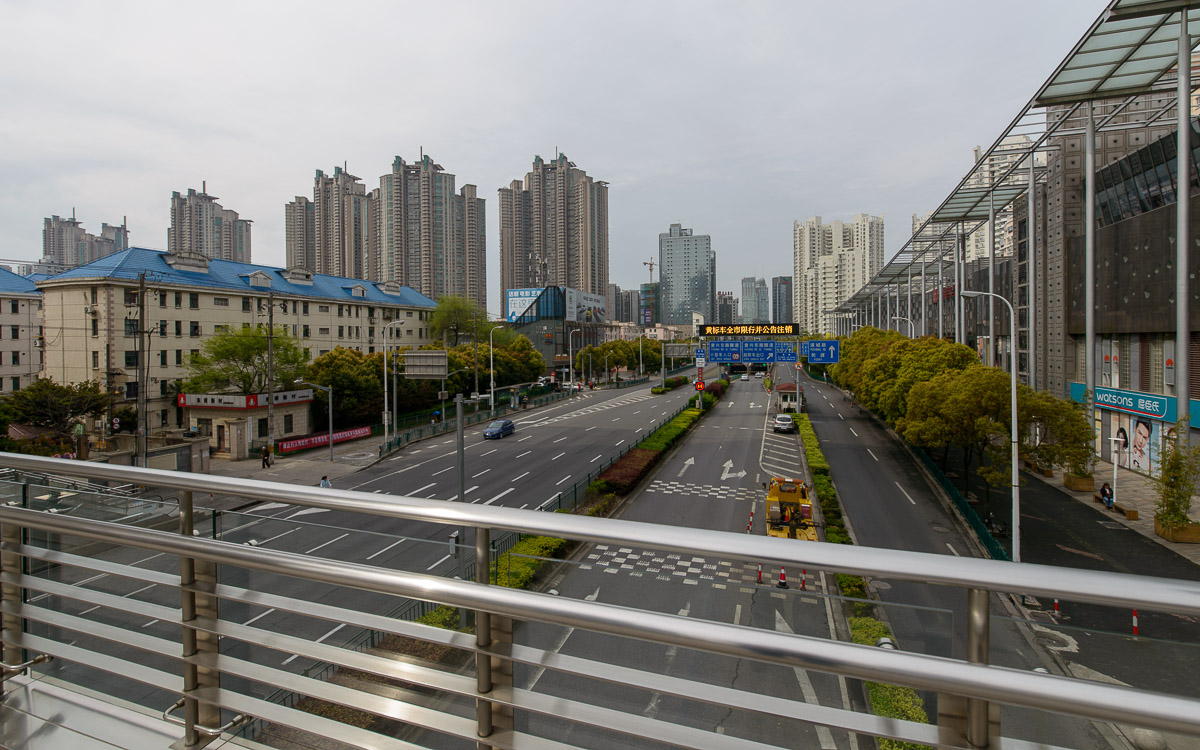
Шоссе в районе Пудун

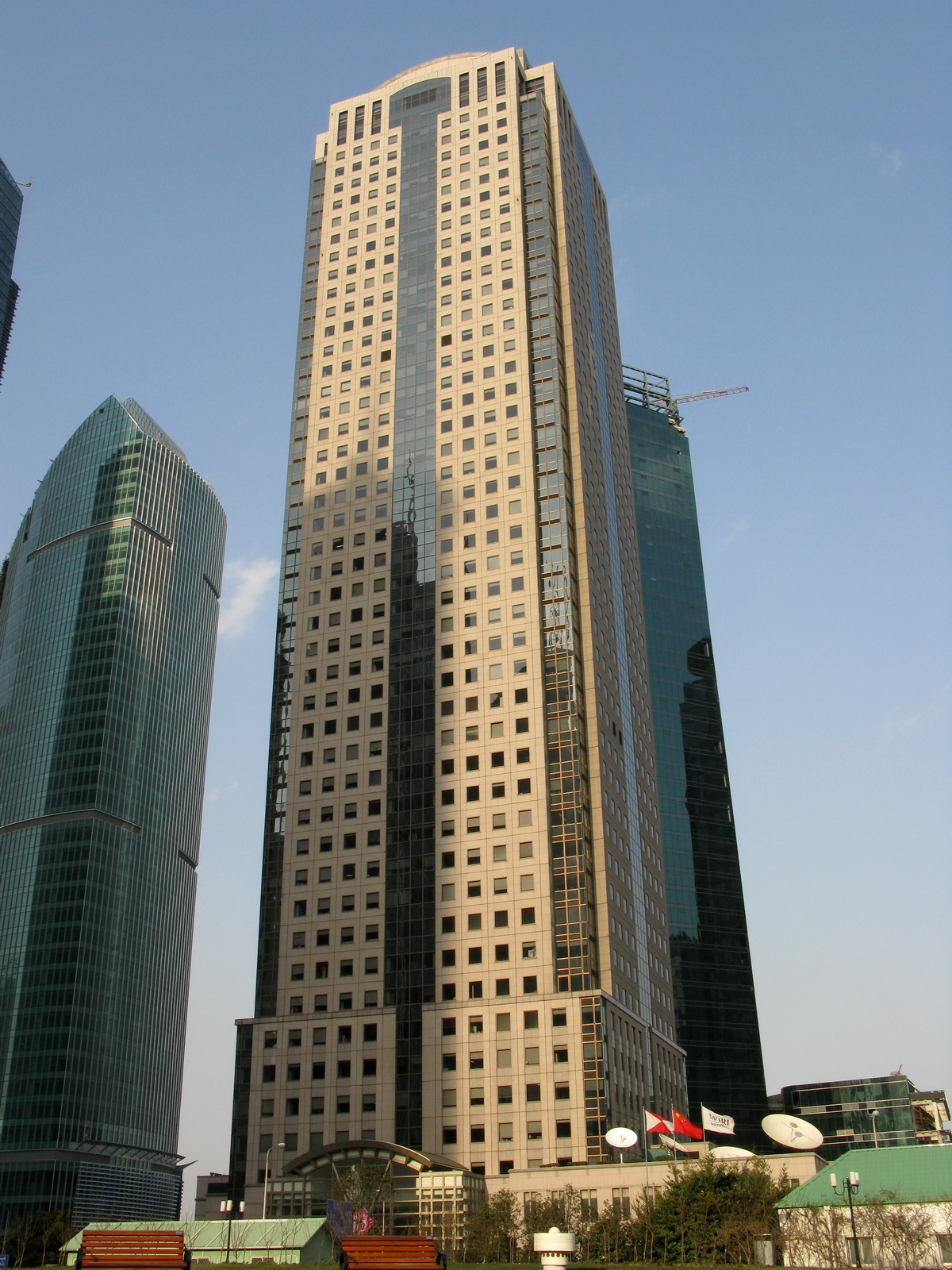
Hang Seng Bank Tower

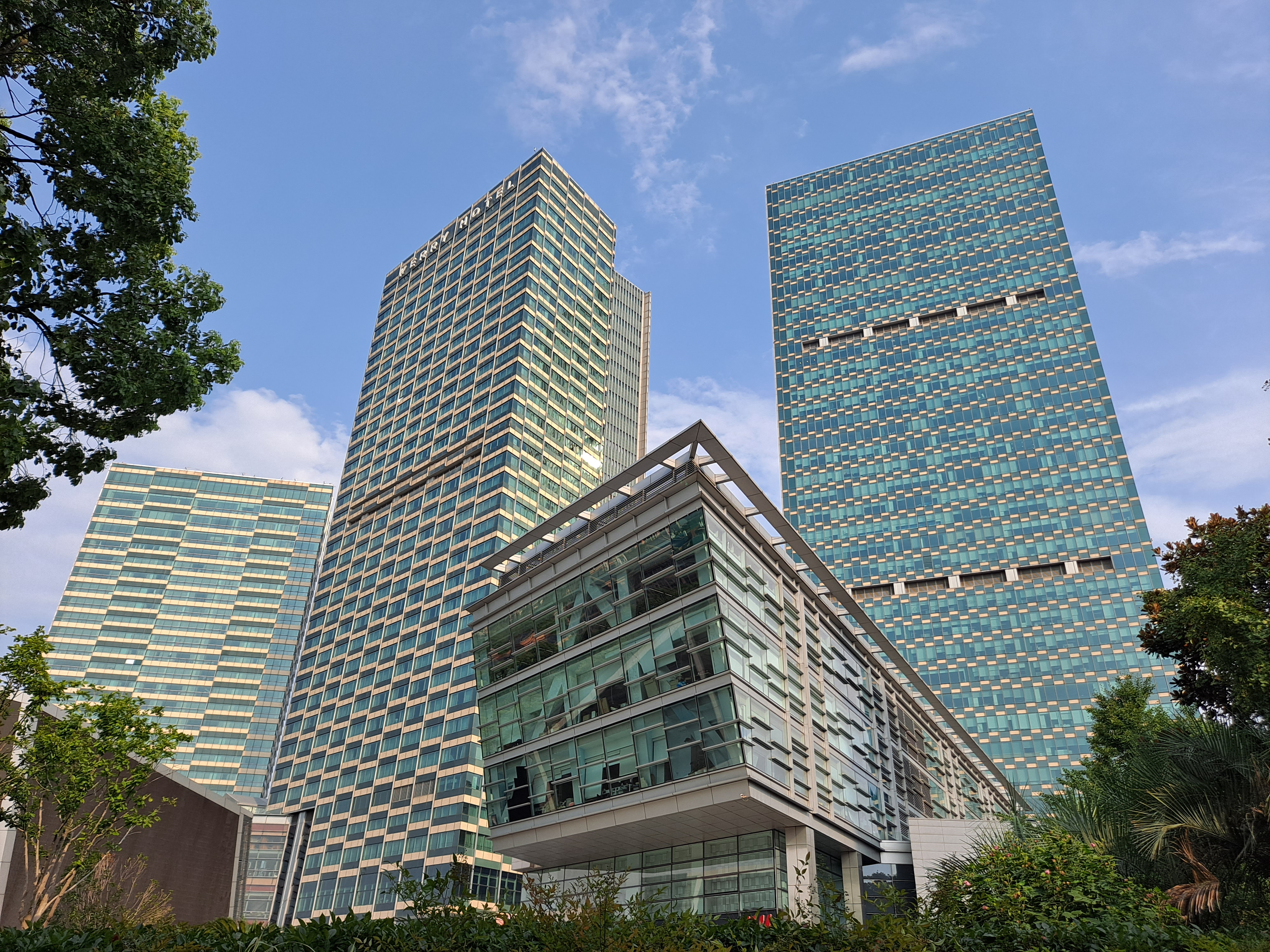
Комплекс Kerry Parkside

В 1993 году, когда правительство Китая приняло решение учредить в Пудуне особую экономическую зону, на его территории в основном располагались поля и деревни. Западная оконечность района Пудун была отведена под новый финансовый центр Китая, получивший название «финансовая и торговая зона Луцзяцзуй». В 1990-х годах в зоне было построено несколько зданий, послуживших новой архитектурной доминантой и призванных повысить привлекательность Пудуна, в том числе телебашня «Восточная жемчужина» и небоскрёб Цзинь Мао. Позже в районе были возведены Шанхайский всемирный финансовый центр и Шанхайская башня.
10 км² на северо-востоке Пудуна занимает Вайгаоцяо — крупнейшая зона свободной торговли в континентальном Китае. Ещё 19 км² в Пудуне занимает зона обработки экспортных товаров Цзиньцяо — вторая по величине промышленная зона в районе. В центре Пудуна на площади 17 км² расположен парк высоких технологий Чжанцзян, ориентированный на высокотехнологичное производство. В районе имеются две беспошлинные зоны — в морском порту Яншань и международном аэропорту Пудун.
В 1990 году валовый внутренний продукт Пудуна составлял 6 млрд юаней (около 906 млн долларов США); в 2008 году — 270 млрд юаней (38,5 млрд долларов США); в 2015 году — 790 млрд юаней (113,5 млрд долларов США); в 2019 году ВВП района достиг 1,27 трлн юаней, а ВВП на душу населения — 33,2 тыс. долларов США. Около 70 % ВВП припадает на сферу услуг.
В 2022 году ВВП нового района Пудун составил 1,6 трлн юаней (223,05 млрд долларов США), объем товарных продаж достиг 5,9 трлн юаней, объем розничных продаж потребительских товаров — 360 млрд юаней, поступления в бюджет — 520,1 млрд юаней. По состоянию на конец 2022 года Шанхайская зона свободной торговли привлекла 84 тыс. новых предприятий; благодаря строительству зоны в новом районе Пудун к 2022 году был запущен 18 691 новый иностранный инвестиционный проект с совокупным уставным капиталом в 217,27 млрд долларов США и суммарными фактическими иностранными инвестициями в размере 74,99 млрд долларов США. По состоянию на июнь 2023 года в Шанхайской зоне свободной торговли было выдано более 58 тыс. разрешений на работу для иностранцев, в том числе 12 тыс. для высококвалифицированных специалистов. 
В марте 2020 года в зоне Цзиньцяо открылся промышленный парк 5G, инвесторами которого выступили компании Huawei, China Mobile и SAIC Motor. По итогам 2021 года ВРП Пудуна вырос на 10 % в годовом исчислении и достиг 1,45 трлн юаней (около 227,7 млрд долл. США). В сентябре 2022 года в новом районе Линьган открылась «Международная водородная долина» площадью 1,55 км² (кластер для нескольких десятков компаний, работающих в сфере водородной энергетики и оборудования).
В Пудуне базируются Новый банк развития, Шанхайская фондовая биржа и Шанхайская фьючерсная биржа, а также расположены штаб-квартиры многих китайских компаний, в том числе Bank of Communications, Bank of Shanghai, UnionPay, China COSCO Shipping, Baoshan Iron and Steel, Comac, SMEE, Sinochem International, East Hope Group, Suparna Airlines, China United Lines, Metersbonwe, SmartSens Technology и Chung Hwa Pencils. Кроме того, в Пудуне расположены региональные офисы Bank of China, China Development Bank, China Merchants Bank, Bank of East Asia, Hang Seng Bank, HSBC, Standard Chartered, United Overseas Bank, China Taiping Insurance, China Pacific Insurance, CITIC, SK Group, Mirae Asset Financial Group, Google, BASF, Karl Storz, Swire Coca-Cola и Kroll.
В Пудуне активно развиваются такие отрасли, как биомедицина, искусственный интеллект, интегральные схемы, автомобилестроение, логистика и программное обеспечение. По итогам 2022 года промышленное производство в Пудуне выросло на 4 % в годовом исчислении до 1,34 трлн юаней, составив 33,1 % от общего объема промышленного производства Шанхая.

### Туризм
Пудун является центром делового туризма: ежегодно здесь проходят тысячи различных корпоративных мероприятий. В Пудуне расположены крупнейшие комплексы города для проведения выставок и конференций:
- Shanghai International Conference Center
- Shanghai New International Expo Center
- Shanghai World Expo Exhibition and Convention Center
- Pudong Expo Shanghai
- Lingang New City Exposition Center

В районе сконцентрированы самые престижные отели Шанхая — Pudong Shangri-La, The Ritz-Carlton Shanghai, Grand Kempinski, Mandarin Oriental Pudong, Grand Hyatt Shanghai, Park Hyatt Shanghai, Four Seasons, InterContinental Shanghai, Regent Shanghai, Renaissance Shanghai, Kerry Hotel Pudong, Shanghai Marriott, JW Marriott Marquis, Grand Mercure Shanghai, Wyndham Grand Plaza.
В составе Шанхайского Диснейленда имеются два больших отеля — Shanghai Disneyland Hotel и Toy Story Hotel. В новом районе Линьган расположены отели Grand Mercure Lingang, Howard Johnson Plaza Lingang, Crowne Plaza Harbour City и Shanghai Haichang Resort, а также Шанхайский снежно-ледовый парк «Яосюэ».

### Розничная торговля
Главной торговой магистралью Пудуна является Сенчури-авеню, которое протянулось от башни Восточная жемчужина до парка Сенчури. Также много торговых помещений расположено на улицах Дунфан-роуд и Пудун-роуд, пересекающих Сенчури-авеню.
В Пудуне расположено несколько больших торгово-развлекательных центров, в том числе Super Brand Mall, IFC Mall, Galeries Lafayette, China Resources Times Square, The River Mall, Shanghai Nextage, International Shopping Center, Century Huiguangchang, Sunshine Paradise и Florentia Village Outlet Mall. В составе Шанхайского Диснейленда имеется большой торговый и ресторанный комплекс Disneytown. Также имеется несколько мебельных торговых центров, в том числе IKEA и Red Star Macalline.
В урбанизированной части Пудуна преобладают современные торговые центры, сетевые гипермаркеты и супермаркеты (Carrefour, Tesco, Lotus, Metro, Walmart, Sam’s Club, Costco), в сельской местности сохранились традиционные продуктовые рынки и небольшие семейные магазины бакалеи. Местные власти продвигают Пудун как центр потребления модных брендов.

### Промышленность
На побережье реки Хуанпу расположены судостроительный завод Hudong–Zhonghua Shipbuilding (подразделение государственной China State Shipbuilding Corporation) и нефтехимический завод Shanghai Gaoqiao (подразделение компании Sinopec).
В Экспортной обрабатывающей зоне Цзиньцяо базируются сотни машиностроительных, электротехнических, электронных, химических и пищевых предприятий, в том числе компаний Sharp, NEC, Ricoh, Mitsubishi Electric, Nokia, Robert Bosch, Chijian Semiconductor, Yindiwei Electron Technology, Zhifeng Electron Technology, Coto Electronic, Evergreen Packaging и Shenmei Beverage & Food.
В новом районе Линьган находятся автосборочный завод SAIC Motor и аккумуляторный завод Tesla. Рядом с международным аэропортом расположен авиационный завод Comac, на котором проходит сборка пассажирских авиалайнеров C919.
В промышленном парке посёлка Канцяо расположены предприятия компаний Pilkington, ABB, Aptiv, Shenhui Automobile, Shanneng Machinery, Jidong Rubber and Plastic, Zhihong Plastic и Shangqiao Printing Ink. Также в Пудуне расположены промышленная зона Луюань (Luyuan Industrial Zone), промышленный парк Наньхой (Nanhui Industrial Park) и промышленный парк Дунсин (Dongxing Industrial Park).

### Финансовые и деловые услуги

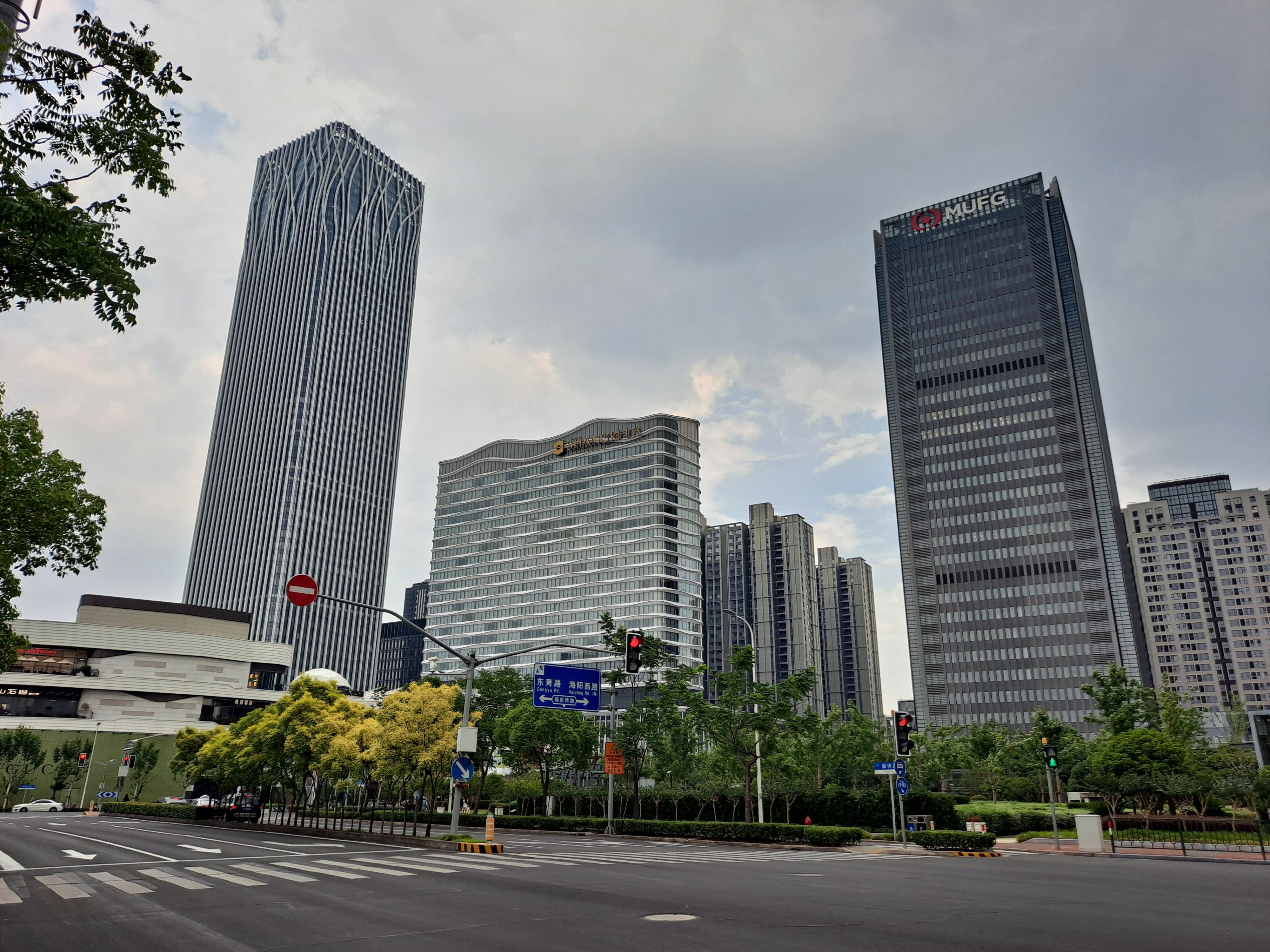
Деловой район Цяньтань

В финансово-торговой зоне Луцзянцзуй сосредоточены офисы китайских и международных банков, страховых и финансовых компаний, фондовых и товарных бирж, а также юридических, бухгалтерских, аудиторских, консалтинговых и рекламных компаний.
По состоянию на март 2023 года в районе Луцзянцзуй было зарегистрировано 122 учреждения с участием иностранного капитала, действующих в области управления активами.

### Коммунальное хозяйство
В районе на экологической базе Лаоган расположен Шанхайский центр по переработке биоэнергетических ресурсов (обработка и утилизация мокрых отходов, производство нефтепродуктов, природного газа и органических удобрений).

### Агробизнес
В сельской местности Пудуна сохранились небольшие рисовые и рапсовые поля, фруктовые сады и огороды, на которых выращивают персики и овощи. На прибрежных фермах и в искусственных водоёмах разводят мохнаторуких крабов и другие морепродукты.

## Транспорт

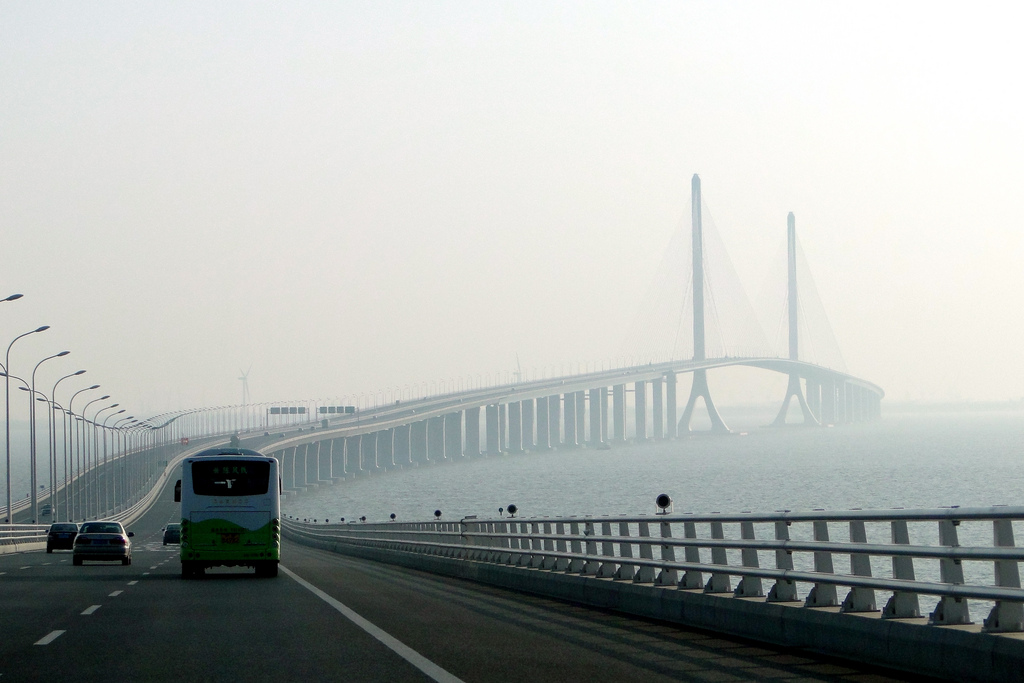
Мост через Янцзы

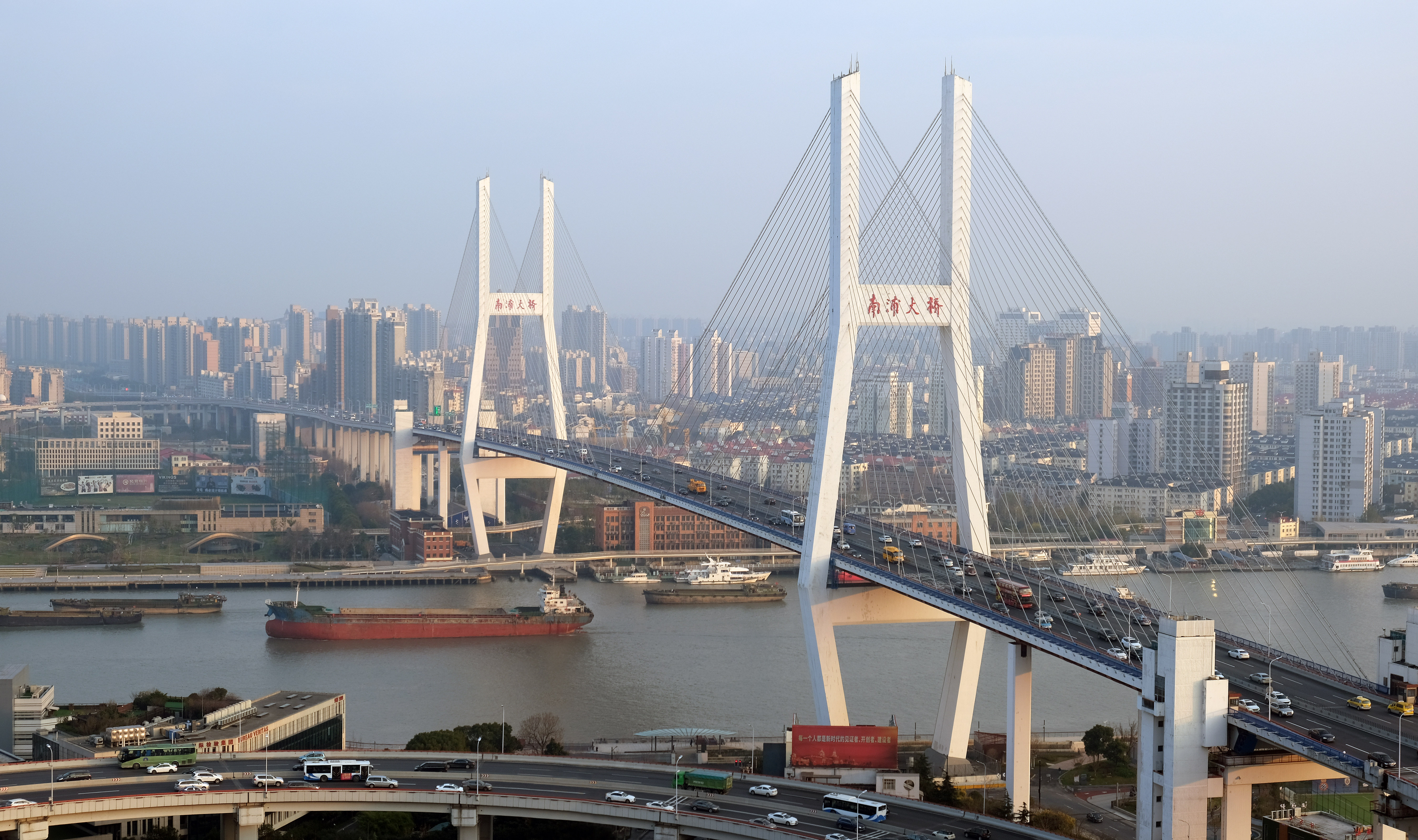
Мост Наньпу

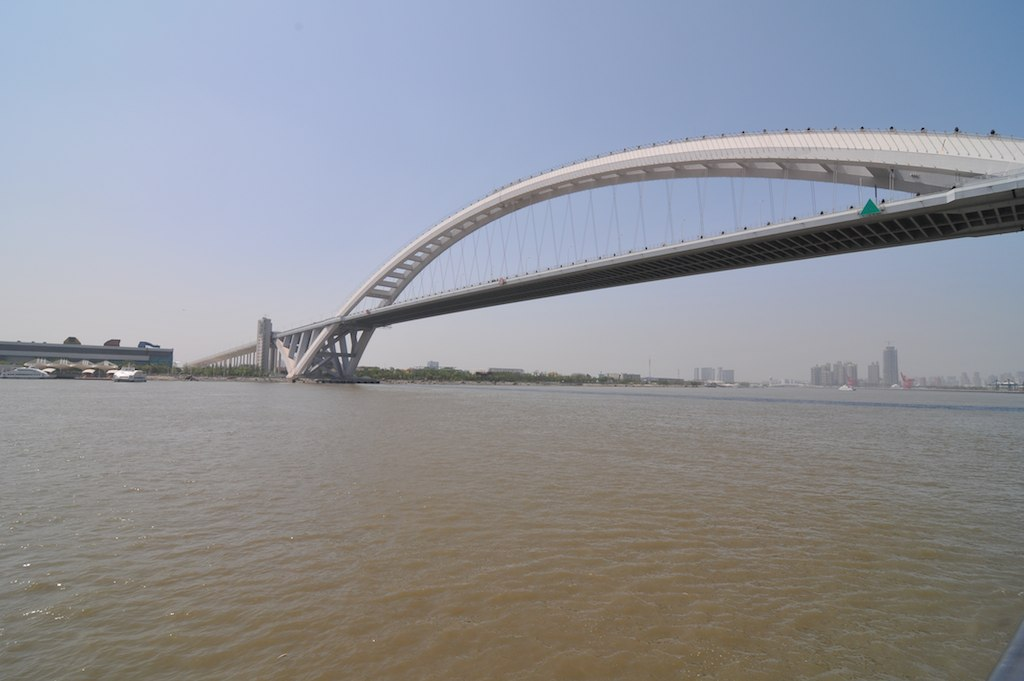
Мост Лупу

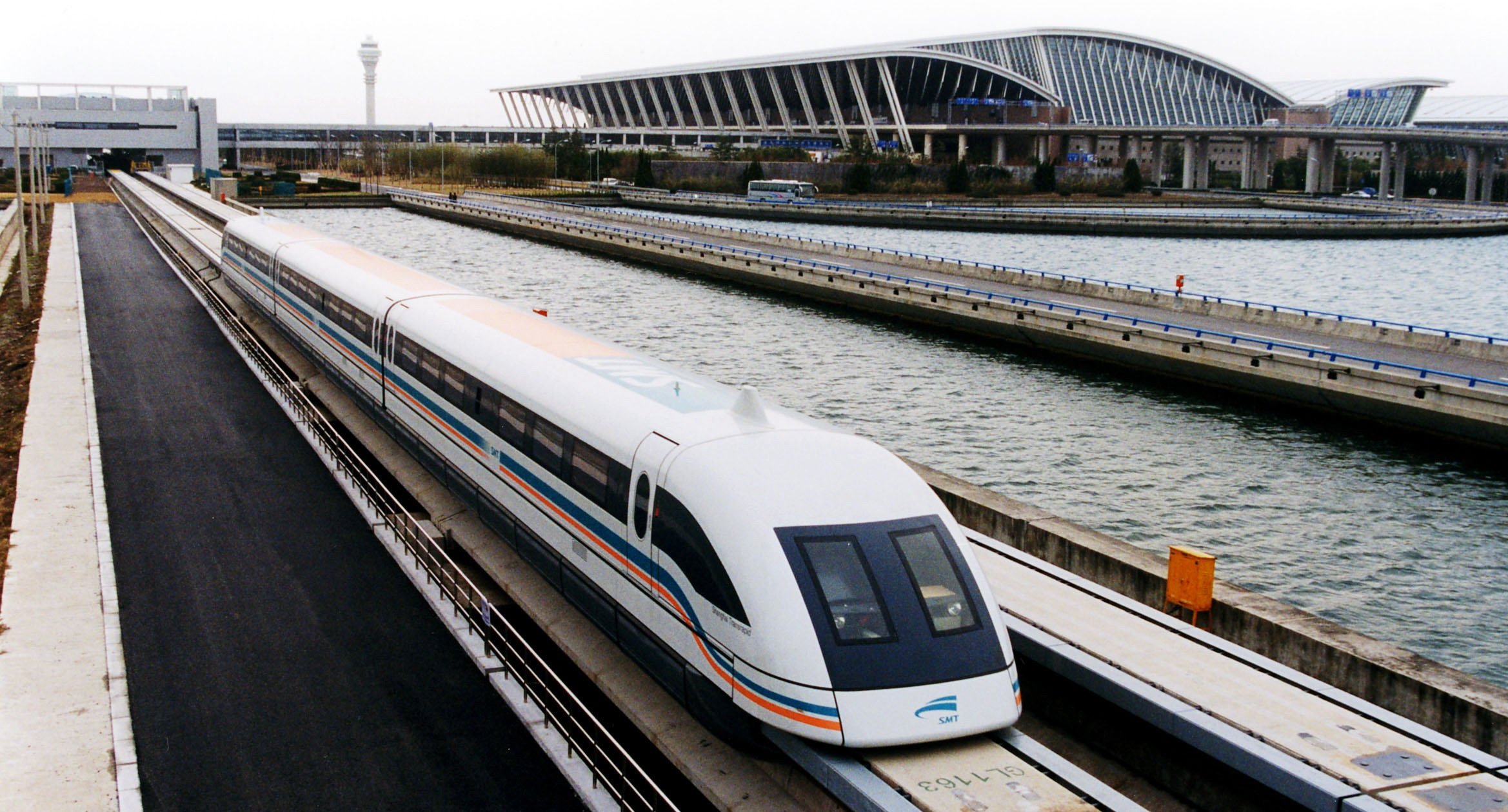
Шанхайский маглев

Станция метро Пудун-авеню

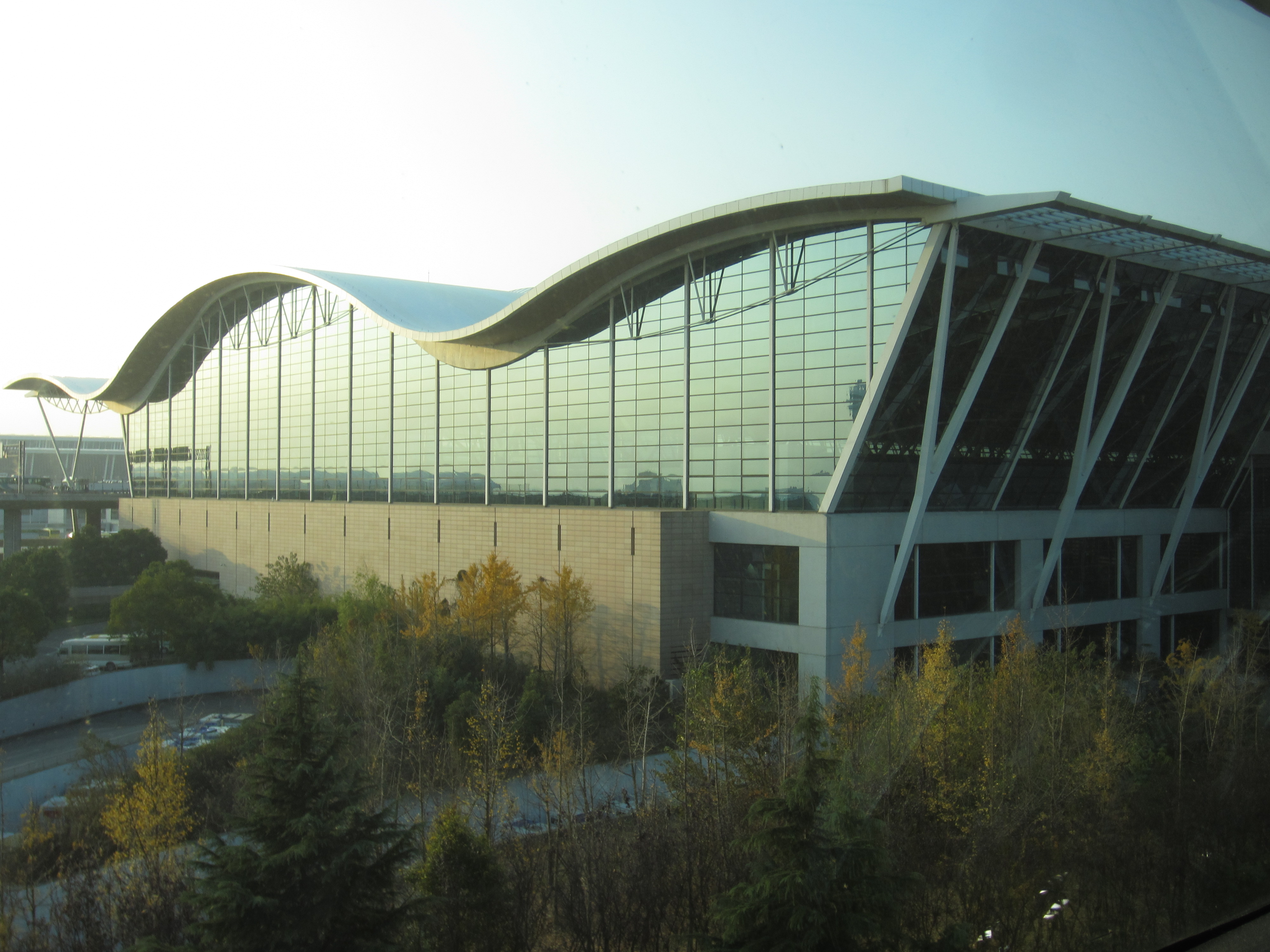
Терминал № 2 аэропорта Пудун

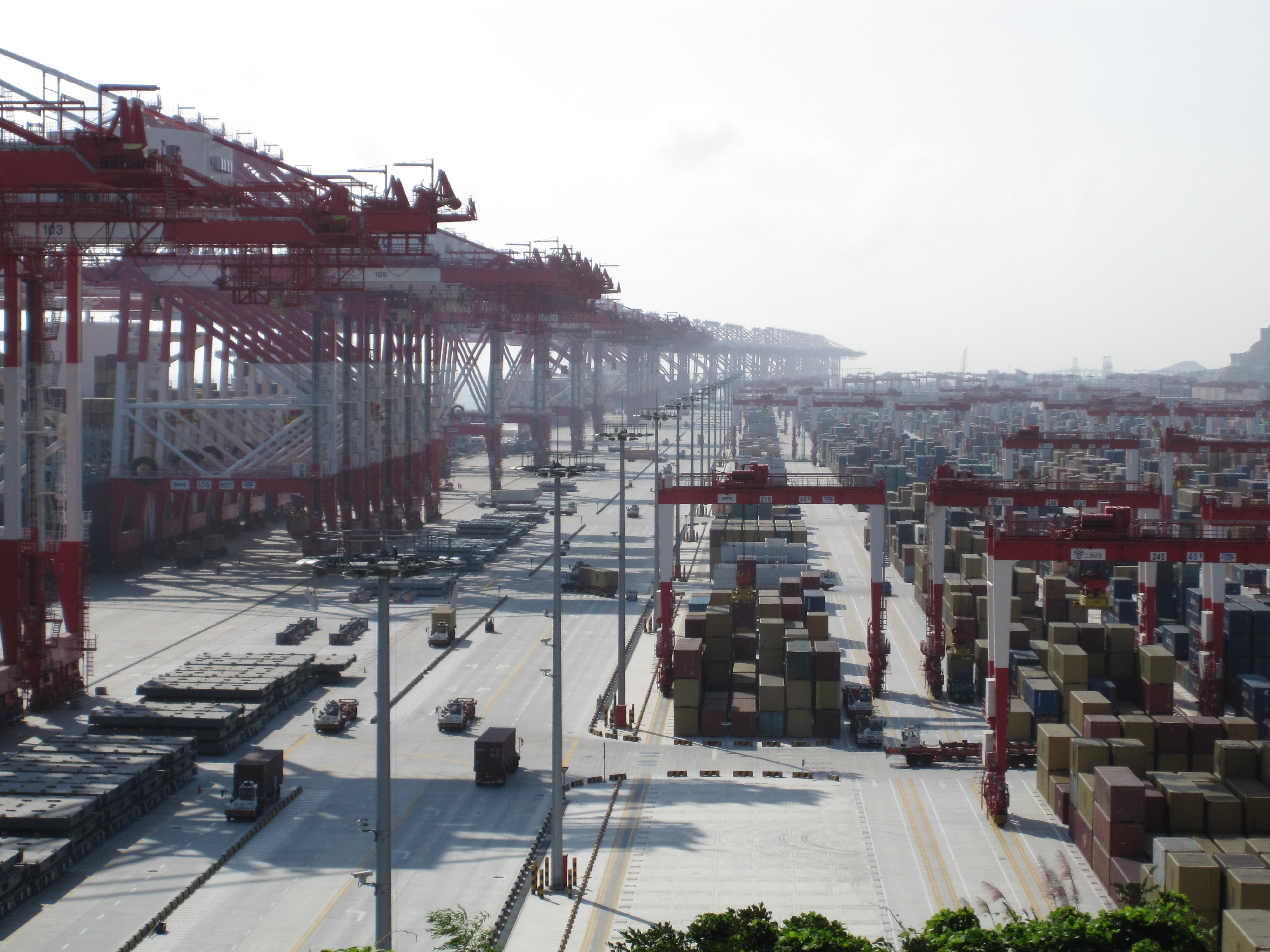
Порт Яншань

Пудун является крупнейшим морским, авиационным и автомобильным узлом Шанхая, а также местом пересечения 10 линий метро. В 1999 году был открыт новый Международный аэропорт Пудун, в том же году вторая линия шанхайского метро соединила Пуси и Пудун. В 2004 году открылось движение на первой в мире коммерческой линии поезда на магнитном подвесе, развивающего скорость до 430 км/ч.
Пудун имеет широкую сеть велосипедных дорожек и станций велопроката.

### Автомобильный
Ещё в 1980-х годах из Пудуна в Пуси возможно было добраться только на пароме, теперь же два берега Хуанпу соединяют 14 тоннелей и четыре моста. Первым из них в 1991 году был построен мост Наньпу, далее было открыто движение по мостам Янпу (1993) и Сюйпу (1996). Последним в 2003 году был введён в эксплуатацию мост Лупу, ставший на момент постройки самым длинным арочным мостом в мире.
Шанхайские мост и тоннель через Янцзы соединяют Пудун с островным районом Чунмин (другой мост пересекает северное русло Янцзы и соединяет Чунмин с городом Наньтун в провинции Цзянсу). Мост Дунхай связывает Пудун с глубоководным портом Яншань.
Основные магистрали района Пудун:
- Скоростная автомагистраль G40 (Шанхай — Сиань)
- Скоростная автомагистраль G15 (Шэньян — Хайкоу)
- Скоростная автомагистраль Инбинь S1
- Скоростная автомагистраль Хулу S2
- Скоростная автомагистраль Хуфэн S3
- Шанхайская внешняя кольцевая магистраль S20
- Скоростная автомагистраль Шэньцзяху S32
- Шанхайская внутренняя кольцевая дорога
- Шанхайская средняя кольцевая дорога

В Пудуне представлены все крупнейшие агрегаторы такси и службы каршеринга Шанхая. В районе имеется широкая сеть как традиционных автозаправочных станций, так и зарядных станций для электротранспорта, а также отдельные улицы для автономного вождения.
В новом районе Линьган функционирует интеллектуальная линия общественного транспорта протяжённостью 8,5 км. Чтобы воспользоваться «умными» беспилотными автобусами, которые курсируют по часовой стрелке в течение примерно 30 минут, нужно скачать мобильное приложение.

### Железнодорожный
Пудун обслуживают десять линий Шанхайского метрополитена (Линия 2, Линия 4, Линия 6, Линия 7, Линия 8, Линия 9, Линия 11, Линия 12, Линия 13 и Линия 16), одна трамвайная линия, две железнодорожные линии компании China Railway Shanghai Group и одна линия Шанхайского маглева.
29-километровая линия Шанхайского маглева, введённая в эксплуатацию в 2004 году, связывает международный аэропорт Пудун с узловой станцией метро Лунъян.
43-километровая грузовая линия Pudong Railway соединяет между собой промышленный парк в районе Цзиньшань и станцию Лучаоган в Пудуне. 68-километровая пассажирская линия Shanghai Rail Transit Link Airport Express связывает между собой аэропорты Пудун и Хунцяо, а также Восточный вокзал.
В Парке высоких технологий Чжанцзян действует 10-километровая трамвайная линия, запущенная в 2010 году.

### Авиационный
Международный аэропорт Пудун является одним из крупнейших аэропортов Восточной Азии и вторым по пассажиропотоку аэропортом Китая (уступает лишь Шоуду). Его оператором выступает государственная Shanghai Airport Authority, находящаяся в подчинении правительства Шанхая. Аэропорт является основным хабом для China Eastern Airlines и Shanghai Airlines, а также крупным хабом для Air China, China Southern Airlines, Juneyao Air, Spring Airlines, Suparna Airlines, DHL, FedEx Express и UPS Airlines. По состоянию на 2019 год через аэропорт прошло более 76,1 млн пассажиров и более 3,6 млн тонн грузов.

### Водный
Основной грузооборот Шанхайского порта приходится на глубоководный порт Яншань. Формально он входит в состав округа Чжоушань, но фактически управляется компанией Shanghai International Port Group. Часть причалов расположена в Линьгане и на реке Хуанпу.
Порт Вайгаоцяо на реке Янцзы является крупнейшим в Китае портом по импорту и экспорту автомобилей (крупнейшие клиенты — SAIC Motor, Tesla, Volkswagen и General Motors). Автомобильным терминалом Хайтун управляет компания Shanghai Haitong International Automotive Terminal Co..
Несмотря на обилие мостов и туннелей, через Хуанпу до сих пор курсируют пассажирские паромы. Также река является популярным местом для туристических судов.

## Образование

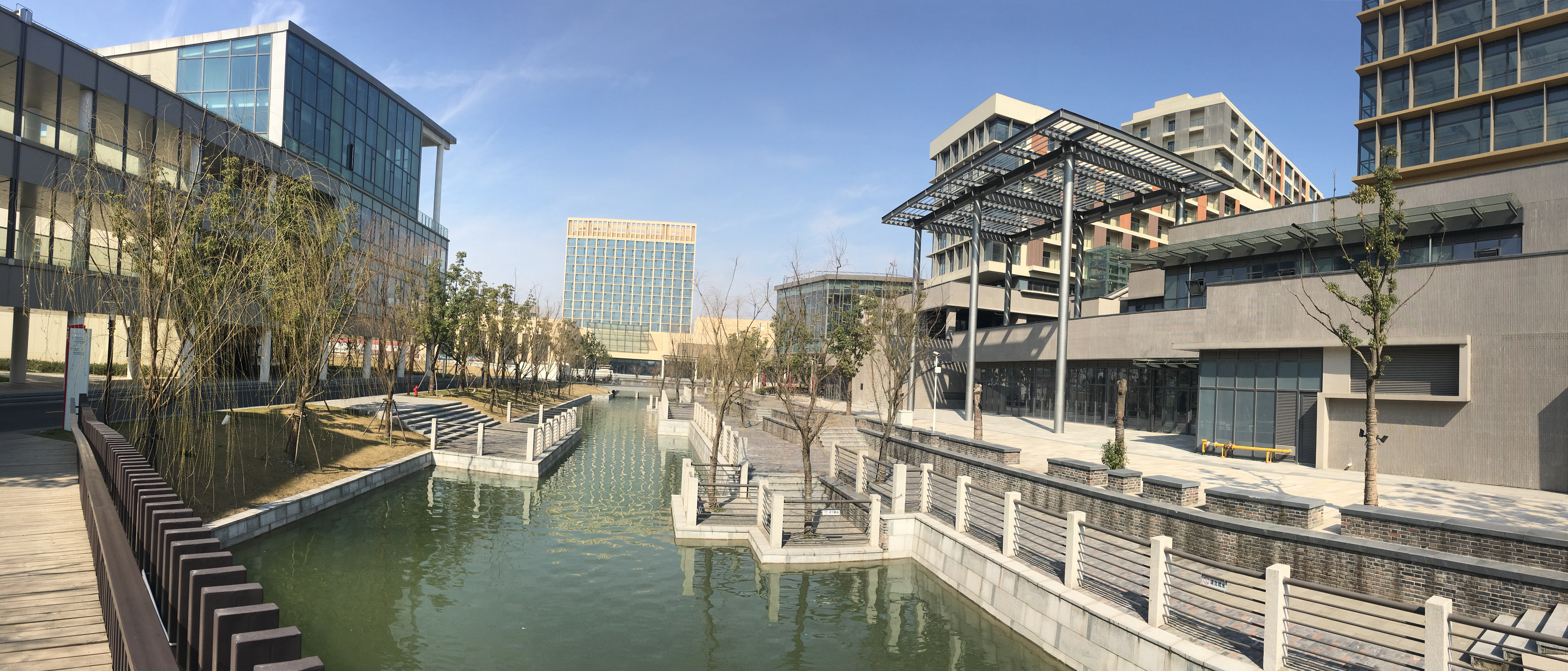
Шанхайский технологический университет

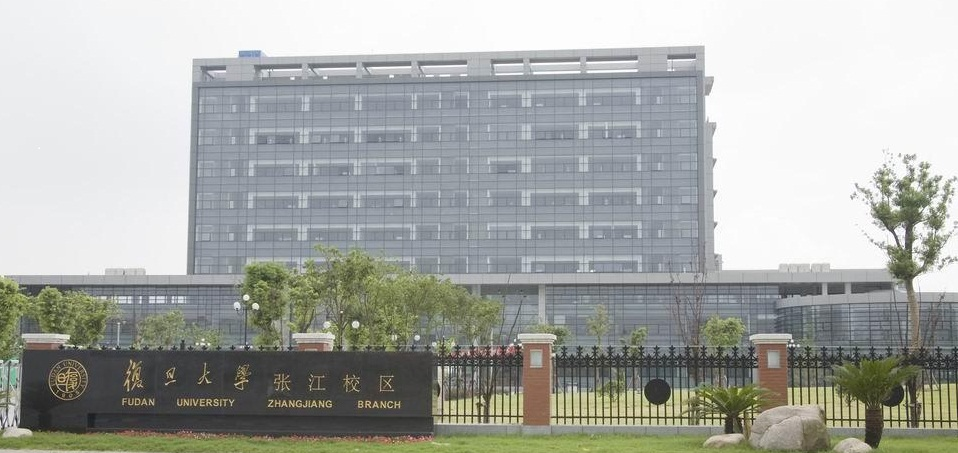
Кампус Фуданьского университета

Школа Норд-Англия

- Шанхайский технологический университет
- Шанхайский морской университет
- Шанхайский океанический университет
- Университет Шанхай Дяньцзи
- Китайская академия руководителей в Пудуне
- Кампус Фуданьского университета
- Кампус Шанхайского университета транспорта
- Кампус Шанхайского университета электроэнергетики
- Кампус Шанхайского университета бухгалтерского учёта и финансов Лисинь
- Кампус Нью-Йоркского университета
- Школа Восточно-китайского педагогического университета
- Школа Шанхайского университета иностранных языков
- Китайско-Европейская международная бизнес-школа
- Китайско-французская школа искусств и дизайна
- Китайско-британский международный низкоуглеродный колледж

Пудун известен своими международными и частными школами:
- Шанхайский Далидж-колледж
- Шанхайский Веллингтонский колледж
- Шанхайская международная школа Хэрроу
- Кампус Шанхайского Французского лицея
- Кампус Шанхайской Германской школы
- Кампус Шанхайской Американской школы
- Кампус Шанхайской Японской школы
- Кампус Международной школы Шанхайского сообщества
- Международная школа Норд-Англия
- Шанхайская международная школа Конкордия

## Наука

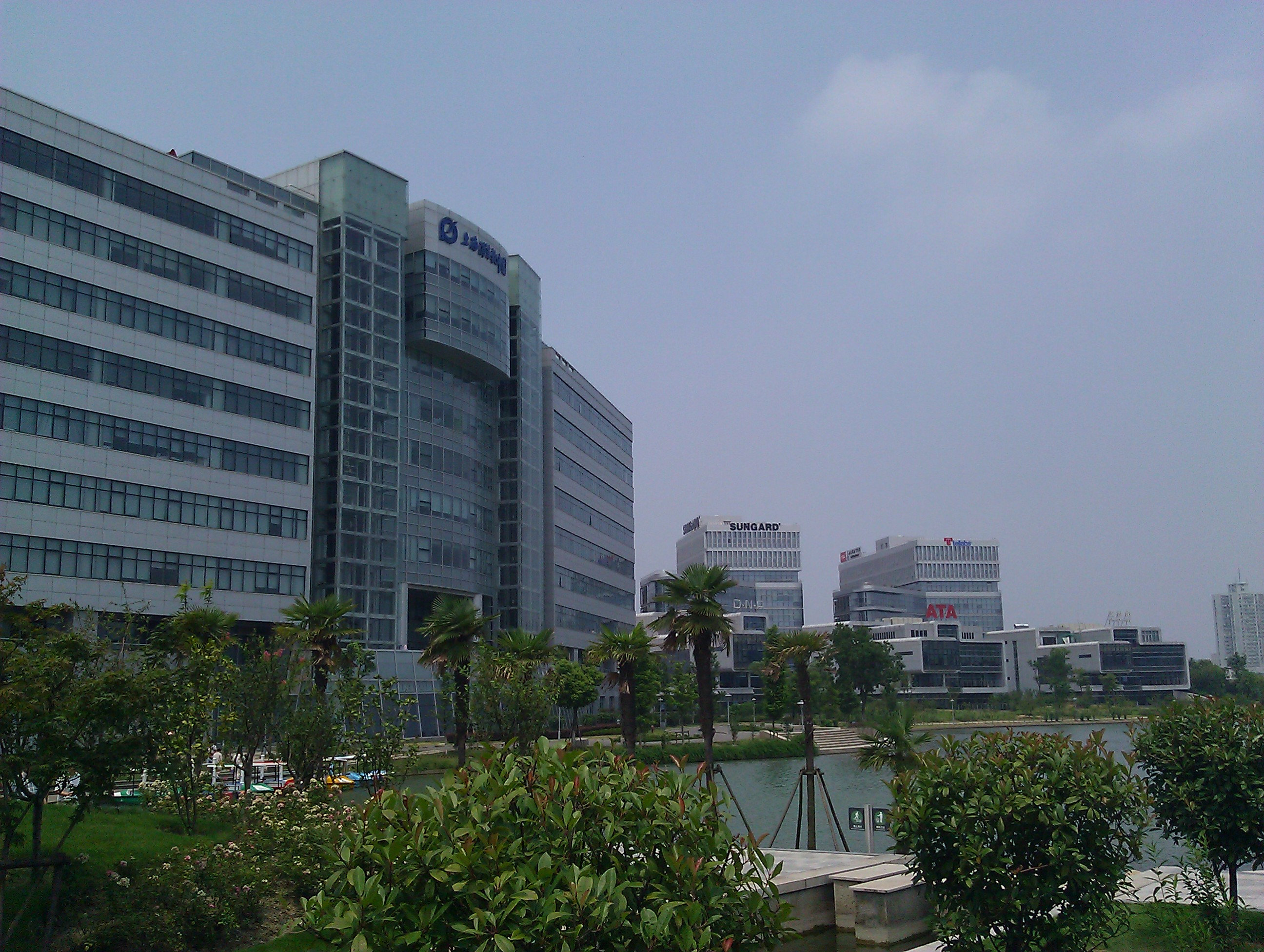
Пудунский парк программного обеспечения

В Парке высоких технологий Чжанцзян расположены Шанхайский научно-образовательный центр при Научно-техническом университете Китая, Пудунский парк программного обеспечения (Pudong Software Park), Порт микроэлектроники Чжанцзян (Zhangjiang Microelectronics Port), Центр исследований искусственного интеллекта (AIsland), Национальная база биомедицинских технологий, Национальная база информационных технологий, Национальная база программного обеспечения, Национальная база онлайн-игр и анимации, Национальная база интегральных схем, Национальная база полупроводников, Шанхайский национальный синхротронный радиационный центр, который входит в состав Шанхайского института прикладной физики.
Также в парке базируются научно-исследовательские центры и лаборатории крупнейших корпораций — IBM, Microsoft, SAP, Tata Consultancy Services, Infosys, Mahindra Satyam, BearingPoint, Cognizant, General Electric, Intel, Hewlett-Packard, Infineon Technologies, Applied Materials, Sony, Kyocera, Pfizer, AstraZeneca, GlaxoSmithKline, Roche Holding, Novartis, Eli Lilly and Company, Dow Chemical, DuPont, Henkel, Rohm and Haas, eBay, Alibaba Group, Lenovo, ZTE, SMIC, Unisoc, VeriSilicon, Wison Group, ASE Group.
В Пудуне базируется секретное армейское Подразделение 61398, отвечающее за кибершпионаж и хакерские атаки.

## Культура

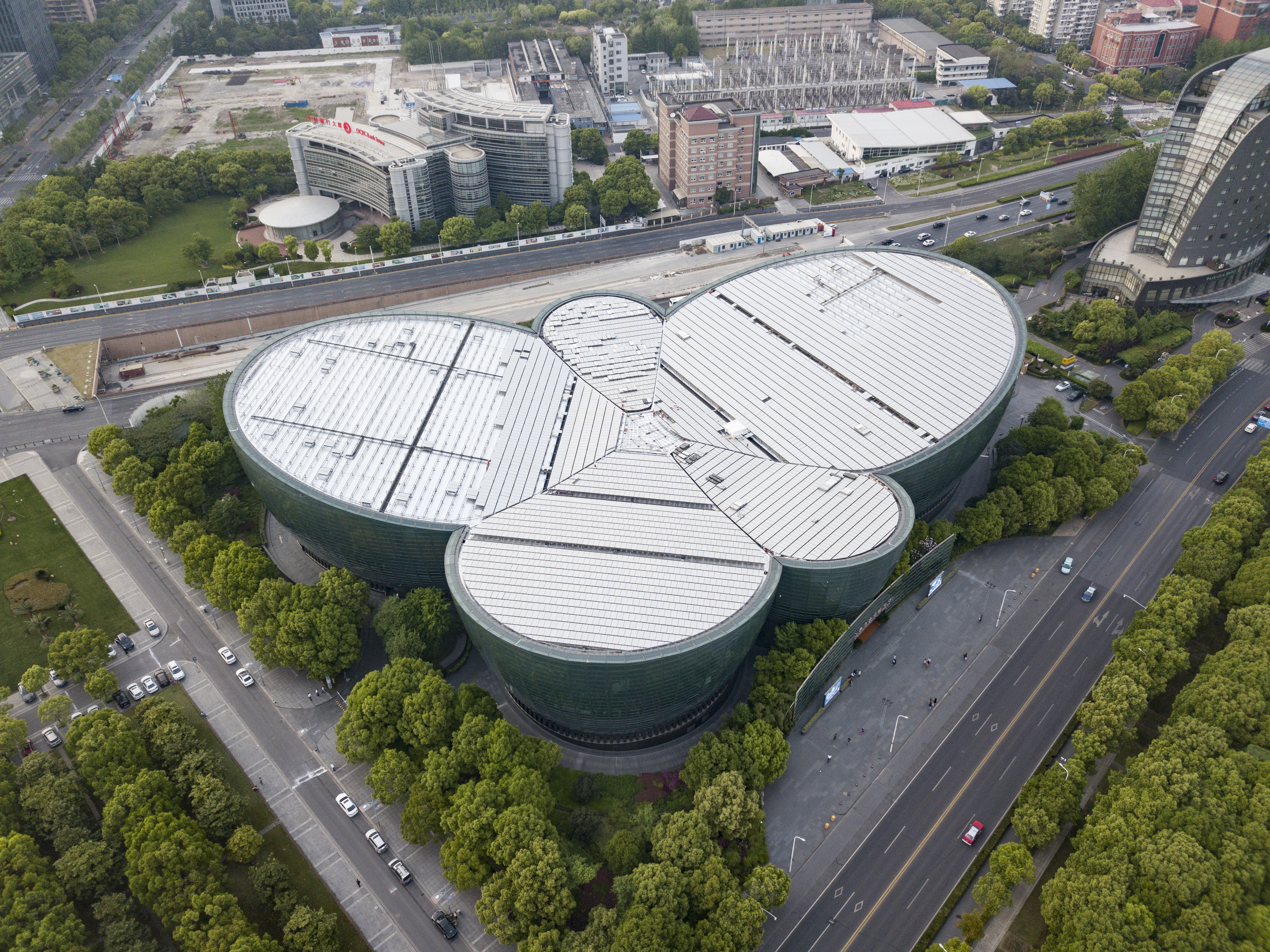
Шанхайский центр восточного искусства

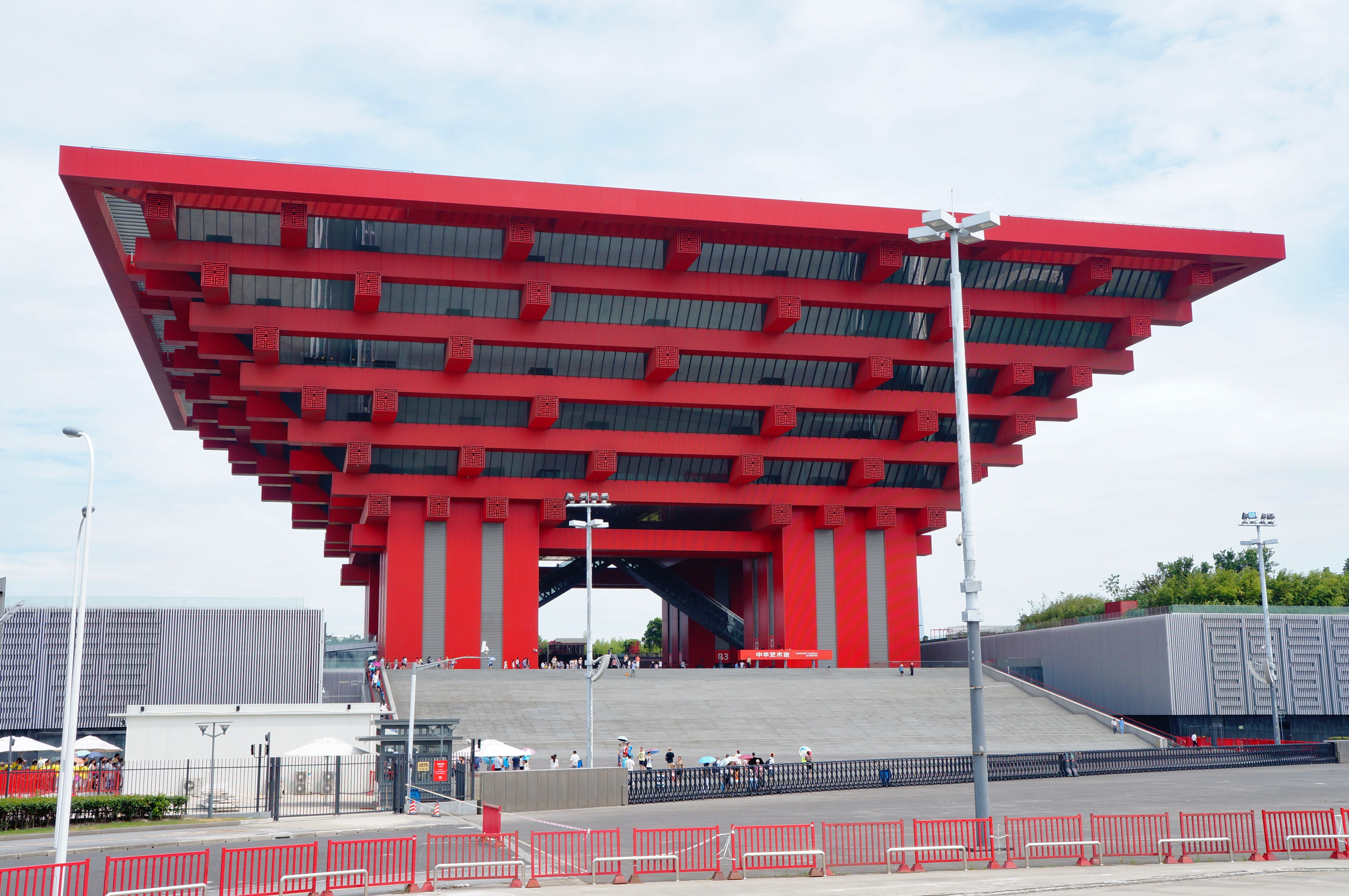
Китайский художественный музей

Пудун является важным культурным центром Шанхая, здесь расположены крупные музеи, театральные, музыкальные и выставочные залы, библиотеки:
- Шанхайский центр восточного искусства
- Шанхайский исторический музей
- Китайский художественный музей
- Шанхайский музей науки и технологий
- Шанхайский планетарий[40][41]
- Китайский морской музей
- Восточный геологический музей
- Музей Шанхайского банка
- Художественный музей Аврора
- Гималайский музей
- Библиотека Пудуна
- Восточный зал Шанхайской библиотеки

В каждом посёлке и уличном комитете Пудуна имеются региональные дома культуры и библиотеки.

## Архитектура
В Пудуне представлены образцы как традиционной китайской архитектуры, так и почти все течения модернизма и постмодернизма. Старые кварталы с традиционными домами, храмами, мостами и каналами сохранились в районах Синьчан, Гаоцяо, Датуань и Саньлинь.
В Пудуне расположены самые высокие небоскрёбы Шанхая:
- Shanghai Tower (632 м)
- Shanghai World Financial Center (492 м)
- Jin Mao Tower (421 м)
- Qiantan Center (280 м)
- SK Group Tower (275 м)
- One Lujiazui (269 м)
- Shanghai International Finance Center, северная башня (260 м)
- CITIC Ruibo, башня 1 (256 м)
- Штаб-квартира Bank of Shanghai (252 м)
- Shanghai International Finance Center, южная башня (250 м)
- CITIC Ruibo, башня 2 (238 м)

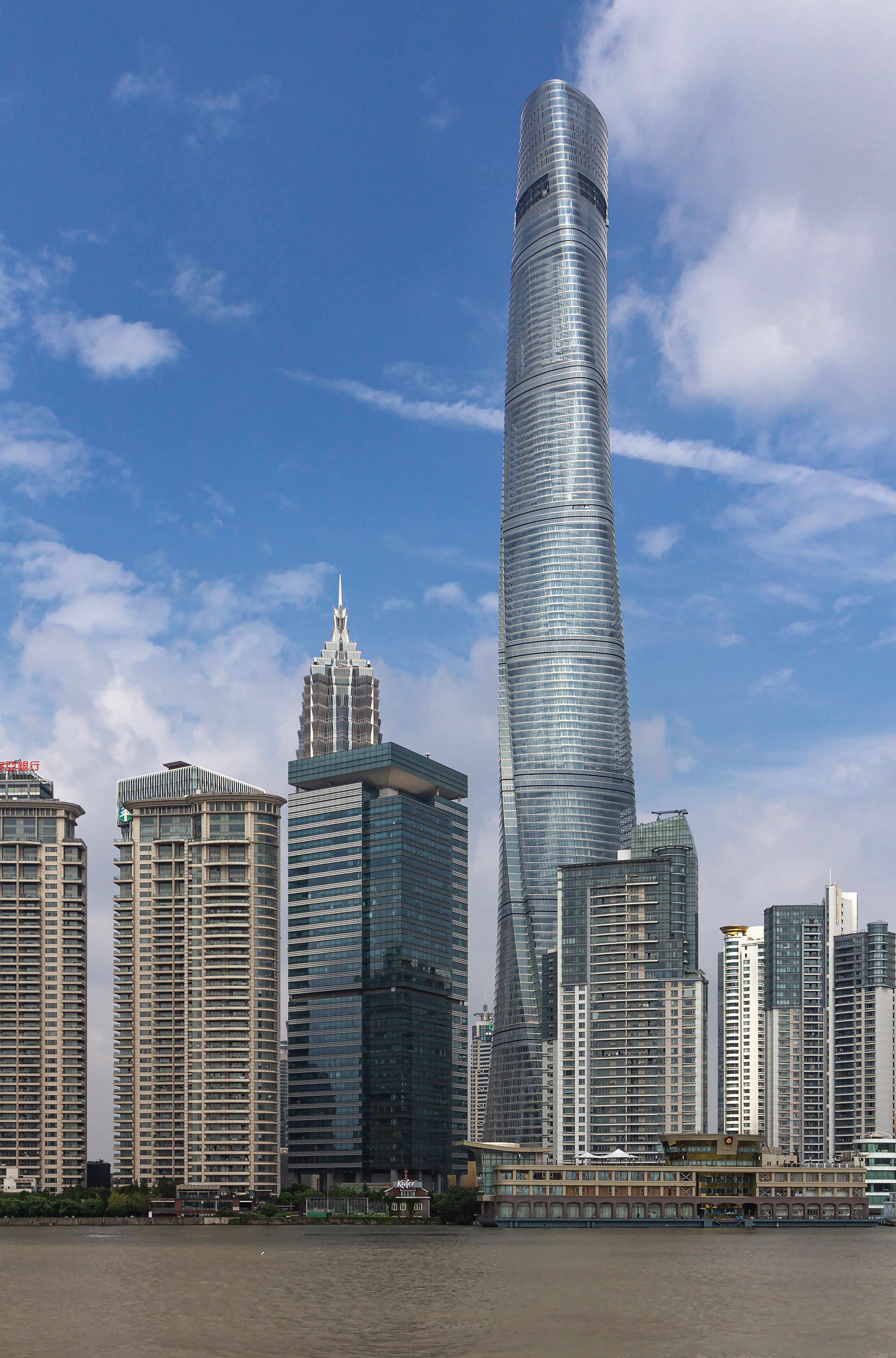
Shanghai Tower
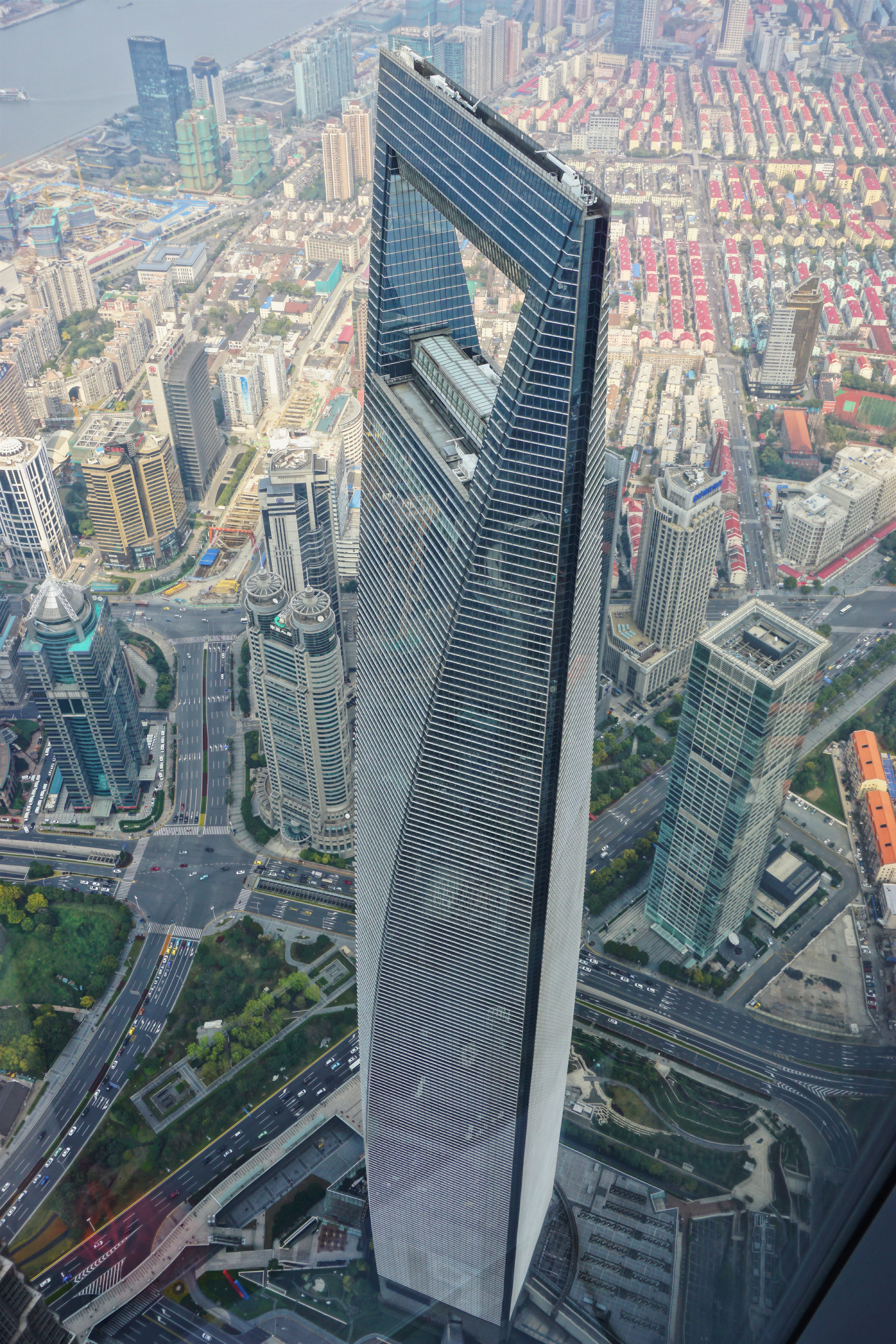
World Financial Center
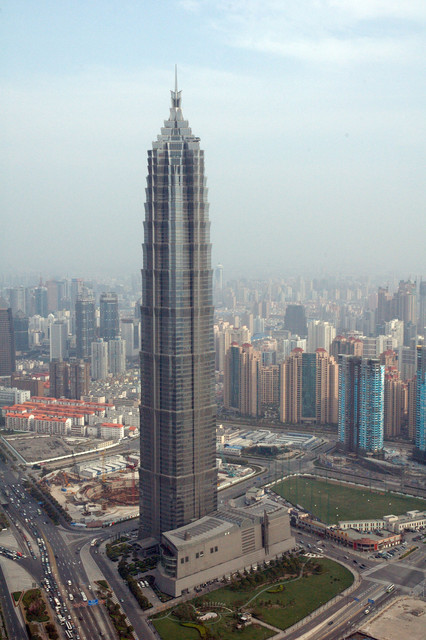
Jin Mao Tower
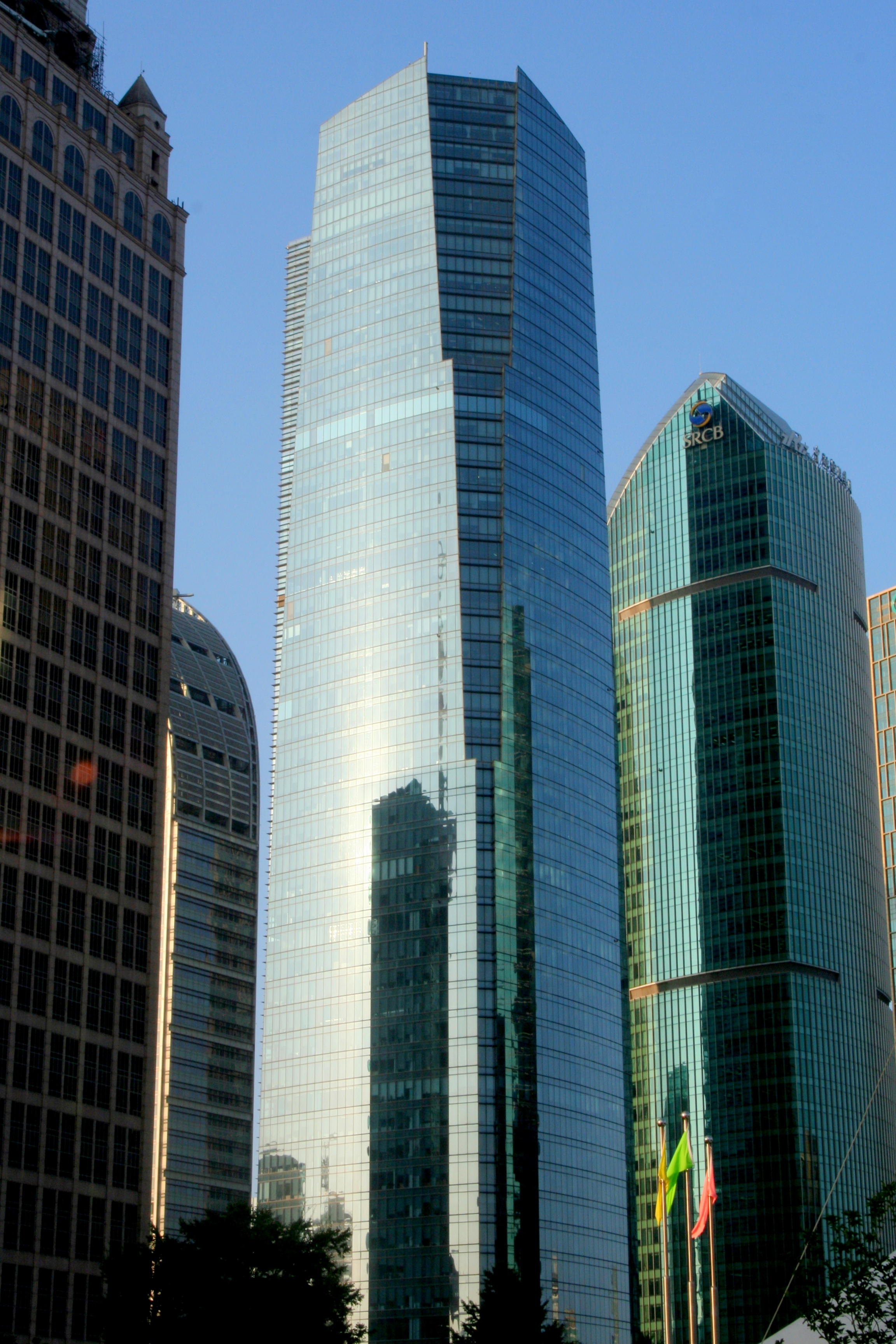
One Lujiazui
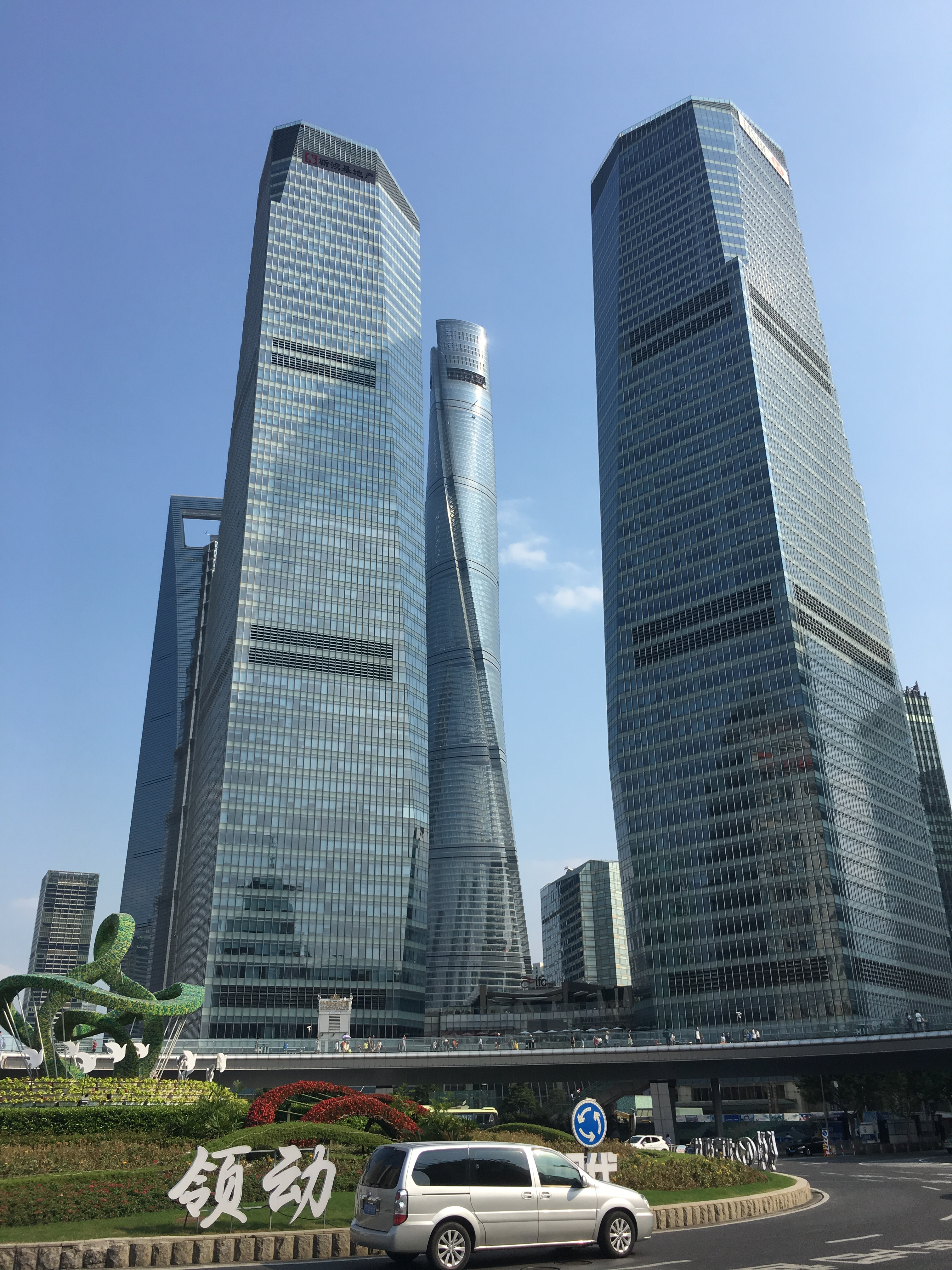
Shanghai IFC
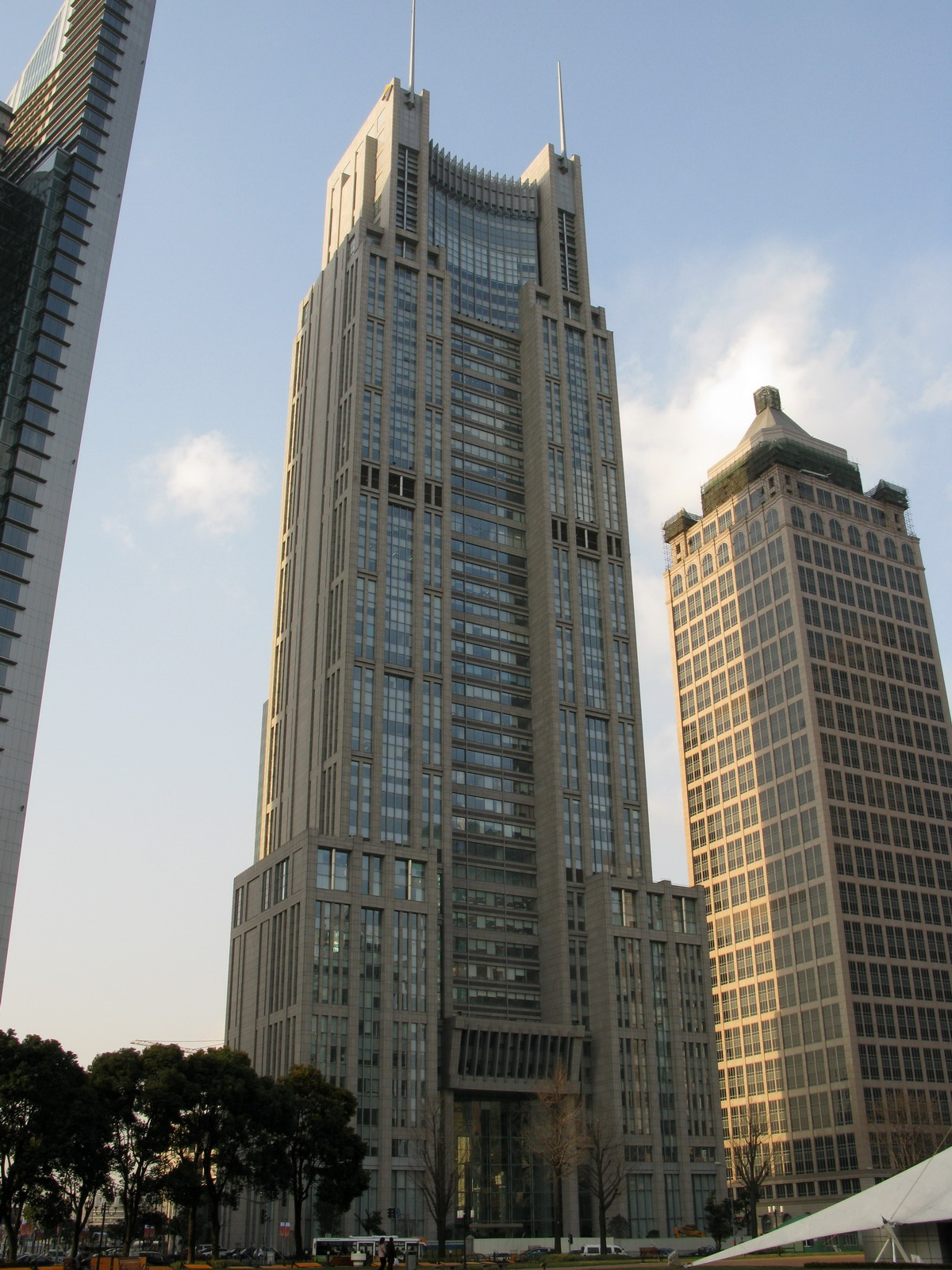
Bank of Shanghai

## Достопримечательности

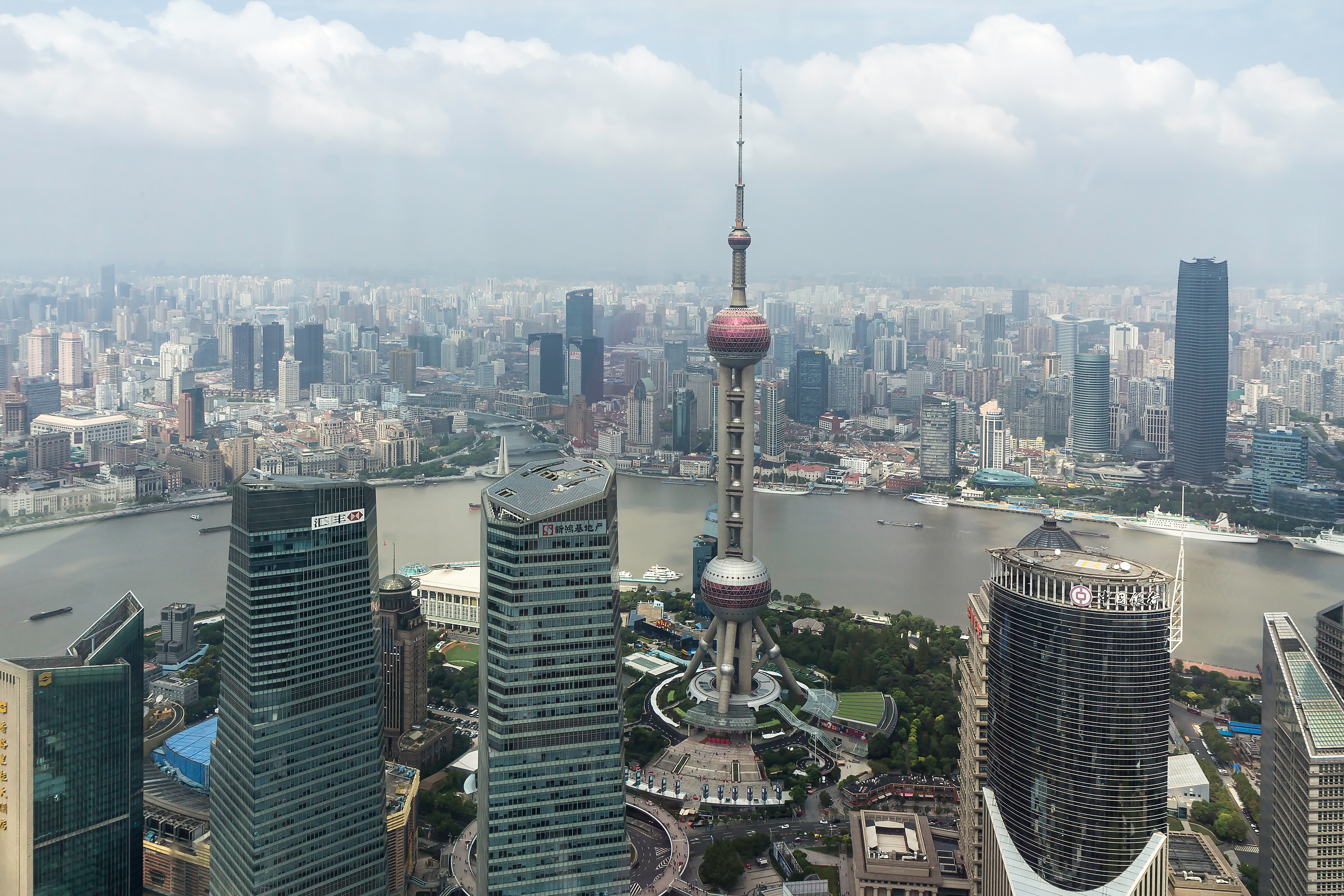
Восточная жемчужина

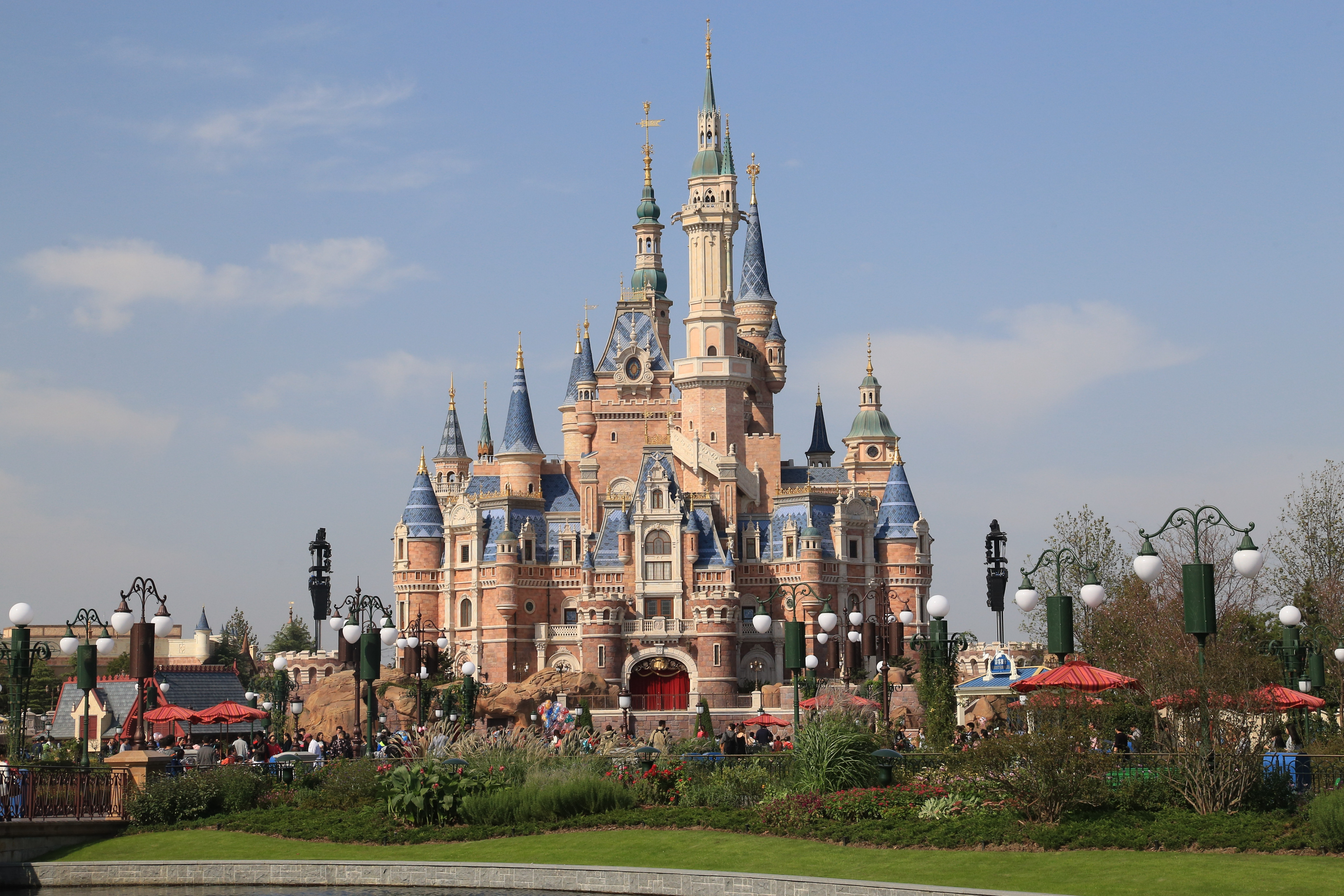
Диснейленд

Океанариум

- Шанхайский Диснейленд открылся летом 2016 года. Является совместным предприятием Shanghai Shendi Group (57 %) и The Walt Disney Company (43 %)[43][44]. В 2016 году парк развлечений посетило 5,6 млн человек, в 2017 году — 11 млн, в 2018 году — 11,8 млн, в 2019 году — 11,2 млн.
- Шанхайский океанариум открылся в 2002 году. В комплексе имеется 168-метровый прозрачный подводный туннель, который позволяет посетителям увидеть морских обитателей вблизи, а также многочисленные аквариумы, коралловый риф, пещера и акулья бухта.
- Shanghai Haichang Ocean Park открылся осенью 2018 года; имеет в своём составе бассейны с касатками, тюленями, акулами и пингвинами, многочисленные аквариумы, аттракционы, театральные шоу, канатную дорогу, а также зону отелей, ресторанов и магазинов[45][46].
- Крытый горнолыжный курорт WinterStar[47]
- Телебашня Восточная жемчужина
- Шанхайский парк диких животных
- Церковь Пресвятой Девы Марии Лурдской
- Пудунская мечеть
- Бывшая резиденция Чжан Вэньтяня
- Бывшая резиденция Хуан Яньпэя
- Древняя городская стена в Чуаньша
- Старый город в Синьчане
- Старый город в Саньлинь
- Старый город в Датуане
- Старый город в Гаоцяо
- «Голландская деревня» в Гаоцяо
- Монумент на месте запуска первой китайской метеорологической ракеты

## Здравоохранение
В каждом посёлке и уличном комитете Пудуна имеются центры медицинских услуг (районные поликлиники). Также в Пудуне расположено несколько крупных больниц:
- Шанхайская восточная больница университета Тунцзи
- Восточный кампус больницы Жэньцзи
- Северный кампус больницы Жэньцзи
- Шанхайский детский медицинский центр
- Народная больница нового района Пудун
- Кампус офтальмологической и оториноларингологической больницы Фуданьского университета

## Спорт

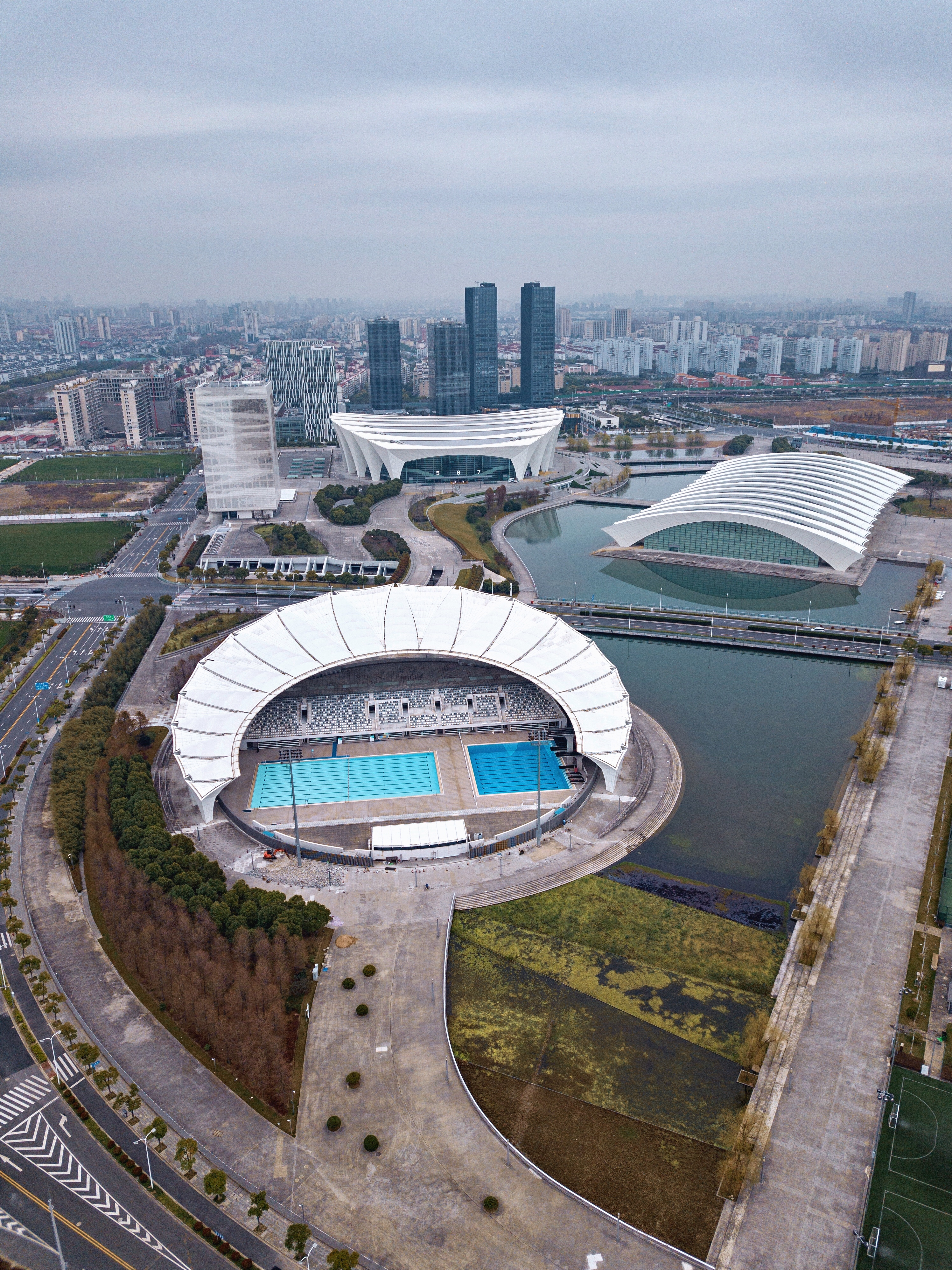
Шанхайский спортивный центр «Восток»

В Пудуне проходили Чемпионат мира по водным видам спорта (2011), Гран-при по фигурному катанию Cup of China (2011), Cup of China (2012) и Cup of China (2014), Чемпионат мира по шорт-треку (2012), Чемпионат мира по фигурному катанию (2015), а также предсезонные (выездные) игры команд Национальной баскетбольной ассоциации и Национальной хоккейной лиги, выступления рестлеров WWE.
Пудун является крупным центром киберспорта, здесь проходили такие важные соревнования, как Mid-Season Invitational 2016 и The International 2019. Пудунский футбольный стадион, также известный как SAIC Motor Pudong Arena, является домашней ареной футбольного клуба Шанхай Порт. Также в Пудуне расположена спортивная база футбольного клуба Шанхай Гринлэнд Шэньхуа.
- Крытый стадион Мерседес-Бенц-Арена
- Пудунский футбольный стадион
- Многофункциональный Шанхайский спортивный центр «Восток»
- Многофункциональный спортивный центр Юаньшэнь
- Шанхайская городская трасса
- Гольф-клуб Tomson Shanghai
- Гольф-клуб Shanghai Binhai
- Гольф-клуб Shanghai Dongzhuang
- Гольф-клуб Shanghai Links
- Гольф-клуб Nangong Guan

## Города и районы-побратимы
- Беверли-Хиллз
- Манхэттен
- Куопио

## Галерея

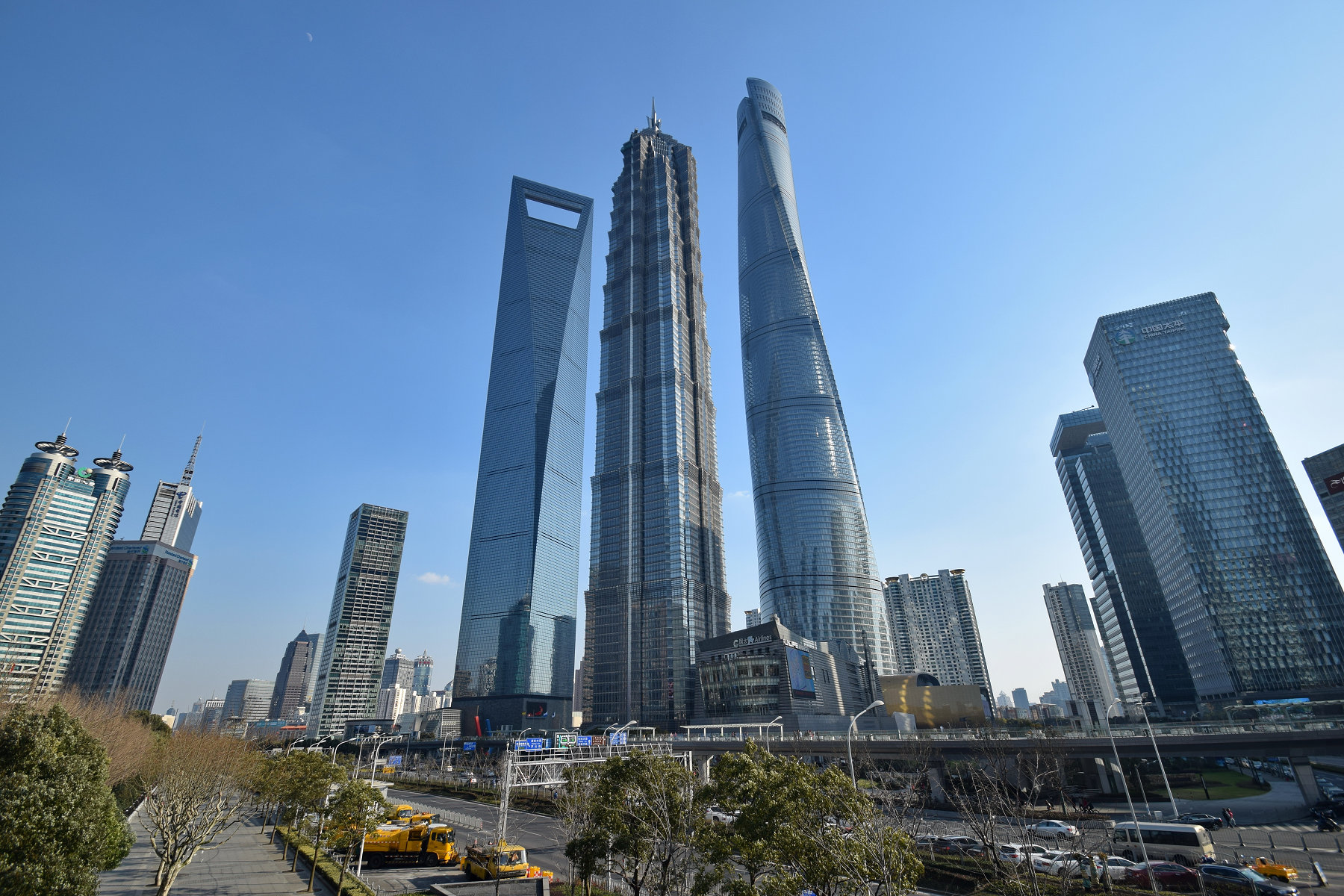
Луцзяцзуй
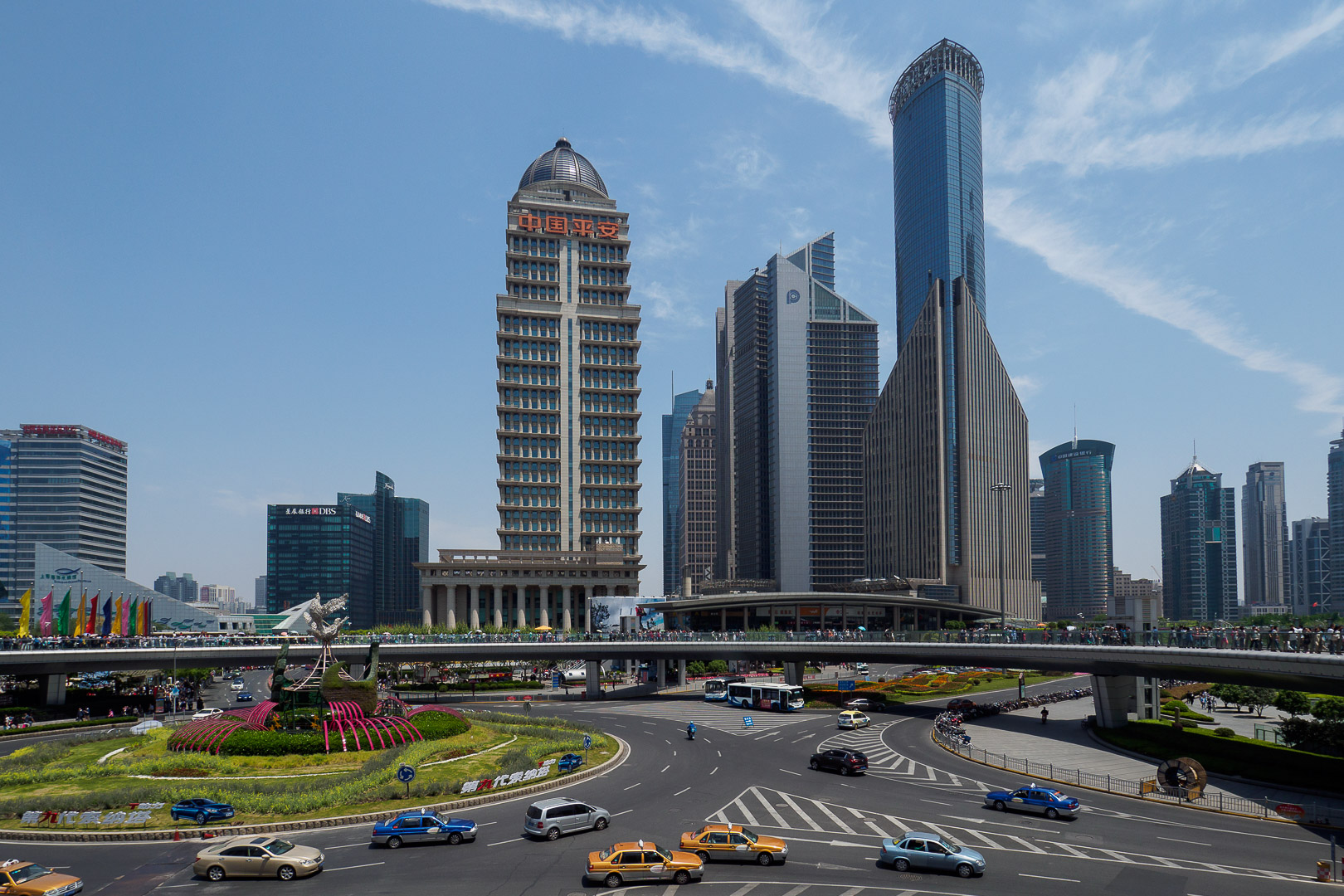
Луцзяцзуй
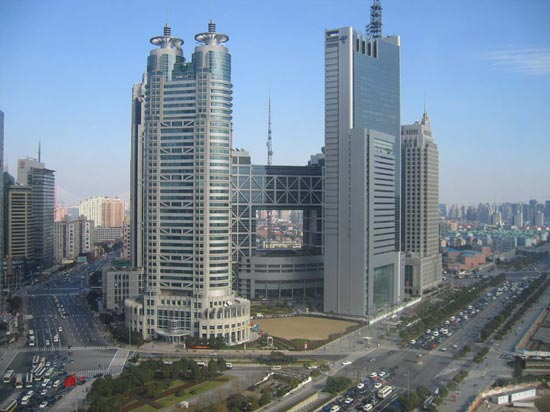
Шанхайская фондовая биржа
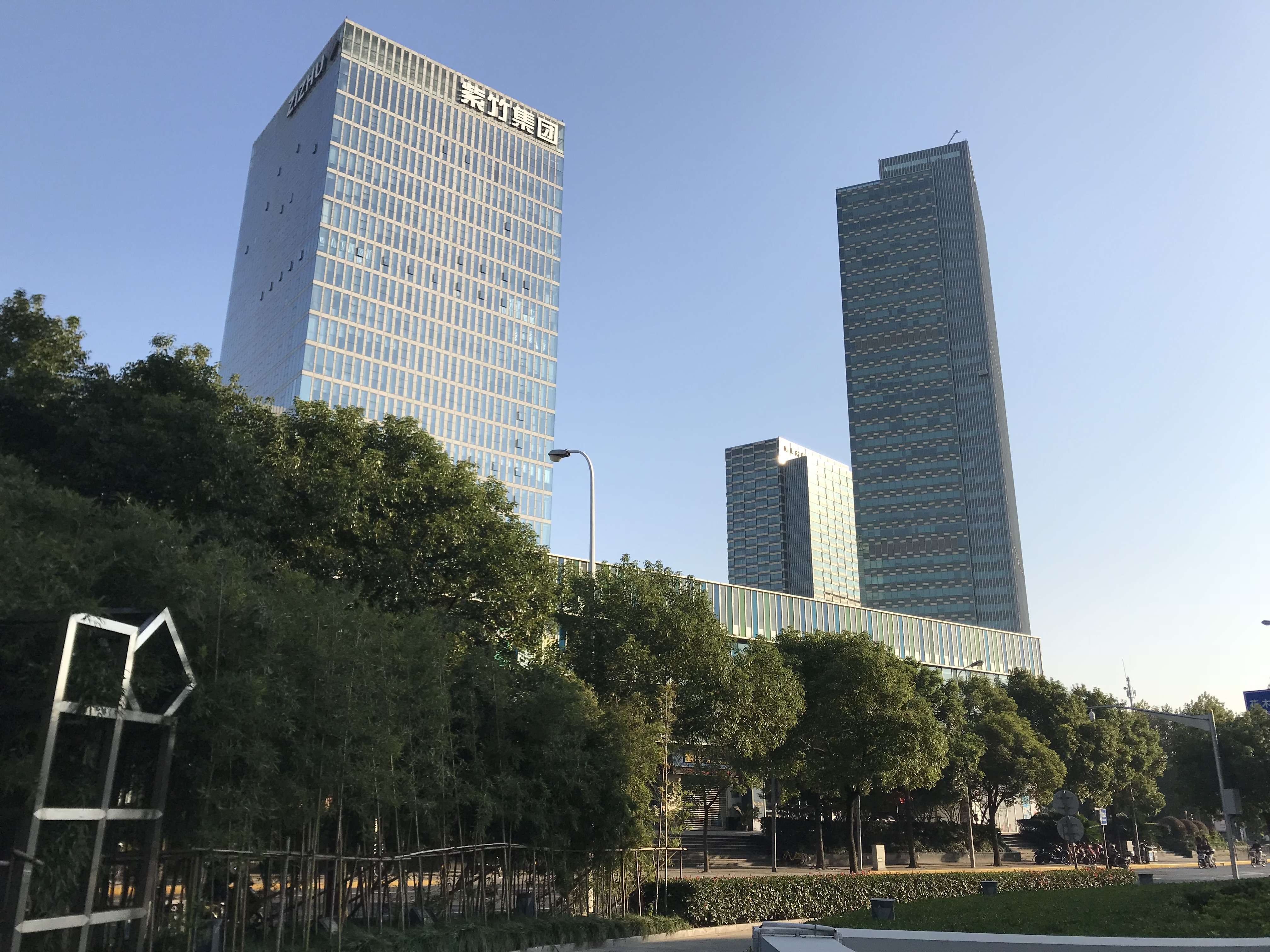
Zendai Himalayas Center
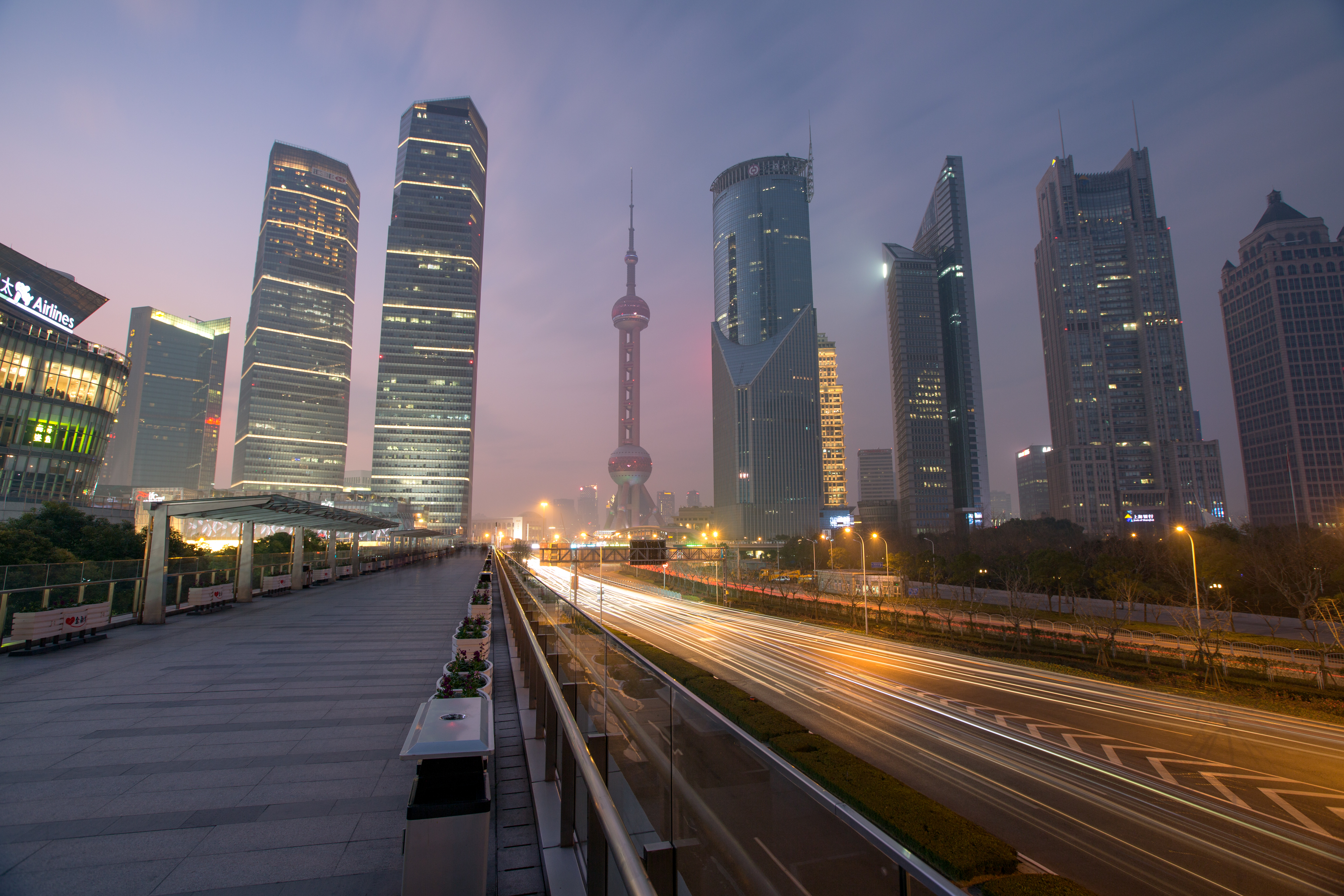
Сенчури-авеню
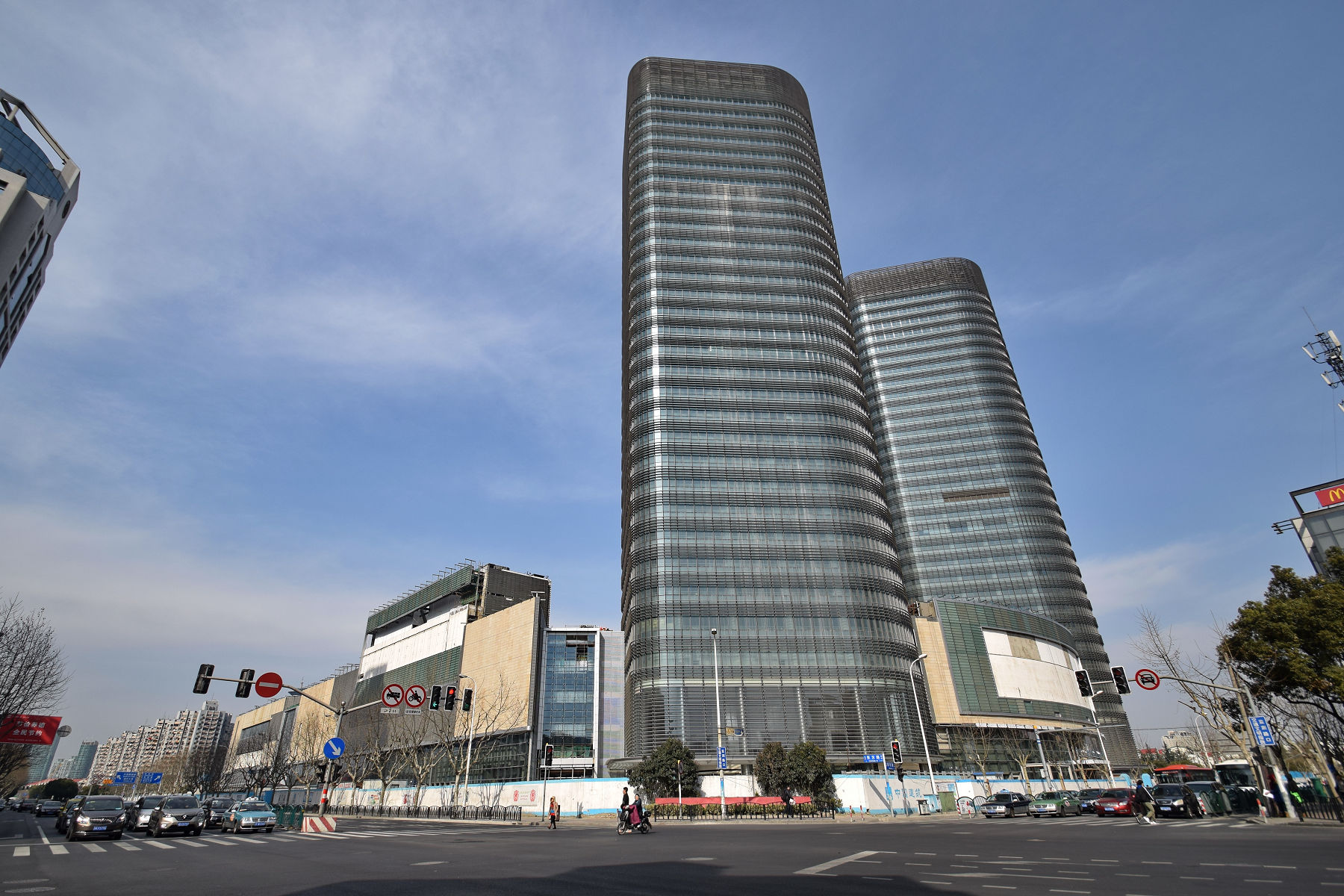
Century Huiguangchang
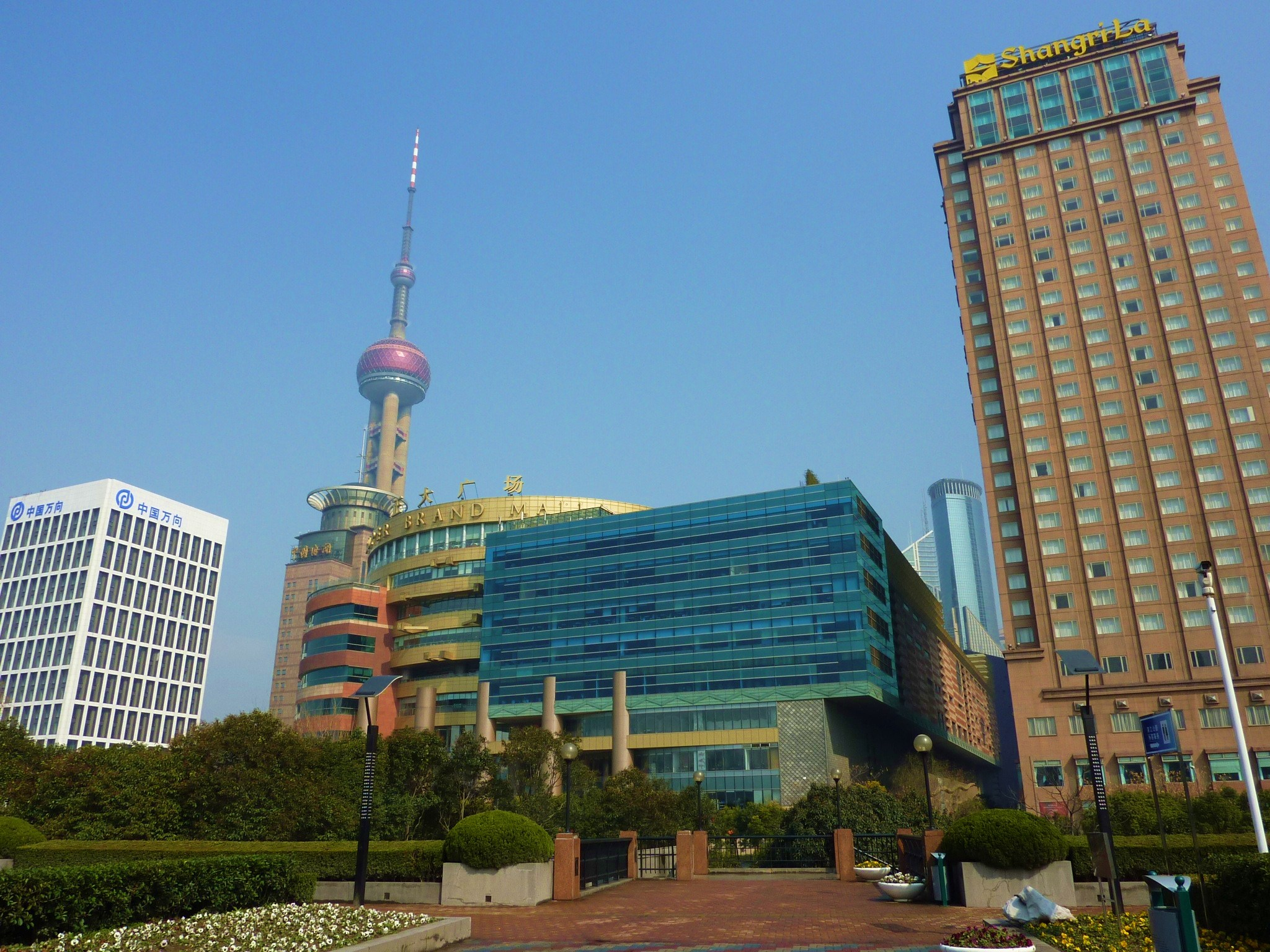
Pudong Shangri-La
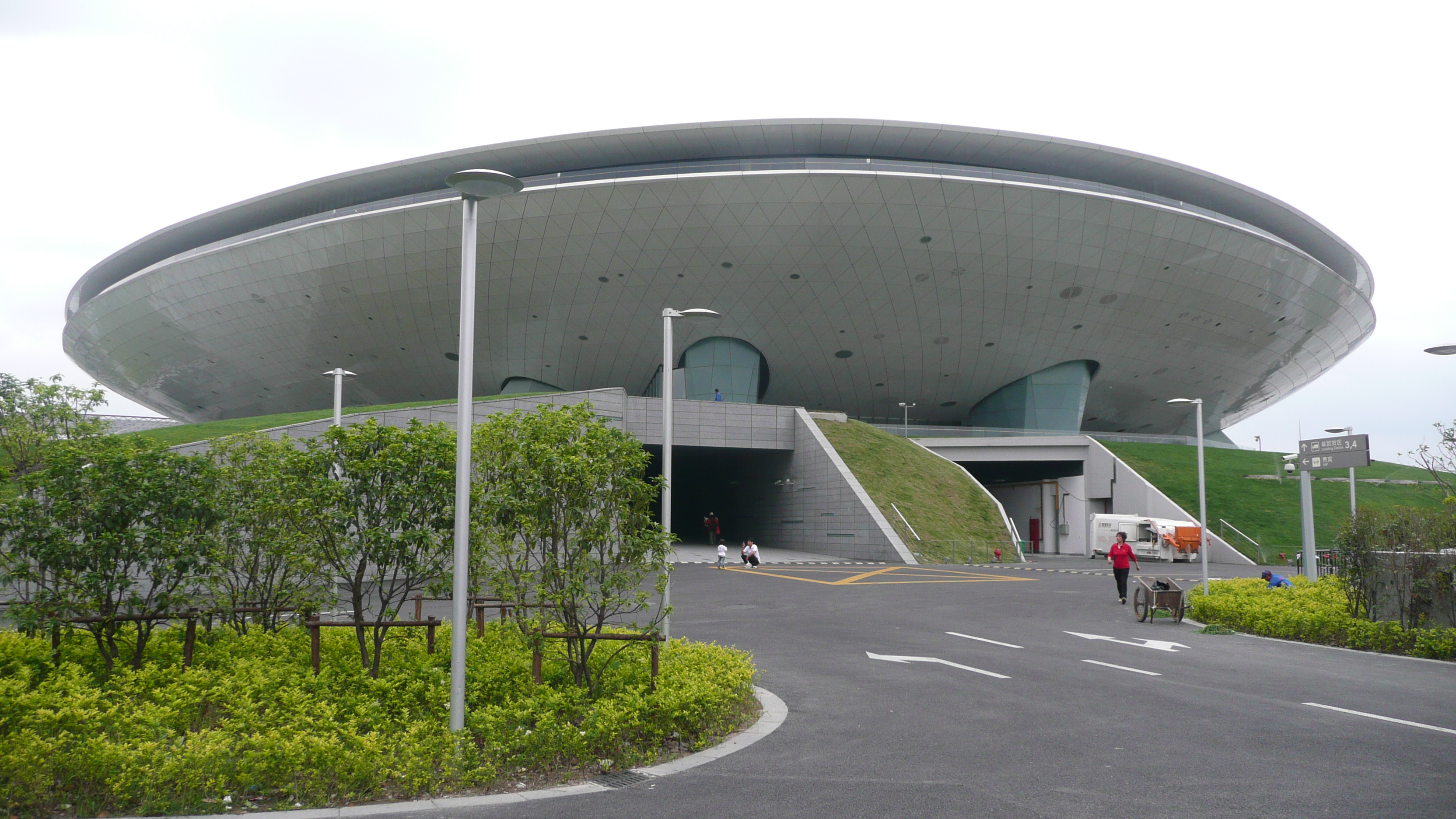
Мерседес-Бенц-Арена
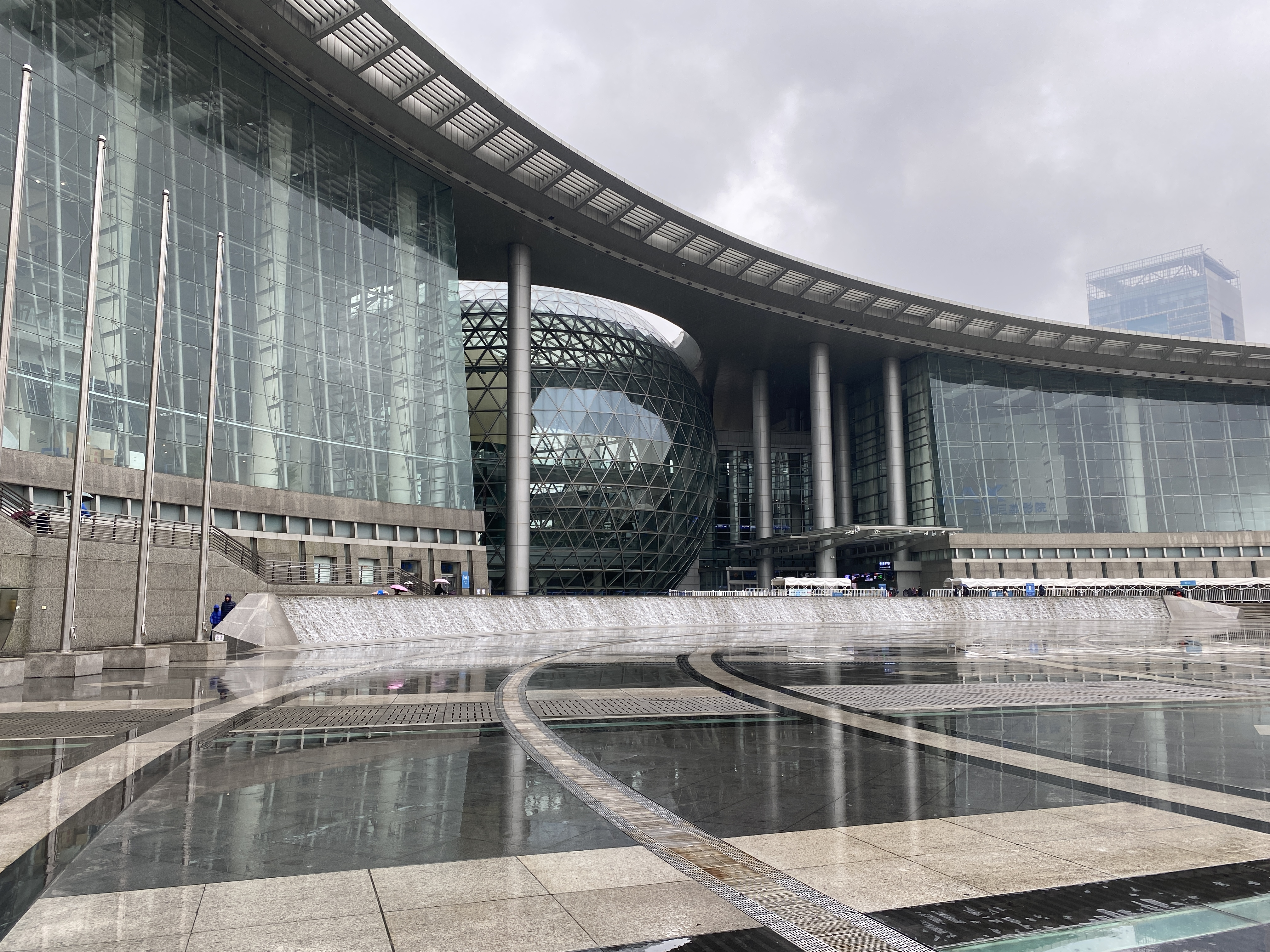
Шанхайский музей науки и технологий
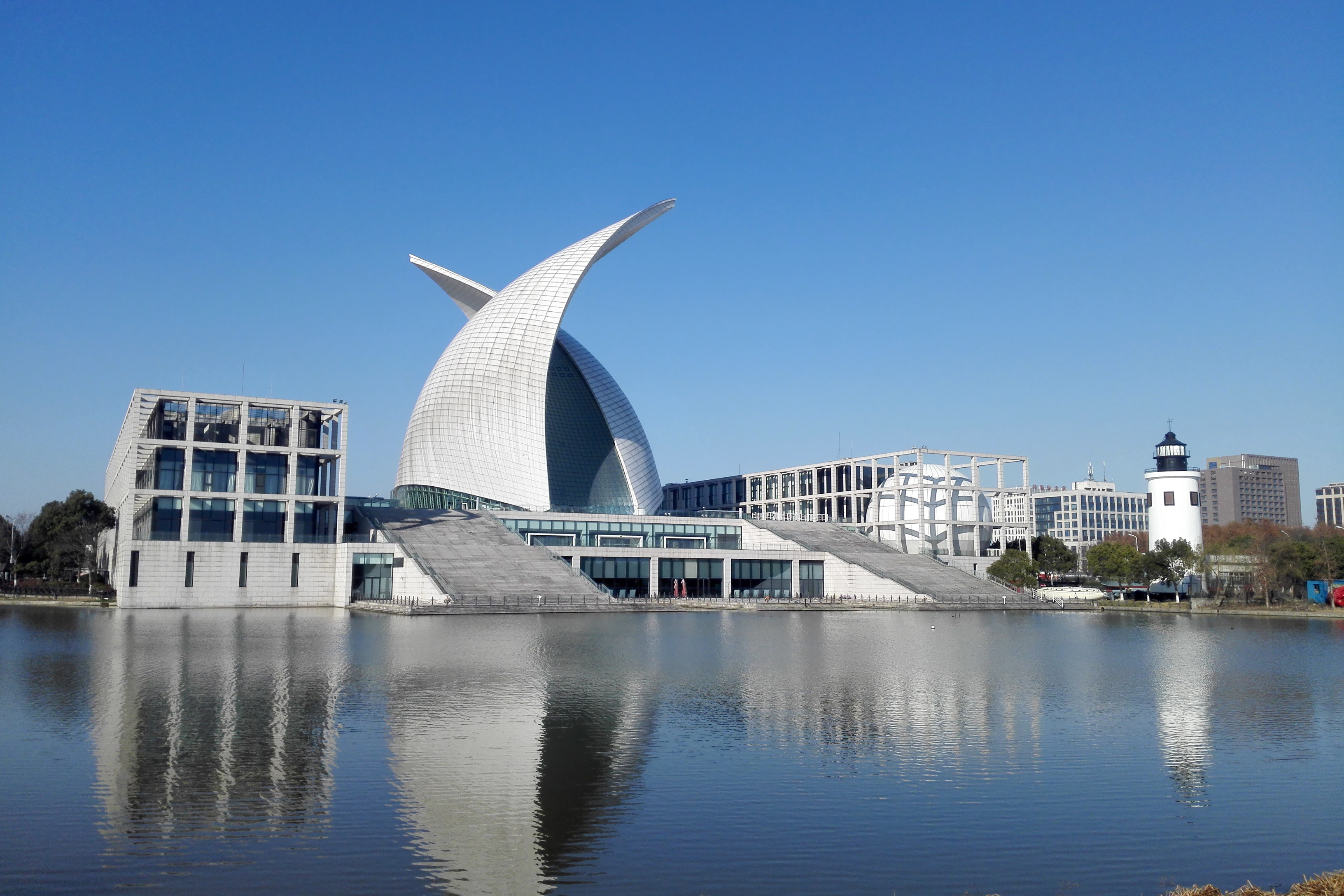
Китайский морской музей
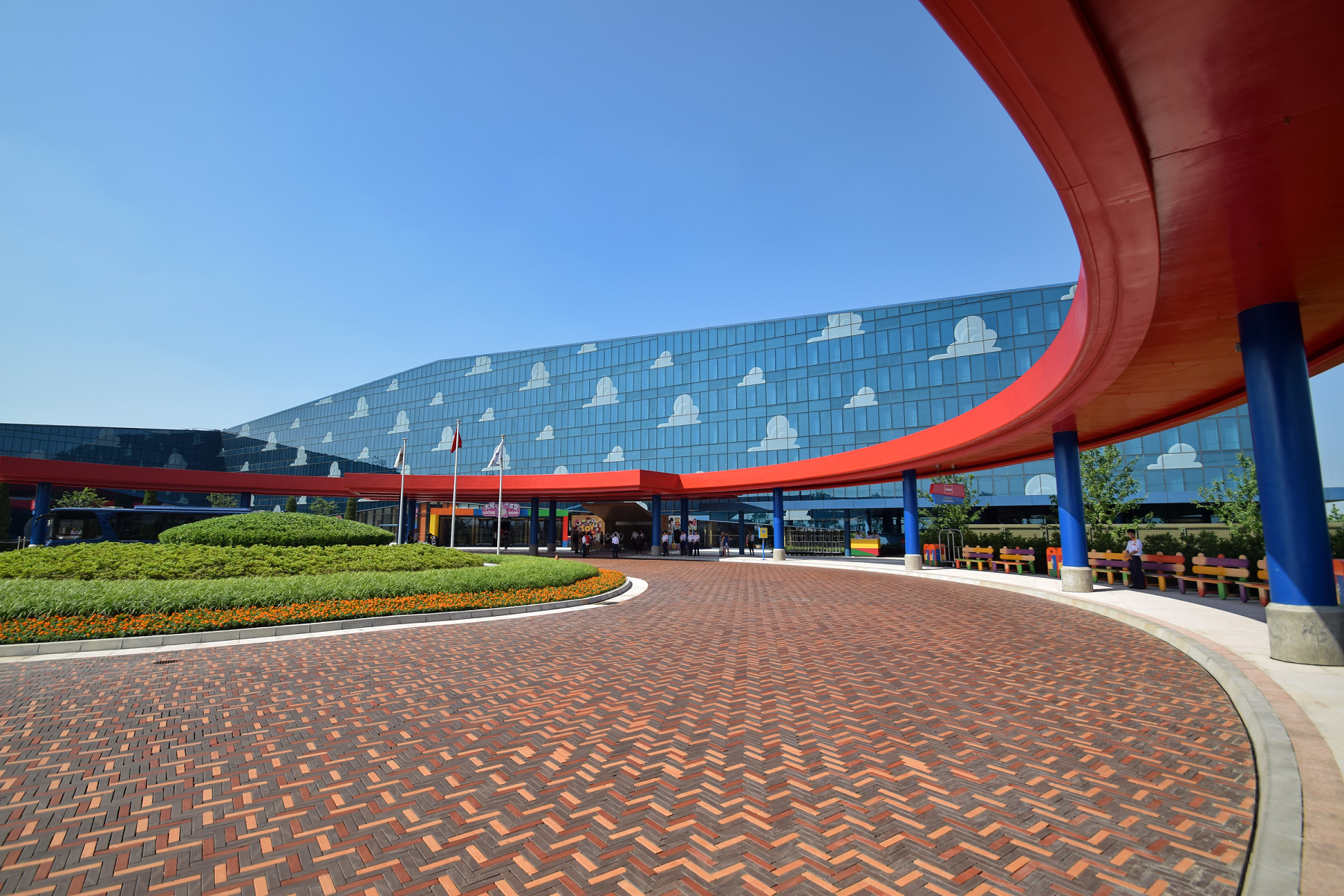
Toy Story Hotel
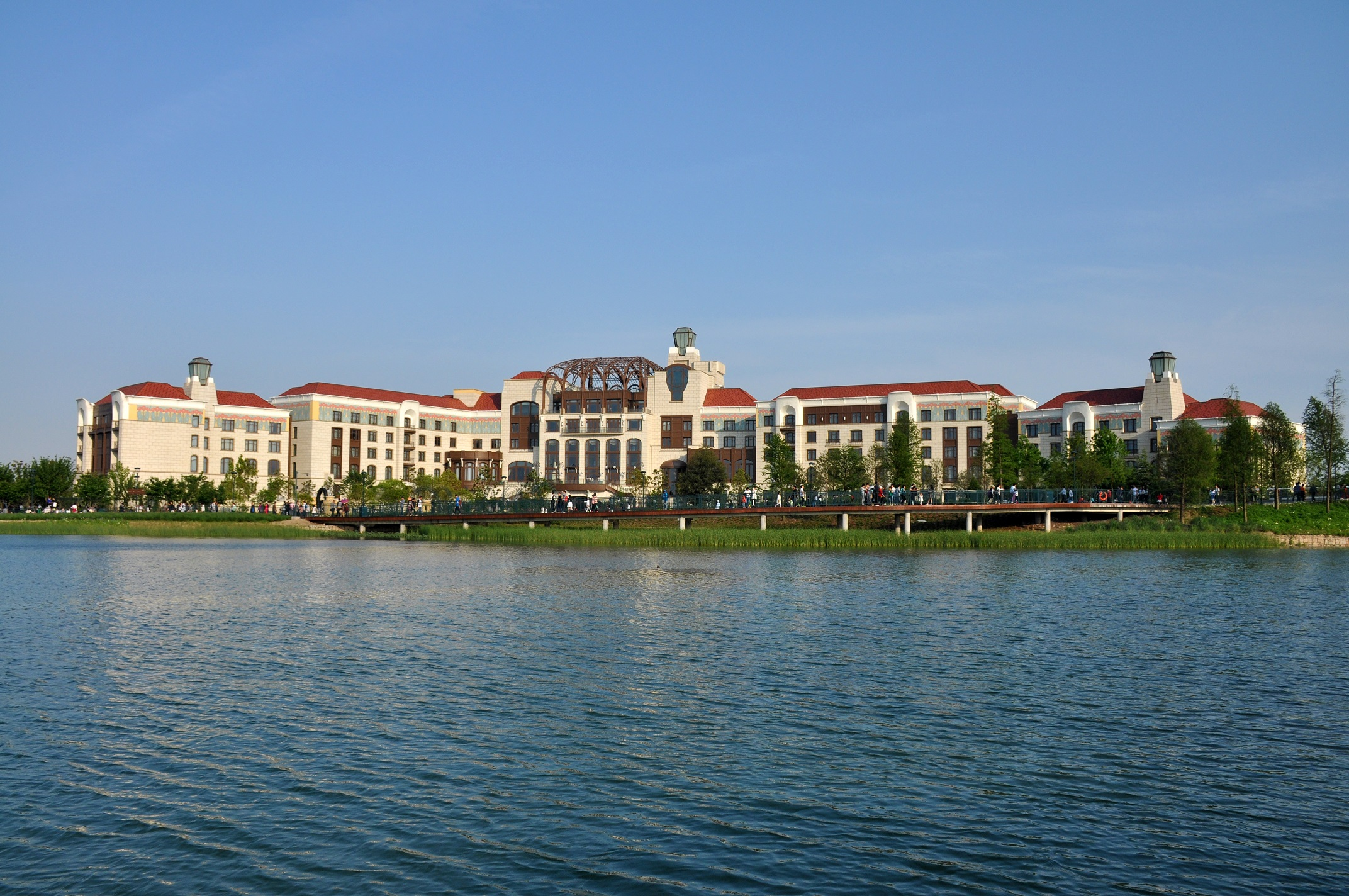
Shanghai Disneyland Hotel
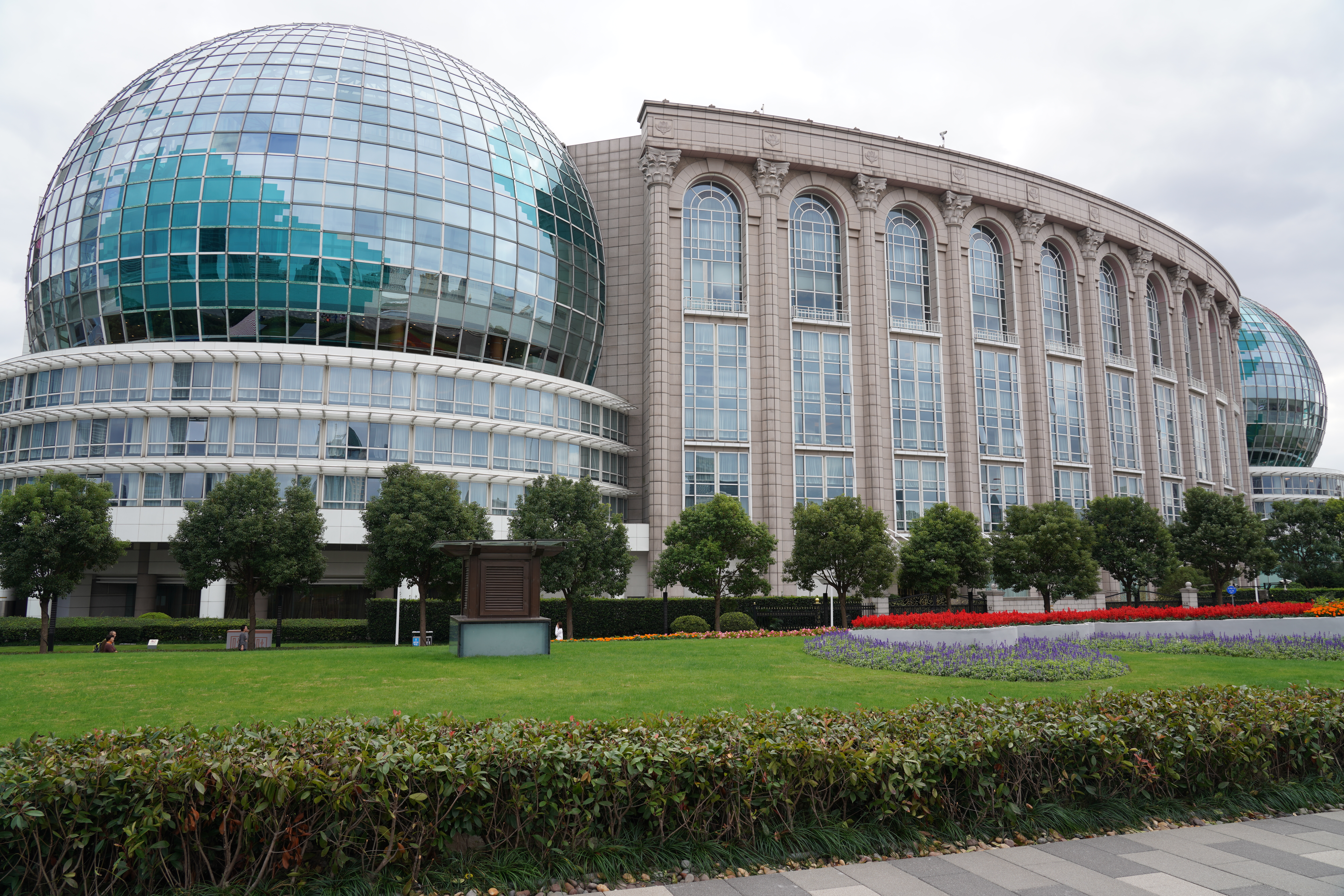
Международный центр конференций
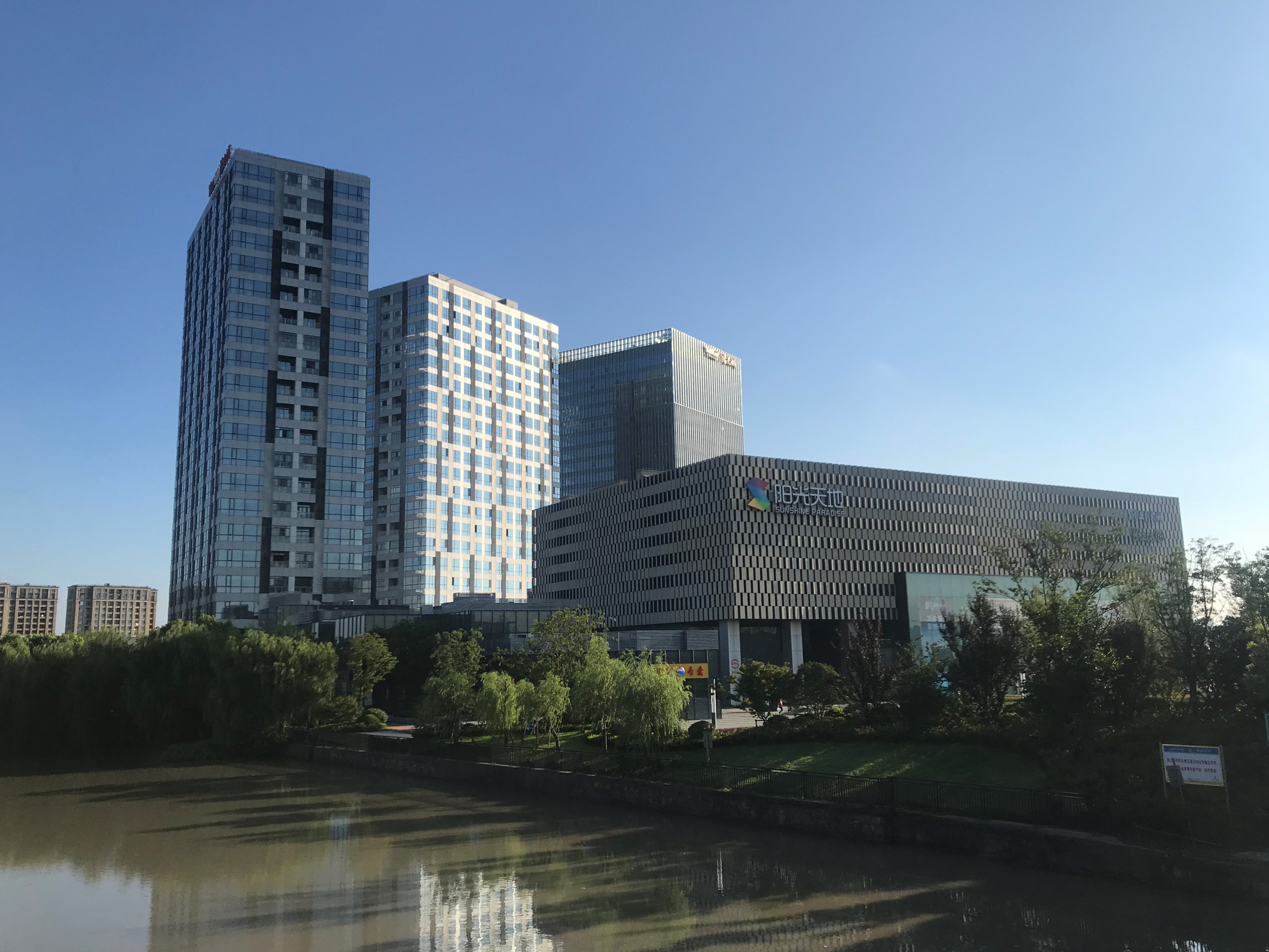
Sunshine Paradise
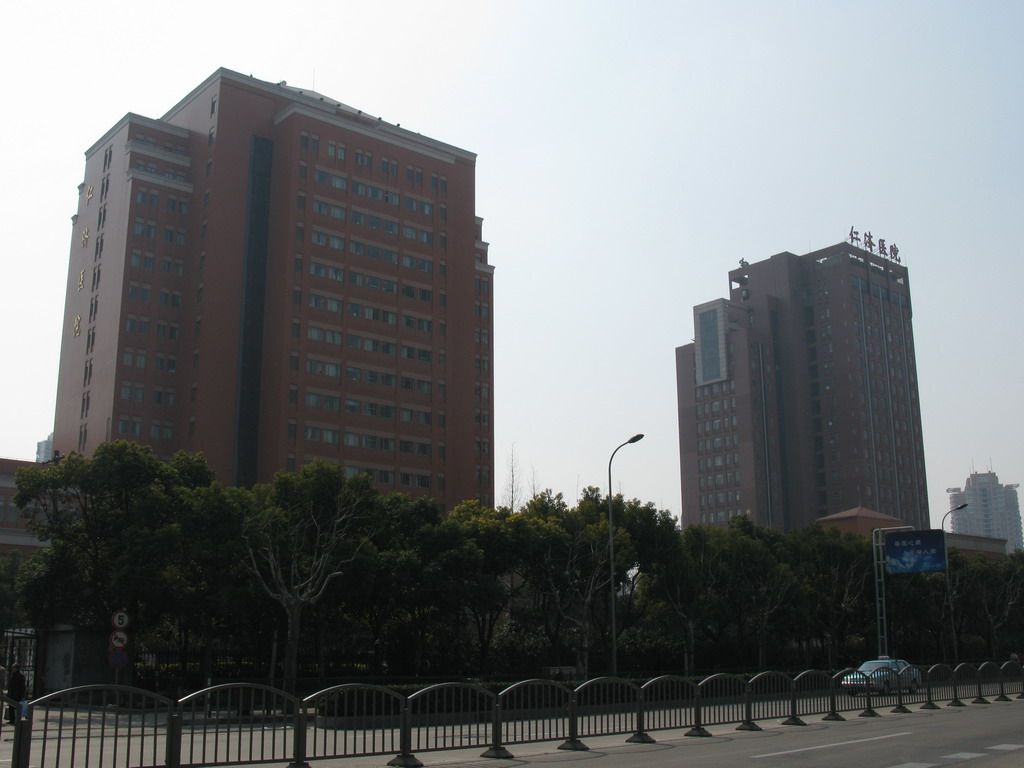
Восточный кампус больницы Жэньцзи
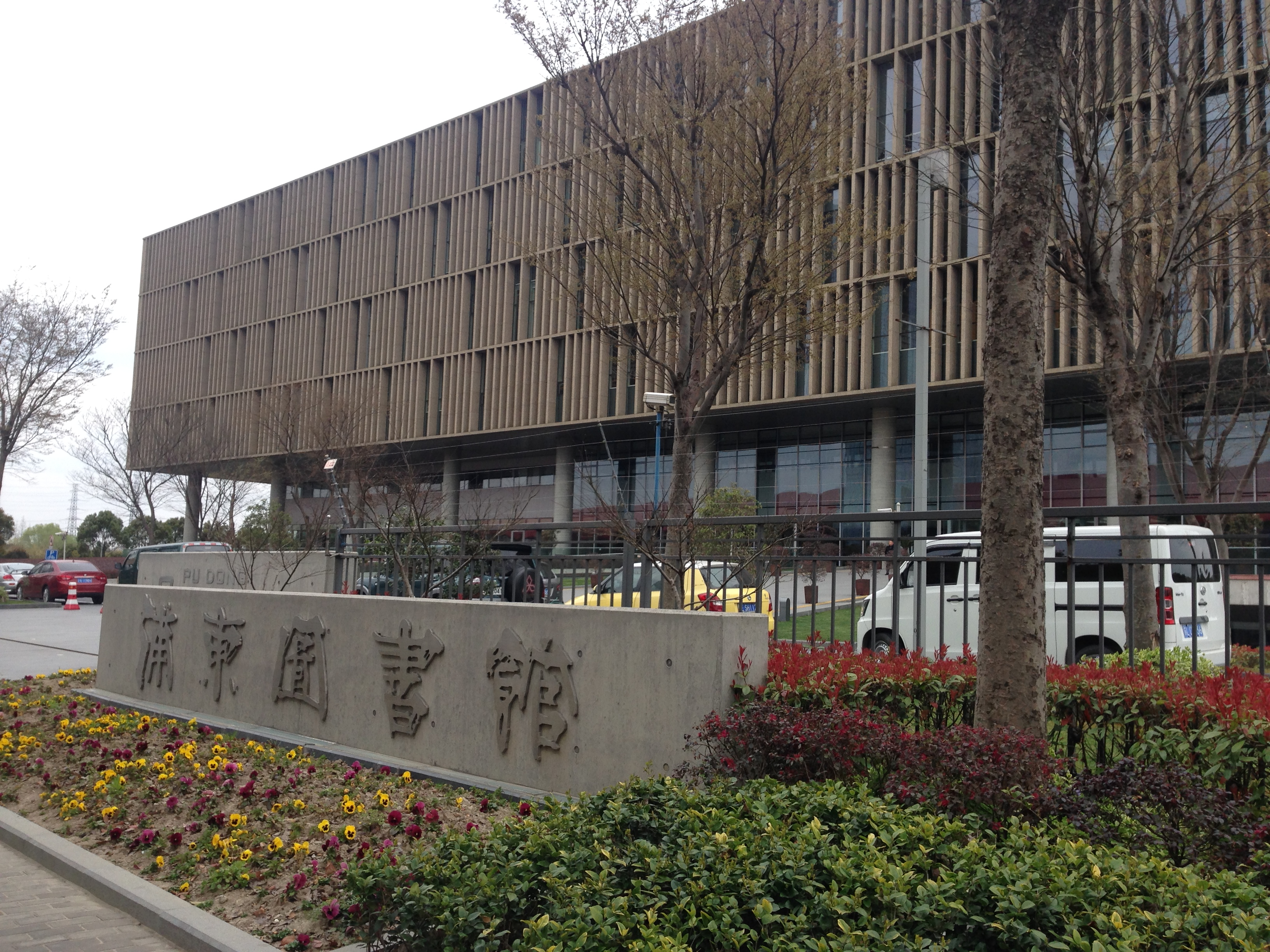
Библиотека Пудуна
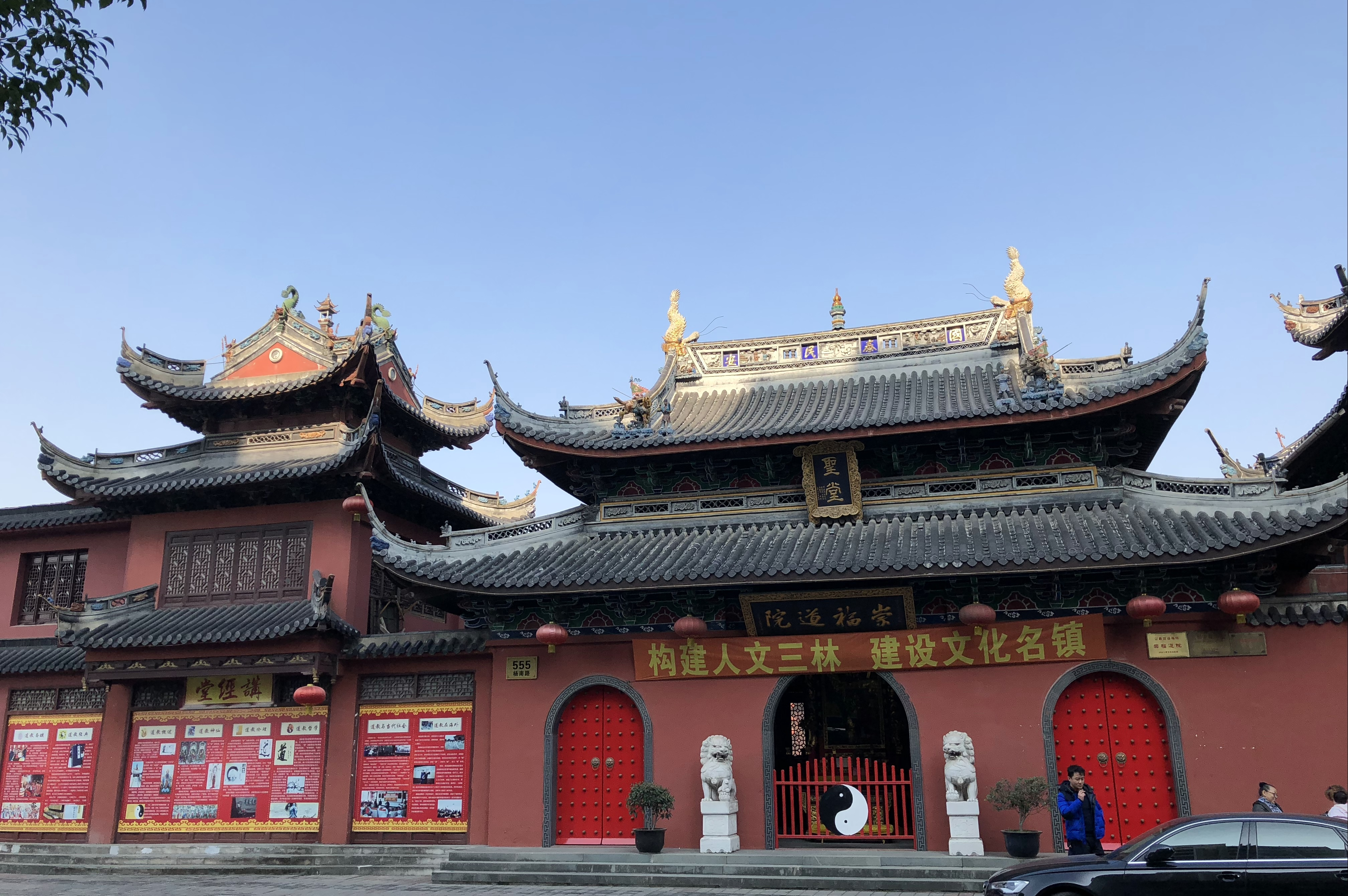
Саньлинь
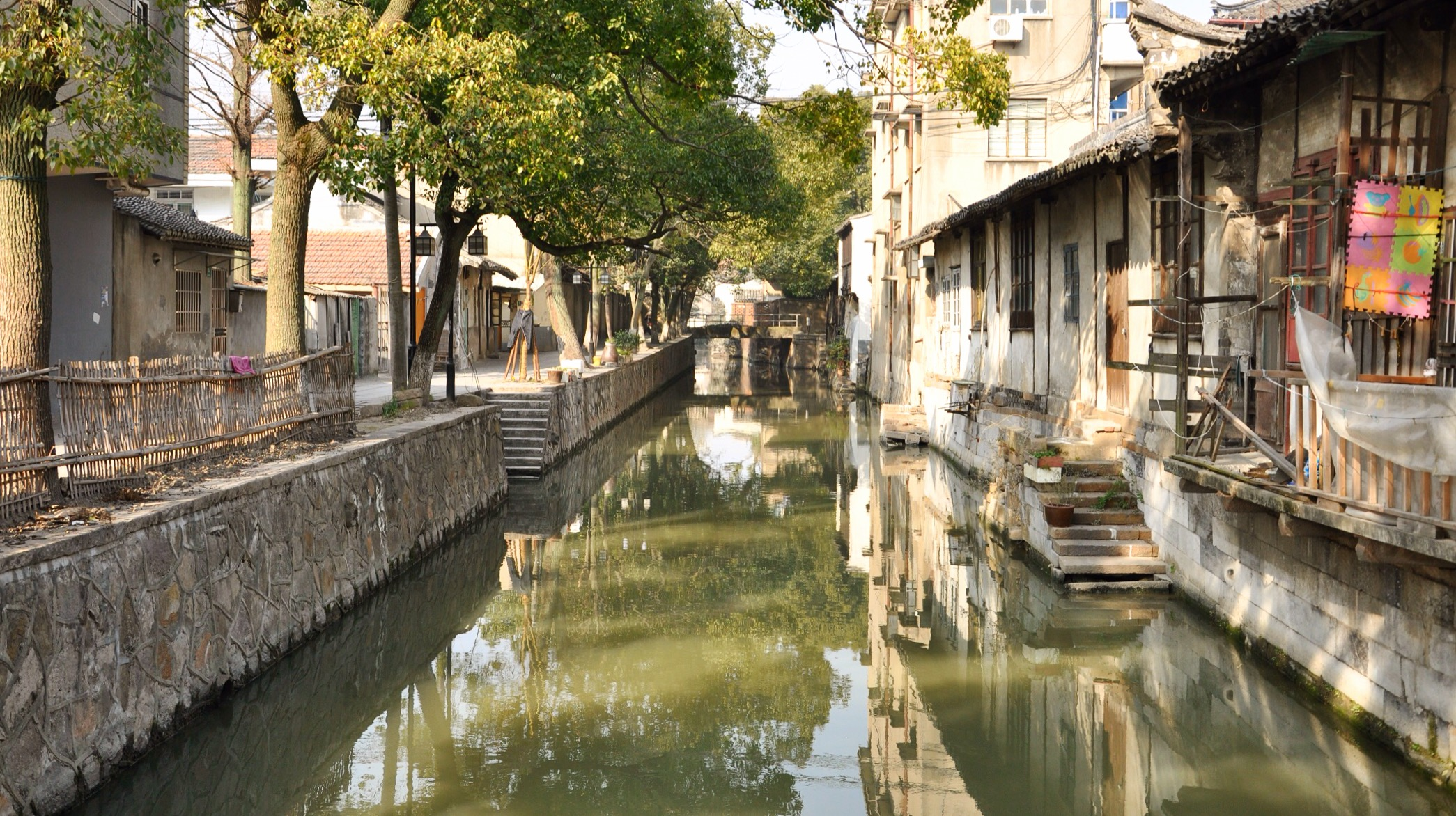
Синьчан